# المغرب
المَغْرِبُ (رسميًّا: المَمْلَكَةُ المَغْرِبِيَّةُ) هي دولة ذات سيادة عاصمتها الرباط وأكبر مدنها الدار البيضاء؛ مَوقعها في أقصى غرب شمال إفريقيا فهي مُطلة على البحر المتوسط شمالًا والمحيط الأطلسي غربًا، تحدها الجزائر شرقًا وموريتانيا جنوبًا، يَفصلها مضيق جبل طارق عن إسبانيا وبمحاذاته مكتنَفات متنازَع عليها بين البلدين. عدد سكانها يَبلغ حوالي 37 مليون نسمة، لغتاها الرسميتان هما العربية والأمازيغية كما تُتداول الدارجة المغربية على نطاق واسع؛ دستورها يَنص على أن الدين الرسمي هو الإسلام وأن البلاد متعددة الثقافات: «المملكة المغربية دولة إسلامية ذات سيادة كاملة، متشبِّثة بوحدتها الوطنية والترابية، وبصيانة تلاحُم مقومات هويتها الوطنية، الموحَّدة بانصهار كل مكوناتها، العربية الإسلامية، والأمازيغية، والصحراوية الحسانية، والغنية بروافدها الأفريقية والأندلسية والعبرية والمتوسطية».
استوطَن الإنسان بلاد المغرب الأقصى ابتداءًا من العصر الحجري القديم منذ أكثر من 300 ألف عام. تأسسَت الدولة المغربية الإسلامية الأولى سنة 788 في عهدِ السلالة الإدريسية؛ ثم وصلَت إلى ذروتها كقوة إقليمية في القرنين الحادي عشر والثاني عشر، حين سَيطرت على معظَم الأراضي الإيبيرية والمغاربية في عهدِ السلالتين المرابطية والموحدية. واجَه المغرب تهديدات خارجية لسيادته مع استيلاء البرتغال على أراض شمالًا وزحفِ الدولة العثمانية شرقًا في القرنين الخامس عشر والسادس عشر، ليقاوِم ويَصدَّ الهيمنة الأجنبية في عهدِ السلالتين المرينية والسعدية. توسَّع المغرب في علاقاته الدبلوماسية والتجارية مع العالَم الغربي في القرنين الثامن عشر والتاسع عشر، في سياق تحولات مهمة كان قد شهدها في العهدِ الحالي للسلالة العلوية. قُسمَت البلاد إلى منطقة حماية فرنسية وأخرى إسبانية سنة 1912، مع حجزٍ لمنطقة طنجة الدولية؛ بعد أعمال مقاوَمة وثورات متقطعة استعاد المغرب استقلاله سنة 1956.
يَمتلك المغرب خامس أكبر اقتصاد بإفريقيا ويُعَد قوة وسطى في الشؤون العالمية، كما يَحمل عضوية جامعة الدول العربية والاتحاد الإفريقي. تجمَع البلاد شراكة استراتيجية مع مجلس التعاون الخليجي، شراكة اقتصادية مع الاتحاد الأوروبي، شراكة عسكرية مع حلف شمال الأطلسي، كما يوجَد لديها توجهات استثمارية نحو البلدان الإفريقية. يَتربع الملِك محمد السادس على رأس الدولة في مَلكية دستورية مع نظام برلماني يَضمن التعددية الحزبية؛ وهو يَتمتع بسلطات تنفيذية وتشريعية واسعة في الشؤون الدينية والعسكرية والخارجية، يمكِنه إصدار مراسيم لها قوة القانون تسمى الظهير، ويمكِنه أيضًا حلُّ البرلمان بعد التشاور مع رئيس الحكومة ورئيس المحكمة الدستورية.
طالَب المغرب بالسيادة على منطقة الصحراء الغربية، التي يُشار إليها في الخطاب الرسمي المغربي بالأقاليم الجنوبية، وتُعَد إقليمًا غير متمتع بالحكم الذاتي منذ 1963. كانت إسبانيا قد وافقَت على إنهاء استعمار الإقليم والتنازل عن سيطرتها للمغرب وموريتانيا، قبل أن تندلع حرب الصحراء الغربية بين تلك القوى وبعض المتمردين المحليين سنة 1975. تخلت موريتانيا عن مَطالبها في المنطقة سنة 1979، ثم استمرت الحرب كنزاعٍ منخفض الحدة إلى غاية إبرام اتفاق لوقف إطلاق النار سنة 1991. حاليًا يسيطِر المغرب على معظَم أراضي الإقليم لكن قضية السيادة ظلت دون إجماعٍ دولي، فيما لاتزال الجهود الأممية لحلِّ النزاع عاجزة عن كسرِ حالة الجمود السياسي.
يَرأس الحكومة المغربية الحالية عزيز أخنوش عن حزب التجمع الوطني للأحرار بعدما تَصدَّر الانتخابات لسنة 2021 بحصوله على 102 من أصل 395 مقعد برلماني، مع نسبة مشارَكة انتخابية بَلغت 50,18% على مستوى البلاد. أنجَز المغرب مشاريع بارزة خاصة على مستوى تحسين ظروف عيش الساكنة وتسهيل الولوج إلى الخدمات الأساسية وكذا تطوير البنى التحتية؛ مع وجود لَجنة تتبُّع ومواكَبة لأهداف التنمية المستدامة «أفُق 2030» التي تَضم 19 مخططًا قطاعيًا. تتوفر البلاد على عوامل رئيسية تَطمح من خلالها إلى تنمية مستدامة؛ فالقطاعات المولِّدة للثروة في ازدياد، كما أن التحرير التدريجي لنظام الصرف ولأسواق الرأسمال يرافِق هذه المخطَّطات الجوهرية.

## التسمية
خلال التاريخ القديم، أطلَق الفينيقيون على البلد الواقع في أقصى الطرف الغربي لعالَمهم المعروف اسم مُوْحَرِيمْ بمعنى «الأرض الغربية». لاحقًا أنشَأ الأمازيغ دولة امتدت على سواحل البحر المتوسط عُرفت بمملكة موريطنية نسبة إلى كلمة مَافْرُوسْ (باللغة اليونانية: Μαύρος) التي تعني أسوَد، ثم انقسمَت سنة 40 إلى موريطنية الطنجية (شمال المغرب الحالي) وموريطنية القيصرية (شمال الجزائر الحالية).
خلال العصور الوسطى، كانت الهوية الثقافية للبلاد وأهلها مرتبطة بشكل وثيق مع موقعها الجغرافي حيث اعتَقد سكان العالَم القديم أن الشمس تشرق من اليابان (باللغة اليابانية نِيهُونْ: مكان شروق الشمس) وتغرب في المغرب الأقصى (باللغة العربية المَغْرِبُ: مكان غروب الشمس). بينما اشتَقت البلاد اسمها في اللغات الأوروبية من كلمة مُورُّوكْ (باللغة اللاتينية: Morroch) وهي تصحيف للفظِ مراكش.
أحيانًا كان يُشار للبلاد بتسمية مرتبطة بعاصمتها: كـ «موريطنية الطنجية» التي كانت عاصمتها طنجة وكذا «مملكة مراكش» و«مملكة فاس» نسبة إلى عواصمها المعروفة آنذاك، وكانت الظهائر والمعاهدات الدولية يوقِّعها سلاطين المغرب تارة باِسم سلطان مراكش وتارة باِسم سلطان فاس.
بالموازاة مع ذلك وللإشارة إلى المنطقة المغاربية بشكل عام، كان العرب في العصور الوسطى يَستخدمون لفظ «بلاد المغرب» بينما الأوروبيون يَستخدمون لفظ «الساحل البربري» للدلالة على ثلاثة أقاليم: المغرب الأدنى (إفريقية أو تونس الحالية)، المغرب الأوسط (الجزائر الحالية)، المغرب الأقصى (المملكة المغربية الحالية).

## التاريخ

### ما قبل التاريخ
عَرف المغرب خلال عصر ما قبل التاريخ (الحقبة التي تَسبق اختراع الكتابة) تعاقُب عدة حضارات وهي كالتالي: الحضارة الآشولية (منذ 700.000 سنة قبل الميلاد)، الحضارة الموستيرية (منذ 120.000 سنة قبل الميلاد)، الحضارة العاتيرية (منذ 40.000 سنة قبل الميلاد)، الحضارة الإيبروموريسية (منذ 21.000 سنة قبل الميلاد).
خلال عصر ما قبل التاريخ، ضَم المغرب العديد من المواقع التي شهدَت بدايات التاريخ الإنساني. عُثِر على العديد من البقايا البشرية في جبل إيغود سنة 1991، وبعد تأريخها باستخدام التقنيات الحديثة سنة 2017 وُجد أن عمرها يعود لـ300.000 سنة على الأقل، مما يجعلها أقدم الآثار المكتشَفة للإنسان العاقل في العالَم.
خلال العصر الحجري كانت جغرافيا المغرب تشبِه السافانا أكثر مما تشبِه الطبيعة القاحلة الحالية؛ غيَّرت الرياح الموسمية الغرب إفريقية المشهد الطبيعي منذ 15.000 سنة قبل الحاضر وبدأت حقبة الصحراء الخضراء؛ حينها زاد هطول الأمطار خلال موسم الصيف مما أدى إلى نمو الظروف الرطبة (مثل البحيرات، الأراضي الرطبة) والسافانا (مثل الأراضي العشبية، الشجيرات) في شمال إفريقيا.
في حين لا يُعرف الكثير عن المستوطَنات في المغرب خلال العصر الحجري الوسيط، فإن الحفريات في أماكن أخرى من المنطقة المغاربية تشير إلى وفرة من الغابات، مناسِبة للصيادين وجامعي الثمار، مثل الثقافة القبصية.
تَشترك المناطق الساحلية للمغرب خلال العصر الحجري الحديث في صناعة الفخار والتي كانت شائعة بجميع أنحاء البحر المتوسط في ذلك الوقت؛ تُشير الحفريات الأثرية إلى أن تدجين الأبقار والزراعة وكذلك الحصاد بدأ خلال هذه الحقبة. انتهت حقبة الصحراء الخضراء ما بين 5500 سنة قبل الحاضر و4000 سنة قبل الحاضر.

### التاريخ القديم
عَرف المغرب خلال حقبة التاريخ القديم (ابتداءً من الألفية الرابعة قبل الميلاد) تعاقُب حضارات العصر الكلاسيكي وهي على التوالي: الحضارة الفينيقية (منذ القرن الثاني عشر قبل الميلاد)، الحضارة البونيقية (منذ القرن الخامس قبل الميلاد)، الحضارة الموريطنية (منذ القرن الثاني قبل الميلاد)، الحضارة الرومانية (منذ القرن الأول بعد الميلاد).
خلال التاريخ القديم، فَتح المغرب أبوابه بشكل أوسع للدول المحيطة بالبحر المتوسط، حين ازدهرَت تجارة الفينيقيين وأقاموا مستعمَرات لهم في مختلف المناطق المتوسطية. تُعَد كل من شالة، وليكسوس، والصويرة من أهم وأول المستعمَرات الفينيقية التي أنشِئت في المغرب، وقد بقيَت الأخيرة مستعمَرة فينيقية حتى القرن السادس قبل الميلاد.
كانت قرطاج مستعمَرة فينيقية بالأساس، ثم تطورَت بعد انحلال فينيقيا لتصير بونيقية سَيطرت على أجزاء كبيرة من جنوب غرب المتوسط خلال الألفية الأولى قبل الميلاد. أقامت قرطاج علاقات تجارية مع قبائل الأمازيغ بالمناطق الداخلية، ودَفعت لهم مَبالغ سنوية لضمانِ تعاونهم في استغلال المواد الخام.
كانت موريطنية مملكة قبَلية، أسَّسها السكان المحليون الذين عُرفوا باِسم الموريطنيين؛ بعد وفاة بطليموس الموريطني سنة 40، ضَمت الإمبراطورية الرومانية المملكة وقسَّمتها إلى مقاطعتين اثنتين: موريطنية القيصرية في الشرق، وموريطنية الطنجية التي تتطابق تقريبًا مع الجزء الشمالي من المغرب الحالي.
كانت الديانة الأمازيغية التقليدية تهيمِن عليها آلهة الشمس والقمر، والتي تُشبه إلى حد بعيد تلك التي كان يعبدها المصريون. تواجدَت المسيحية في موريطنية الطنجية منذ القرن الثالث، وانتشرَت بسرعة على الرغم من ظهورها المتأخر نسبيًا في المنطقة. كانت المدن الرئيسية هي بناصا، سبتيم، روسادير، ليكسوس، تمودة، بالإضافة إلى العاصمة طنجيس.
خلال أزمة القرن الثالث، انهار الحُكم الروماني في معظَم أنحاء موريطنية الطنجية سنة 285 باستثناء الشريط الساحلي ما بين ليكسوس وطنجيس وسبتيم؛ وعند سقوط الإمبراطورية الرومانية خضعت أجزاء من المغرب الحالي للفندال وهم من القبائل الجرمانية الشرقية، ثم إلى القوط الغربيين، فالروم البيزنطيين.

### العصور الوسطى
خلال العصور الوسطى، بدأت الخلافة الأموية بالتوسع في القرن السابع، وسَيطر جيش الدولة الأموية بقيادة عقبة بن نافع على أجزاء من المنطقة المغاربية وضمَّها إلى المناطق التي يحكمها بنو أمية سنة 670. استقَر العديد من العرب في المغرب وأحضَروا معهم قيمهم وعاداتهم وتقاليدهم، وأسَّس بعضهم إمارات مستقلة خاصة بهم كصالح بن منصور الذي أسَّس إمارة نكور، ونُشر الإسلام بين سكان المنطقة بعد خوضِ حروب ومعارك عديدة في الكثير من الأحيان.
شهِد المغرب أول دولة إسلامية مستقلة عن الدولة الأموية، عقِب ثورة البربر سنة 740 ثم قيام إدريس بن عبد الله بتأسيس مملكة المغرب الأقصى سنة 788؛ إثر ذلك صارت فاس عاصمة جديدة للبلاد ومَركزها الثقافي بعد اكتمال بنائها ما بين سنوات 789 و808. أدى صكُّ عملة الدرهم الفضية إلى تنشيط الحركة التجارية، وتم تداولها على نطاق واسع في المشرق كما عُثر عليها في دفائن المال بأماكن بعيدة مثل روسيا وبلدان البلطيق.
كان مؤسس الدولة الإدريسية المولى إدريس بن عبد الله قد حلَّ بالمغرب الأقصى فارًا من معركة فخ قرب مكة سنة 786، فاستقَر بمدينة وليلي أين احتضنته قبيلة أوربة الأمازيغية ودعمَته حتى أسَّس دولته، ليَتمكن بعدها من ضمِّ مناطق تامسنا وتاولا وتلمسان. عقِب اغتيال المولى إدريس الأول بمكيدة دبَّرها الخليفة العباسي هارون الرشيد تم تنفيذها بعطر مسموم، بُويع ابنه إدريس الثاني سنة 803.
بعد سقوط سلالة الأدارسة، تأسسَت سلالات المرابطين (منذ 1040)، والموحدين (منذ 1121)، والمرينيين (منذ 1244)، والوطاسيين (منذ 1472)، لتَحكم المغرب بالتتالي متخِذين بعض المدن كعاصمة لدول ذات رقعة جغرافية واسعة. في هذه العهود، أي بعد القرن الحادي عشر، ازدهرت البلاد وبَرزت كقوة كبرى في غرب شمال إفريقيا حين حَكمت معظَم أرجاء تلك المنطقة ونواحي شاسعة من الأندلس.
عَرف الجيش الاستعراضات العسكرية التي كان يقوم بها خصوصًا قبل السير في الميدان وبعد الظفر في المعارك، ليشاهِد الأفراد من العامة مبلَغ القوة العسكرية التي تحافِظ على سلامة البلاد في الداخل وتسجِّل لها مزيدًا من الأمجاد في الخارج، وكان الاستعراض منظَّمًا. كما استخدَم الأسلحة المعروفة حتى ذلك الحين كالمنجنيقات والسيوف والنبال؛ وقد كان الأفراد يَتصافون أثناء القتال ويَطعنون بسيوفهم بمنتهى الشدة.
كان مصطلح الموريين يُطلق خلال العصور الوسطى للدلالة على المسلمين عمومًا، وبالخصوص أولئك من شمال غربي إفريقيا المنحدرين من أصول أمازيغية وعربية. هَرب الكثير من المسلمين واليهود إلى المغرب بعد الحروب التي قامت بها الممالك المسيحية لاسترجاع شبه الجزيرة الإيبيرية من أيدي المسلمين، والتي عُرفت بحروب الاسترداد واستمرت إلى حدود سقوط غرناطة سنة 1492.

### التاريخ الحديث
خلال التاريخ الحديث، شهِد المغرب تحولات مهمة وَضعت الأساس للدولة القومية الحديثة وذلك ما بين سنوات 1510 و1822، كما شَيد المزيد من القصبات والقلاع التي بُنيت في إطار استراتيجية أمنية داخلية وخارجية. استُحدث في عهدِ السلطان أحمد المنصور الذهبي (الفترة 1578–1603) نظام حكومي أطلِق عليه اسم المخزن؛ امتَد التقسيم الإداري ليَبلغ 9 ولايات هي سوس، فاس، تافيلالت، مراكش، تادلة، درعة، الفحص، توات-تيگورارين، وبلاد السودان؛ كما قُدر إجمالي عدد السكان سنة 1600 بحوالي 13 مليون نسمة، توزعوا بين المغرب الأقصى (حوالي 2,2 مليون) وباشوية تمبكتو (حوالي 10,8 مليون).
من الناحية التشريعية، رغم أن نظام البيعة يَتضمن عادة تطبيق قوانين دينية إلا أنه كان يتم في الواقع الاتفاق على قوانين وضعية تُنظم العلاقات الاجتماعية والاقتصادية والقضائية والأمنية في المناطق التي تمتعت بقدر كبير من الحُكم الذاتي، هذه الاتفاقيات يتم تدوينها في المدارس وتختلف نسبيًا من منطقة مغربية لأخرى، هذا التنظيم لعب دورًا هامًا في ضبط التوازنات العامة من داخل المجتمع، خصوصًا خلال ضُعف السلطة المركزية أو انعدامها في حال حدوث صراع على السلطة.
عَرفت البلاد وجود مؤسسات تنفيذية وقضائية متقدمة إلى حد ما، حسب ما وَرد في كتاب تاريخ الشعوب العربية للمؤرخ البريطاني من أصل لبناني ألبرت حوراني (1915–1993) والذي قضى سنوات طويلة أستاذًا في جامعة أوكسفورد: «في أقصى غرب المغرب العربي وفيما وراء حدود الإمبراطورية العثمانية تقع دولة من نوع مختلف تمامًا توجَد منذ زمن طويل: إنها الإمبراطورية المغربية»، مضيفًا أن هذه الدولة تتوفر على جميع مقومات الدولة الحديثة: المحاكِم والوزارات والجيش، حتى وإن كانت قد عَرفت فترات من الفوضى وسوء التنظيم.
حاولَت السلطة المركزية خلال القرن التاسع عشر القيام بالعديد من الإصلاحات: في المجالات العسكرية، أرسَلت الدولة المغربية بعثات طلابية إلى دول أوروبا الغربية لمتابعة التكوين العسكري وعَملت على شراء الأسلحة الحديثة وتشييد مَصنع للأسلحة في فاس؛ في المجالات الإدارية، أسَّست دار النيابة التي ضَمت السفراء والقناصل بطنجة، وحَددت منصب الصدر الأعظم في الشؤون الداخلية، كما أحدَثت وزارات الدفاع والعدل والمالية والشؤون الخارجية؛ في المجالات الجبائية، عَينت الدولة أمناء في المراسي وفَرضت عليهم مراقبة شديدة لمحاربة الرشوة والاختلاس، كما أحدَثت تغييرات في النظام الضريبي؛ في المجالات المالية، أنشَأت دار السكة وحاولَت ضبط العملة الوطنية بالرفع من قيمتها ومنع تزويرها وتهريبها إلى الخارج؛ في المجالات التعليمية، أسَّست الدولة المغربية بسلا مدرسة عصرية لتلقي العلوم الحديثة وخَصصت منحًا ومكافآت للطلبة المتفوقين، وأرسَلت بعثات طلابية إلى أوروبا.

#### المجالات السياسية

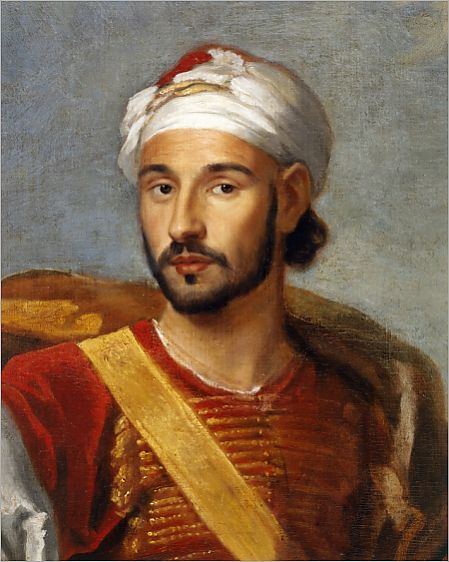
محمد بن حدو أعطار، سفير المغرب لدى بريطانيا العظمى سنة 1682.

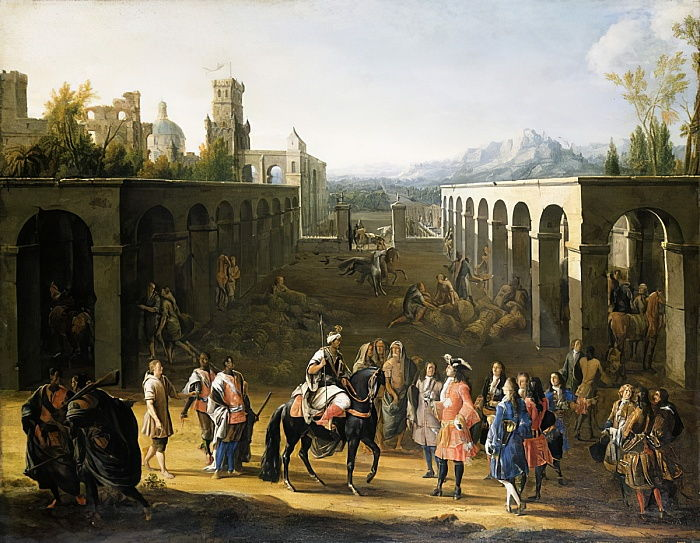
السلطان إسماعيل بن الشريف يَستقبل فرانسوا بيدو سفير لويس الرابع عشر، سنة 1693.

استمرت سلالة السعديين في الحُكم حتى سنة 1659؛ صعَدت بعدها سلالة العلويين والتي كانت تَحكم منطقة تافيلالت منذ 1631 لتتولى السلطة المركزية في البلاد سنة 1666؛ نجح السلطان الرشيد بن الشريف في إعادة توحيد البلاد في مملكة واحدة قبل وفاته سنة 1672. استطاع السلطان إسماعيل بن الشريف (الفترة 1672–1727) تثبيت سلطته على إمارة توات ونظَّم حملة عسكرية سَيطر فيها على إمارة الترارزة وإمارة البراكنة لتصل حدود الدولة حتى نهر السنغال؛ بعد نزاعات عسكرية عديدة مع الدولة العثمانية تم إعادة إحلال السلام بعدما وافق العثمانيون على الاعتراف بالحدود الشرقية للمغرب بالقرب من وجدة.
عند بداية الثورة الأمريكية، كانت السفن التجارية التابعة للولايات المتحدة كثيرًا ما تتعرض لهجمات القراصنة البربر في المحيط الأطلسي، فأعلَن السلطان محمد الثالث أن جميع السفن التجارية الأمريكية تحظى بحماية السلطنة وأنها ستحظى بالحماية عند إبحارها بالمياه الإقليمية المغربية؛ تُعَد معاهدة الصداقة المغربية الأمريكية التي أبرِمت سنة 1777 من أقدم معاهدات الصداقة المستمرة التي أبرمتها الولايات المتحدة، ونتيجة لها صار المغرب من أول الدول التي اعتَرفت بالولايات المتحدة كدولة مستقلة. كانت طنجة ابتداءً من القرن الثامن عشر هي العاصمة الدبلوماسية للمغرب.
من الناحية الدبلوماسية، كَتب الجنرال هوبير ليوطي الذي شَغل مَنصب المقيم العام الفرنسي بالمغرب (الفترة 1912–1925): «لقد وَجدنا أنفسنا في المغرب أمام إمبراطورية عريقة تاريخيًا ومستقلة، متمسكة إلى أقصى حد باستقلالها وشرسة في مواجهة أي محاولة لإخضاعها، وهي تظهر حتى هذه السنوات الأخيرة كدولة قائمة الذات بترتيبها الإداري الوظيفي وممثليها في الخارج».

#### المجالات العسكرية

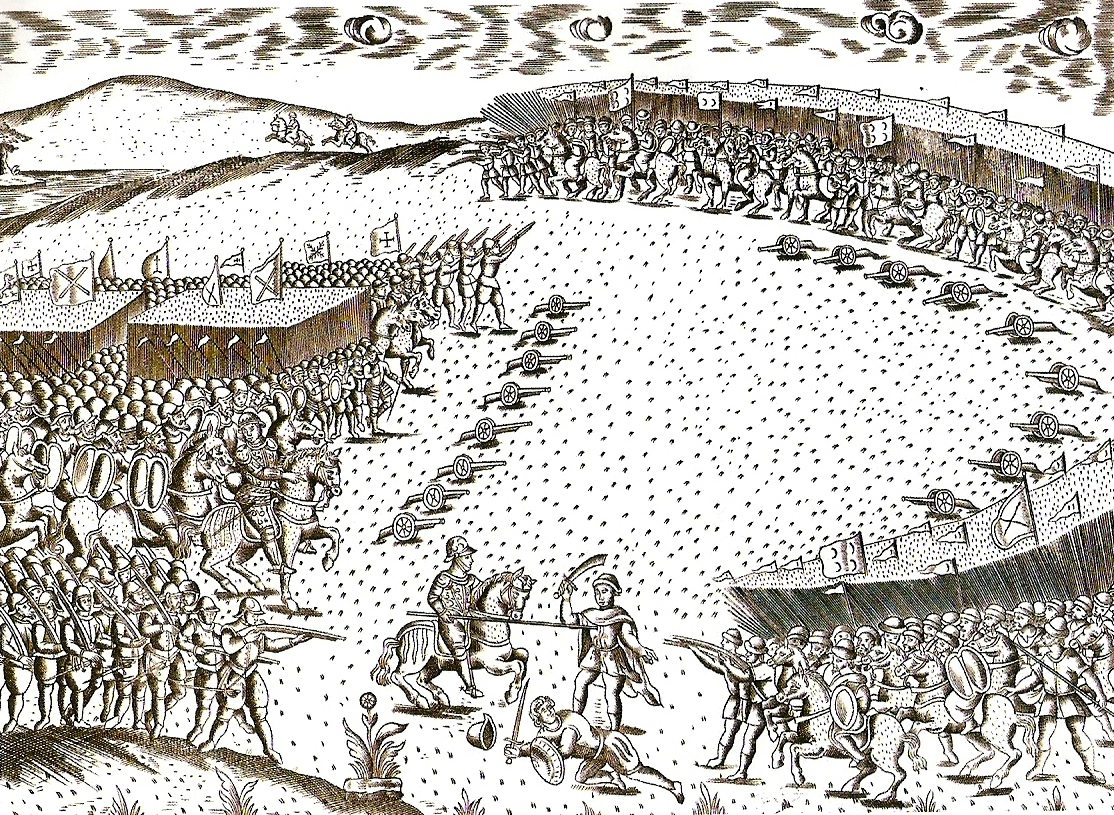
معركة وادي المخازن بين الدولة المغربية (يمين) والإمبراطورية البرتغالية سنة 1578.

باتجاه الشرق، بدأت أولى الاتصالات مع الدولة العثمانية في القرن السادس عشر، حيث أصبح العثمانيون أقوياء جدًا بعد سقوط تلمسان (1517) وسقوط الجزائر (1516) ثم الاستيلاء عليها مرة أخرى بصفة نهائية سنة 1529، مقتربين تدريجيًا من المغرب الأقصى. بعد سقوط تلمسان سنة 1517، هَرب سلطان تلمسان إلى فاس في المغرب لطلب اللجوء؛ وقد كان العثمانيون يقاتلون في شمال إفريقيا بصفتهم أعداء إسبانيا الكاثوليكية، وفي الوقت نفسه كانت سلالة السعديين قد أحرزت انتصارات مهمة على البرتغاليين الذين اضطروا إلى الانسحاب من الجنوب المغربي خاصة في أكادير سنة 1541، لتنجح سلالة السعديين فيما بعد بالإطاحة بسلالة الوطاسيين شمال البلاد وإعادة توحيد المغرب تحت سلطة واحدة.
باتجاه الجنوب وتحديدًا في غرب إفريقيا، كانت معركة تونبيدي سنة 1591 المواجهة الحاسمة خلال غزو المغرب لإمبراطورية السونغاي في القرن السادس عشر (الحرب المغربية السونغية)، حين استطاعت القوات المغربية تحت قيادة جودر باشا هزيمة حاكم إمبراطورية سونغاي مما أدى إلى انهيارها؛ تم تأسيس باشوية تمبكتو (1591–1833) في بلاد السودان حيث استمرت كإحدى ولايات الإمبراطورية المغربية خلال فترة حُكم السعديين ومن بعدهم العلويين، قبل أن يستولي عليها الطوارق سنة 1787. باتجاه الشمال، شهدَت البلاد العديد من النزاعات العسكرية ضد البرتغال، وإسبانيا، وفرنسا، وإنجلترا، كما شاركَت بحربٍ ضد الولايات المتحدة والسويد وصقلية.

#### المجالات الاقتصادية

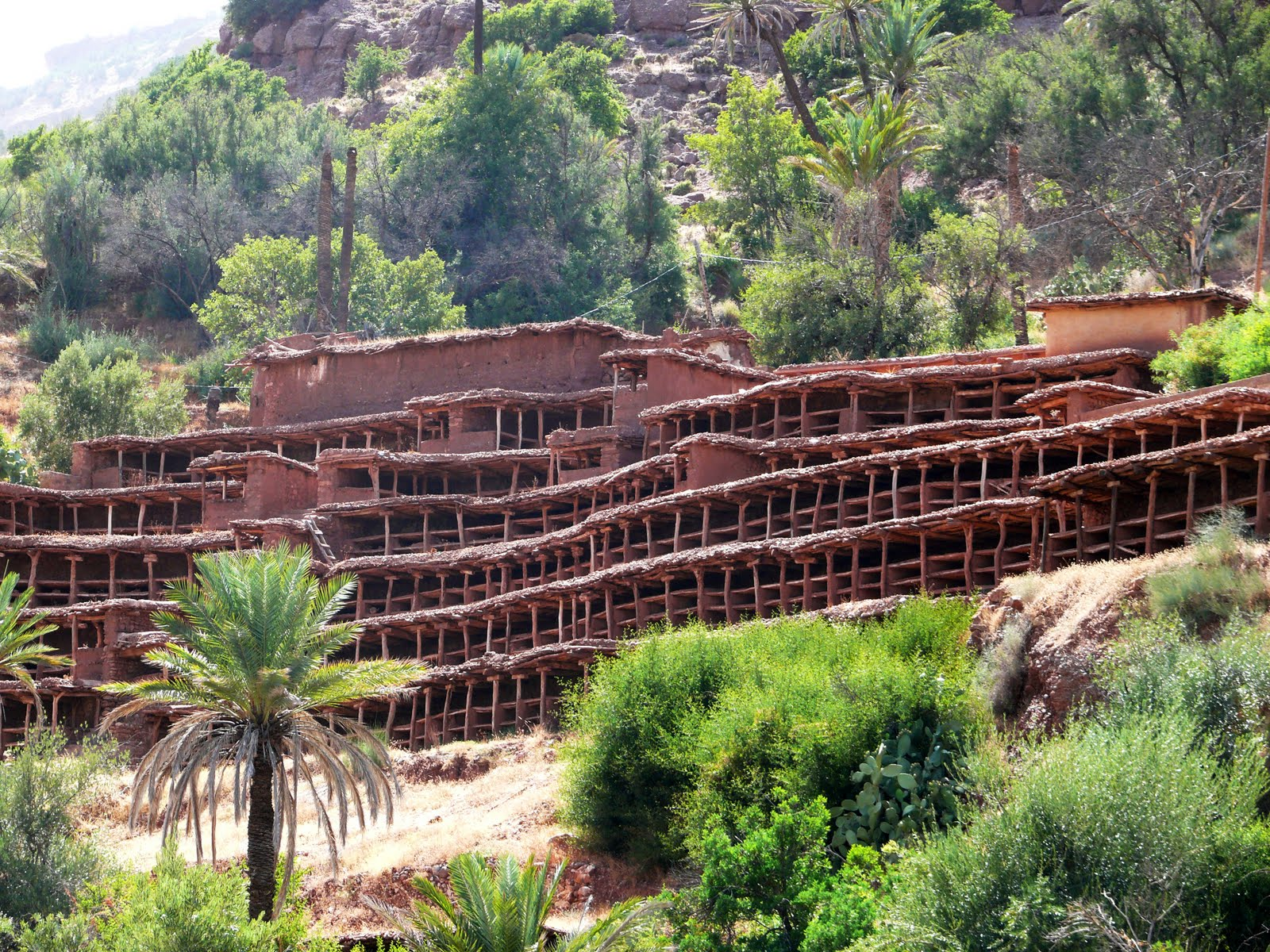
مَنحل إنزركي بُني لتربية النحل في القرن السادس عشر، وهو المَنحل الأقدم بالعالَم.

عَرفت البلاد في بداية القرن السابع عشر أزمة اقتصادية لأسباب منها قلة الأمطار، وانتشار الوباء، وتقلُّص الإنتاج المحلي من السكر، وتدهوُر تجارة الذهب مع بلاد السودان. كانت للمغرب بعض الخصائص التي ميّزته عن باقي المنطقة المغاربية وأعطته الأولوية في التجارة مع أوروبا؛ فالمغرب من الناحية الجغرافية هو الأقرب لأوروبا حيث لا يَفصل بينهما سوى مضيق جبل طارق الذي لا يتعدى عرضه في أضيق نقطة 15 كيلومتر، ومن الناحية السكانية فالمغرب يَضم أقلية يهودية كانت تشكِّل حوالي 7% من إجمالي السكان خلال القرن التاسع عشر وكانت تعمل في التجارة ولها علاقة قوية مع التجار اليهود الأوروبيين مما أدى إلى ارتفاع التعاملات التجارية بين أوروبا والمغرب.
خلال القرن الثامن عشر أخَذت المصالح الأوروبية تنمو يومًا بعد آخر في البحر المتوسط، وأصبحت تلك المصالح تُحتم على الدول الأوروبية تأمين تجارتها في محاولة للحد من حركة القرصنة البحرية التي كانت تقوم بها الأساطيل المغربية في تلك الفترة، ونتيجة لذلك شرعت الكثير من الدول في عقد أو تجديد معاهداتها مع المغرب، ففي عهدِ السلطان محمد الثالث (الفترة 1757–1790) على سبيل المثال، عَقدت حوالي سبع دول أوروبية معاهدات صداقة وتجارة مع المغرب اشتَملت على تأمين تجارتها في البحر المتوسط وإعطاء امتيازات لقناصلها وتجارها ومواطنيها، ومن خلال بنود تلك المعاهدات يلاحَظ أن هناك تركيزًا على سلامة السفن وتقديم الخدمات لها في الموانئ المغربية وأن هناك تشابهًا بين بنود تلك المعاهدات.

### التاريخ المعاصر
كان المغرب متخلفًا عن الدول الأوروبية من حيث التكنولوجيا والعلوم والاقتصاد والقوة العسكرية، وصَل الركود الفكري والاجتماعي لدرجة أن الزوار الأوروبيين في القرن التاسع عشر كانوا يَنظرون للمغرب على أنه بلد عالق في ماضيه. نفَّذ المغرب العديد من الإصلاحات خاصة في عهدِ السلاطين عبد الرحمن بن هشام، ومحمد الرابع، والحسن الأول، لكنها باءت بالفشل لعوامل داخلية وخارجية؛ هذا الضعف إزاء جيرانه القريبين شمالًا (خاصة إنجلترا وفرنسا) مهَّد الطريق للاستعمار المباشر للمغرب من طرف الأوروبيين في أوائل القرن العشرين.
بدأتِ الحملة العسكرية بهجومٍ فرنسي إسباني مشترَك بالموازاة هَددت ألمانيا بقصفِ السواحل المغربية، ليضطر السلطان عبد الحفيظ إلى توقيع معاهدة فاس سنة 1912، حيث فُرض على المغرب نوع من الحماية جَعلت أراضيه تحت سيطرة فرنسا وإسبانيا بحسب ما تَقرر في مؤتمر الجزيرة الخضراء الذي عُقد لتجزئة البلاد؛ وقتها أصبح لإسبانيا مناطق نفوذ في شمال المغرب وفي مقاطعة إفني وطرفاية جنوب البلاد، أما المناطق الداخلية بالمغرب فقد كانت تحت نفوذ فرنسا؛ ثم صارت طنجة منطقة دولية بموجب بروتوكول طنجة سنة 1923.
رغم احتفاظ المغرب برموز السيادة كالعملة والعلم الوطني، إلا أن معاهدة الحماية سَمحت لبلدان أوروبية بالمشارَكة في تسيير البلاد عبر سنِّ قوانين كان سلاطين المغرب يَرفضون المصادقة عليها في بعض الأحيان. قام أفراد الحركة الوطنية بتنسيق مع الملِك محمد الخامس بصياغة وثيقة المطالبة بالاستقلال بتاريخ 11 يناير 1944؛ ألغِيت الحماية الفرنسية والحماية الإسبانية في 7 أبريل 1956، كما عادت مدينة طنجة التي تم تدويلها إلى المغرب في 29 أكتوبر 1956. استعاد المغرب سيادته على رأس جوبي ومعظَم مقاطعة إفني الخاضعة للحُكم الإسباني خلال حرب إفني والمعاهدة التي أعقبتها سنة 1958.
تربَّع الحسن الثاني على العرش كملِك للمغرب في 3 مارس 1961، ظَل المغرب غير منحاز رسميًا خلال الحرب الباردة ومع ذلك فقد أظهَر تعاطفًا مؤيدًا للغرب. صودِق بواسطة الاستفتاء على تحويل نظام الحُكم في المغرب إلى مَلكية دستورية سنة 1962، وفي هذا الصدد رسَّخ الدستور الحق في المِلكية الفردية وأعلَن صراحة أن نظام الحزب الواحد غير شرعي. أرفَق المغرب مقاطعة إفني الإسبانية بالكامل سنة 1969، ثم أرفَق إقليم الصحراء الغربية سنة 1975. يَعقد المغرب وإسبانيا دراسات تهدف إلى بِناء الربط القاري عبر مضيق جبل طارق منذ 1979، يحظى المشروع المقترَح باهتمام دولي لكنه يواجِه تحديات جيولوجية بالأساس.

## المجتمع

### التركيبة السكانية
يَبلغ عدد سكان البلاد 37٬721٬700 نسمة بتاريخ 19 يوليو 2025 حسب التقدير الاستقرائي للبيانات الرسمية، مع نمو سكاني بَلغ 1,26% سنويًا ما بين 2015 و2020، بينما معدل الخصوبة الكلي بَلغ 2,29 طفل لكل امرأة سنة 2021. معظَم السكان هم مغاربة مواطنون، وهم مسلمون على المذهب المالكي. هناك أقليات من العرق الأسوَد يُعرفون باِسم الحراطين والغناوة. المندوبية السامية للتخطيط هي مؤسسة الإحصاء الحكومية مهمتها تتبُّع المؤشرات الاقتصادية والاجتماعية.
أظهَرت الدراسات الوراثية على المغاربة أن العرب والأمازيغ (الذي يتم التمييز بينهما على أساس لغوي) لا يختلفون كثيرًا من حيث تركيبتهم الوراثية، ولخُصت هذه الأبحاث إلى أن التعريب في المغرب تم بالأساس عبر عملية استيعاب ثقافي. تَنص النشرة الأوروبية للوراثة البشرية على أن المغاربة في غرب شمال إفريقيا كانوا أقرب جينيًا إلى سكان أيبيريا منهم إلى شعوب البانتو القاطنين جنوب الصحراء الكبرى.
الإسلام هو الدين الرسمي والأكثر انتشارًا في البلاد، مع وجود أقليات من اليهود والمسيحيين ومن المغاربة اللادينيين. أظهَر استطلاع على المغاربة بأن نسبة 67,8% يَعتبرون أنفسهم متدينين، نسبة 29,1% متدينين إلى حد ما، ونسبة 3,1% غير متدينين، حسب نتائج نشرها الباروميتر العربي سنة 2021. كان عدد اليهود في المغرب يصل إلى 265 ألف نسمة سنة 1948، إلا أنه انخفض إلى حوالي 2500 نسمة سنة 2018 بسبب هجرة الكثير منهم إلى إسرائيل وأوروبا. تشكِّل المسيحية في المغرب حوالي 1,1% أي ما يقارب 380 ألف نسمة وذلك طبقًا لتقديرات سنة 2009.
يُعَد المغرب وجهة مفضَّلة للعديد من الأجانب الذين يختارون الإقامة فيه لأسباب مختلفة منها العمل، الدراسة، أو التقاعد؛ يَشمل هؤلاء الأجانب جنسيات متنوعة من أوروبا، أفريقيا جنوب الصحراء، آسيا، أمريكا الشمالية، وهم موزعون على مختلف المدن المغربية الكبرى مثل الدار البيضاء، مراكش، والرباط. يساهِم هؤلاء المقيمون في قطاعات مثل التعليم، السياحة، التجارة، والتصنيع؛ كما أن وجود جاليات أجنبية كبيرة يعزِّز من التنوع الثقافي والاجتماعي ويَخلق فرصًا للتبادل الثقافي. يَحتل المغرب المرتبة 47 عالميًا في جودة الحياة حسب تقرير يوإس نيوز أند وورد ريبورت لسنة 2021.
هناك تعداد كبير للمغاربة خارج وطنهم الأم حيث يقال أن في فرنسا أكثر من مليون ونصف مغربي، تليها إسبانيا بحوالي 870 ألف نسمة، وبلجيكا بحوالي 700 ألف، وهولندا بحوالي 600 ألف، بالإضافة إلى جماعات مغربية كبيرة في كل من إيطاليا، وكندا، والولايات المتحدة، وإسرائيل التي يشكِّل فيها اليهود المغاربة ثاني أكبر الجاليات هناك. يتم الحصول على الجنسية المغربية عادة بموجب حق الدم، أي بالولادة في المغرب أو في الخارج لوالدين يَحمل أحدهما الجنسية المغربية.

### اللغات واللهجات
الدارجة المغربية هي إحدى لهجات العربية، وتُصنَّف ضِمن اللسان المغاربي (وهو لسان المغاربة، الجزائريين، والتونسيين)، يستعملها أغلب المغاربة كلغة التواصل كما أنها اللهجة الأم لـ 50% من المغاربة، ومحكية في بعض المناطق الناطقة باللغة الأمازيغية كلسان ثانوي. تنتشر اللهجة المغربية في البلدان الأوروبية كفرنسا، وإسبانيا، وبلجيكا، وإيطاليا، وهولندا؛ كما أن للهجتين المغربية والجزائرية تأثير واضح على لهجة الشارع الفرنسية.
اللغة العربية واللغة الأمازيغية هما اللغتان الرسميتان في المغرب. يَتحدث قرابة 13,5 مليون شخص من أصل 32 مليون أي حوالي 45% من السكان (لا توجَد إحصاءات رسمية) باللغة الأمازيغية بلهجاتها الثلاث: التاريفيت، والتاشلحيت، والأطلسية؛ يَقطن معظَم هؤلاء في المناطق الريفية وتُعَد هذه اللغة بالنسبة لهم إما لغتهم الأولى أو يتكلمونها إلى جانب الدارجة المغربية.
الفرنسية تُستخدم على نطاق واسع في مجالات العلوم والتكنولوجيا والطب والأعمال التجارية والإدارة العامة والقانون فهي ضرورية للاندماج في المجتمع المهني؛ أما الإنجليزية فيوجَد توجُّه متزايد نحو تعزيزها في النظام التعليمي والاقتصادي حيث يُنظر إليها على أنها لغة المستقبل والابتكار مع تزايد الطلب عليها في سوق العمل المغربي والدولي. يَنص دستور البلاد على أن الدولة تَعمل على «حماية اللهجات والتعبيرات الثقافية المستعمَلة في المغرب، وتَسهر على انسجام السياسة اللغوية والثقافية الوطنية، وعلى تعلُّم وإتقان اللغات الأجنبية الأكثر تداولًا في العالَم».

### التعليم العمومي

مؤسسة محمد السادس تهدف إلى توفير دعم اجتماعي للعاملين في مجال التعليم.

شَهد التعليم في المغرب تحسنًا على مدار العقود الماضية إلا أن النظام التعليمي لا يزال يواجه عدة تحديات، من أبرزها التفاوت في جودة التعليم بين المناطق الحضرية والريفية أين تعاني المدارس في المناطق النائية من نقصٍ في الموارد والمعلمين المؤهلين، كما يواجِه التعليم العالي تحديات تتعلق بتحديث المناهج الدراسية لتتوافق مع سوق العمل المتغيرة مما أدى إلى زيادة نسبة البطالة بين الخريجين. بَلغت نسبة استكمال الدراسة في السلك الابتدائي 91,4%، وفي السلك الإعدادي 61,4%، وفي السلك الثانوي 39%، حسب إحصائيات وزارة التعليم لموسم 2019-2020.
التعليم في المغرب هو إلزامي ومجاني في المرحلتين الابتدائية والإعدادية، أي حتى سن 15 سنة؛ وهو اختياري مع دفع رسوم التسجيل في المرحلتين الثانوية والجامعية. يَتميز التعليم العالي في المغرب بالتنوع في العرض إذ يَتوزع على مجموعة من الجامعات والمعاهد والمدارس والمؤسسات العليا والكليات ومؤسسات التكوين المهني والعسكري وشبه العسكري، ويغطي تقريبًا جل الميادين والمجالات الحيوية كالهندسة والطب والصناعة وإدارة الأعمال والفلاحة والتكنولوجيا والمعلومات.
حسب نتائج البرنامج الدولي لتقييم الطلبة لسنة 2018 فإن تلاميذ المدارس المغربية يحتلون المرتبة 75 في الرياضيات، والمرتبة 75 في العلوم، والمرتبة 74 في القراءة. أطلَقت الحكومة المغربية «الرؤية الاستراتيجية 2015–2030» التي تهدف إلى جَعل التعليم أداة لتحقيق العدالة الاجتماعية وكذا التنمية المستدامة؛ تهدف هذه الاستراتيجية إلى تطوير النظام التعليمي بشكل شامل بدءًا من التعليم الابتدائي وصولاً إلى التعليم العالي والبحث العلمي.

### الرعاية الصحية

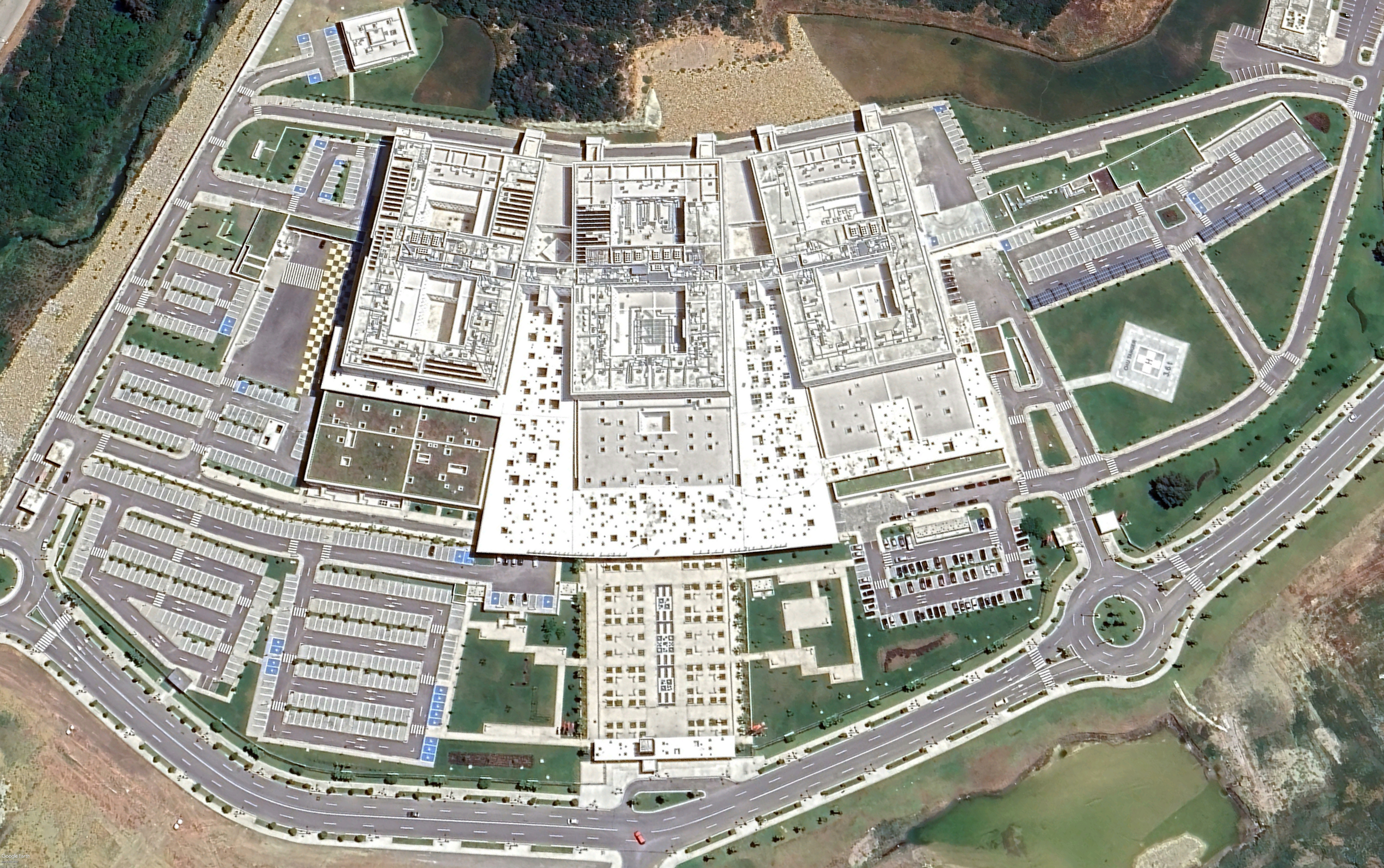
المَركز الاستشفائي الجامعي بطنجة أنتَج مواد طبية لمكافَحة جائحة كورونا بالبلاد.

تُعتبر الرعاية الصحية في المغرب من القطاعات الحيوية التي تسعى الحكومة إلى تطويرها بشكل مستمر، رغم ذلك لاتزال تواجِه تحديات كبيرة تتعلق بتوفير الخدمات الصحية المتكافئة لكافة السكان وضمان جودة الرعاية المقدمة. في مواجهة هذه التحديات، أطلَقت الحكومة المغربية برنامج التغطية الصحية الشاملة الذي يَهدف إلى توسيع نطاق الرعاية الصحية ليَشمل جميع المواطنين بغض النظر عن وضعهم الاجتماعي أو الاقتصادي، وكذا تحسين جودة الخدمات وتطوير البنية التحتية الصحية من خلال بناء وتجهيز المستشفيات والمراكز الصحية الحديثة.
شكَّل الإنفاق على الرعاية الصحية نسبة 5,9% من الناتج المحلي الإجمالي للبلاد سنة 2014، بينما بَلغ متوسط الإنفاق الصحي على الفرد قيمة 435,29 دولار أمريكي سنة 2015. يَصل متوسط العمر المتوقَّع عند الولادة إلى 74,3 عامًا، أو 73,3 عامًا للرجال و75,4 عامًا للنساء، مع وجود 6,3 طبيب و8,9 ممرض وقابلة لكل 10 ألف نسمة، حسب بيانات سنة 2016.
حسب إحصائيات وزارة الصحة المغربية فيما يخص القطاع الصحي العمومي لسنة 2019، فإن المراكز الصحية الأولية يَبلغ عددها 2112 مَركزًا (موزعة بين المجال الحضري والمجال القروي بـ 838 و1274 مَركزًا على التوالي)؛ المؤسسات الاستشفائية الكبرى منتشرة بالبلاد ويَبلغ عددها 149 مَركزًا؛ مراكز الطب النفسي محصورة فقط في المدن الكبرى ويَبلغ عددها 10 مراكز؛ مراكز تصفية الدم وأمراض الكلي يَبلغ عددها 113 مَركزًا. يَحتل المغرب المرتبة 108 في مؤشر الأمن الصحي العالمي لسنة 2021.

## السياسة
تأسَّس النظام السياسي على أساس البيعة منذ سنة 788 باعتبارها عقدًا مبرَمًا بين الحاكم والرعية، يَتعهد فيه الحاكم بأن يَتولى شؤون الأمة ويَرعى مصالحها بينما تتعهد فيه الأمة بالسمع والطاعة؛ يُعتبر عقد البيعة مَصدر شرعية للحُكم وكان دائمًا بصيغة مكتوبة عَرفت تطورًا مع الزمن ولازالت مستمرة حتى اليوم. يَنص الدستور المغربي على أن الملِك هو «أمير المؤمنين والممثِّل الأسمى للأمة ورمز وحدتها وضامن دوام الدولة واستمرارها، وهو حامي حمى الدين والساهر على احترام الدستور، وله صيانة حقوق وحريات المواطنين والجماعات والهيئات وهو الضامن لاستقلال البلاد وحوزة المملكة في دائرة حدودها الحقة».
نظام الحُكم في المغرب هو مَلكي دستوري ذو طابَع ديمقراطي اجتماعي؛ وفي هذا الصدد يَتمتع الملِك ببعض الصلاحيات المحدودة، في نظام متعدد الأحزاب مع وجود أحزاب سياسية معارِضة. يعيِّن الملِك رئيس الحكومة من الحزب السياسي الذي تَصدَّر انتخابات أعضاء مجلس النواب وعلى أساس نتائجها، ويعيِّن أعضاء الحكومة باقتراح من رئيسها. يَمنح الدستور الحق للملِك في أن يُعفي الوزراء من مهامهم وحلِّ مجلسَي البرلمان أو أحدهما بعد استشارة رئيس كل منهما ورئيس المجلس الدستوري وتوجيه خطاب للأمة، لكن هذا لم يَحصل إلا مرة واحدة سنة 1965.
السلطة التنفيذية تمارسها الحكومة برئاسة رئيس الحكومة وتَضم 24 وزيرًا. السلطة التشريعية يمارسها البرلمان من خلال مجلس النواب ومجلس المستشارين.  تقع السلطة القضائية على عاتق المحكمة الدستورية التي يجوز لها مراجعة صحة القوانين والانتخابات والاستفتاءات. يَنص الدستور المغربي على استقلالية القضاء بمواجهة السلطتين التنفيذية والتشريعية. يَحتل المغرب المرتبة 90 في مؤشر الدول الهشة لسنة 2023.
يتكون البرلمان المغربي من مجلسين هما مجلس النواب ومجلس المستشارين؛ يُنتخب أعضاء مجلس النواب لمدة 5 سنوات بالاقتراع العام المباشر، ليَتألف هذا المجلس من 395 عضوًا؛ بينما يُنتخب أعضاء مجلس المستشارين لمدة 6 سنوات باقتراع غير مباشر من طرف ممثِّلي الجماعات المحلية، والمنتخَبين في الغرف المهنية، وممثِّلي المأجورين، ليَتألف هذا المجلس من 120 عضوًا. يَحتل المغرب المرتبة 97 في مؤشر مدركات الفساد لسنة 2023.

### الحقوق والحريات

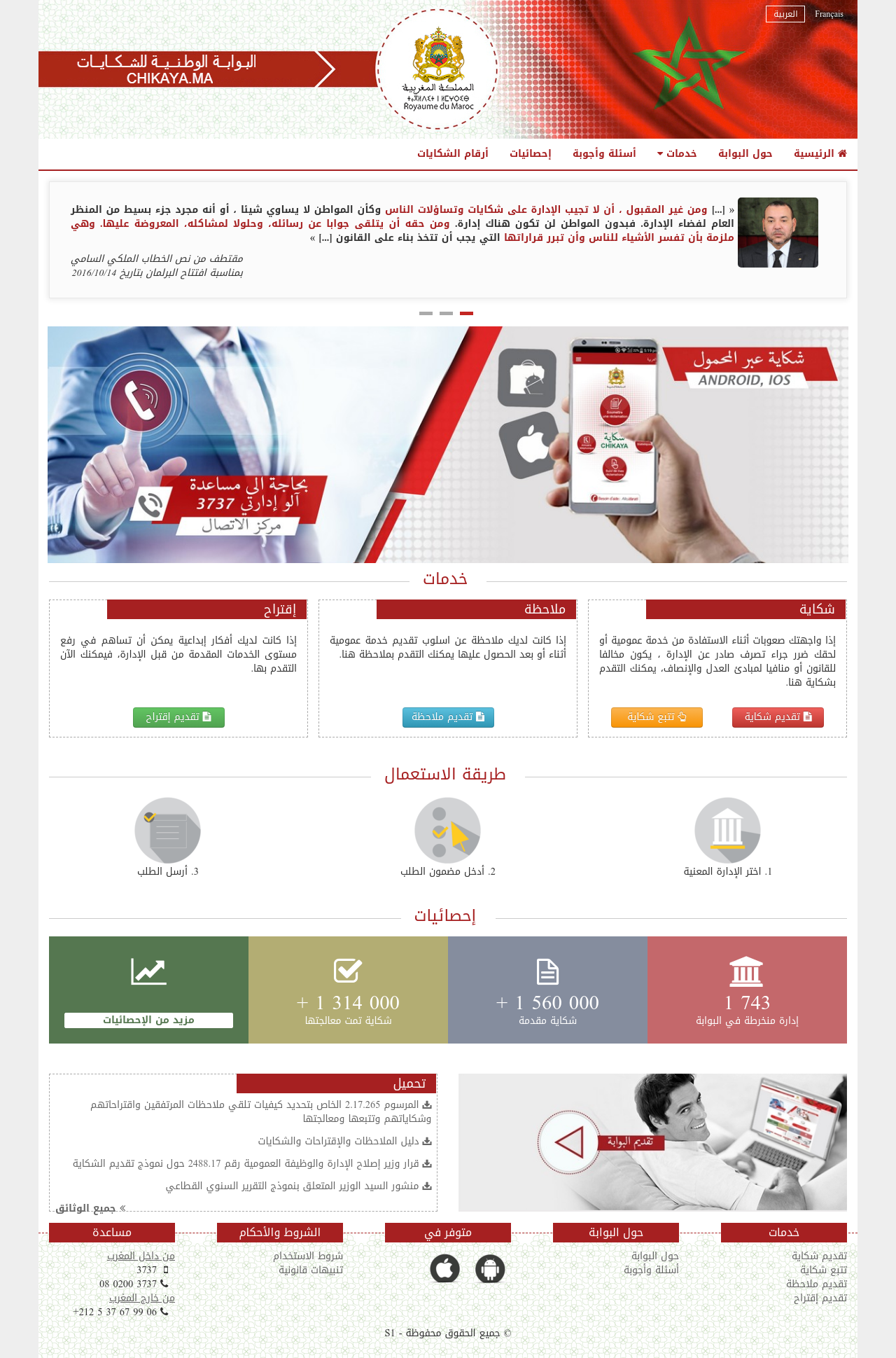
بوابة شكاية تتيح للأفراد تقديم الشكايات رسميًا ضد المؤسسات الحكومية، ثم تتَبعها، وتصعيدها إذا لم تُحل خلال فترة محددة.

خلال التاريخ الحديث، تُعَد «رسائل المولى إسماعيل» التي بعثها إلى المقامات الإدارية والقضائية خلال فترة حكمه (1672–1727)، وثائق تنظِّم العلاقة بين الحاكم والرعية بالمغرب، أسهَمت في بناء نظام حُكم يَعتمد على العدالة والمساواة. ركَّز السلطان في رسائله على ضمان حقوق وحريات الرعايا الذين أمكنهم تقديم الشكاوى ضد التجاوزات التي قد يرتكبها المسؤولون، مما يعكِس التزامًا بحماية حقوق الأفراد ومحاسَبة كل من ينتهكها؛ كما أولى في الرسائل اهتمامًا خاصًا بتفعيل الرقابة والمساءلة على الأداء الإداري والقضائي لضمان تطبيق القوانين بشكل عادل وشفاف.
خلال التاريخ المعاصر، كانت توجَد فترات من التوتر السياسي بين المَلكية وأحزاب المعارَضة في بداية عهد الحسن الثاني، تلك السنوات وصَفتها المعارَضة بسنوات الرصاص؛ إلا أنه خلال العقد الأخير من حُكم الملِك الحسن الثاني، وخاصة في ظل عهد محمد السادس، سعى المغرب للتحقيق في التجاوزات التي ارتُكبت باسم الدولة عبر إطلاق هيئة الإنصاف والمصالحة التي تهدف لإعادة تأهيل الضحايا ودفعِ تعويضات عن انتهاكات الدولة في حقهم. كما تأسسَت الجمعية المغربية لحقوق الإنسان كمنظمة مستقلة وغير حكومية تهدف للدفاع عن حقوق الإنسان والحريات الفردية.
أجرى مَركز الدراسات الاستراتيجية والدولية دراسة نُشرت بعنوان «الإصلاحات العربية والمساعدات الخارجية: دروس من المغرب» سنة 2007، تُبرز أن المغرب يقدِّم درسًا قيمًا في الإصلاح السياسي والاقتصادي مشيرة إلى إمكانية الاعتماد على النموذج المغربي في دول أخرى من العالَم العربي، كما تؤكِّد الدراسة إمكانية تكييف الإصلاحات لكل بلد على حدة. رغم ذلك مازالت المنظمات المغربية والدولية توجِّه انتقادات لما تتعرض له حقوق الإنسان بالبلاد، لاسيما اعتقال الإسلاميين خلال عامي 2004 و2005 المشتبه بهم في تفجيرات الدار البيضاء أو الداعين للاستقلال في الصحراء الغربية.
كانت الاحتجاجات المغربية لسنة 2011 حملة احتجاجات شعبية متأثرة بموجة الاحتجاجات في المنطقة، تم على إثرها صياغة مقترحات لتعديل الدستور تضمنَت مجموعة من الإصلاحات السياسية التي تم قبولها بواسطة الاستفتاء. يَحتل المغرب المرتبة الأولى عربيًا والمرتبة 91 عالميًا في مؤشر الديمقراطية لسنة 2024، كما تَحتل البلاد تصنيف «حرة جزئيًا» حسب تقرير الحرية في العالَم لسنة 2024.

### التنمية البشرية

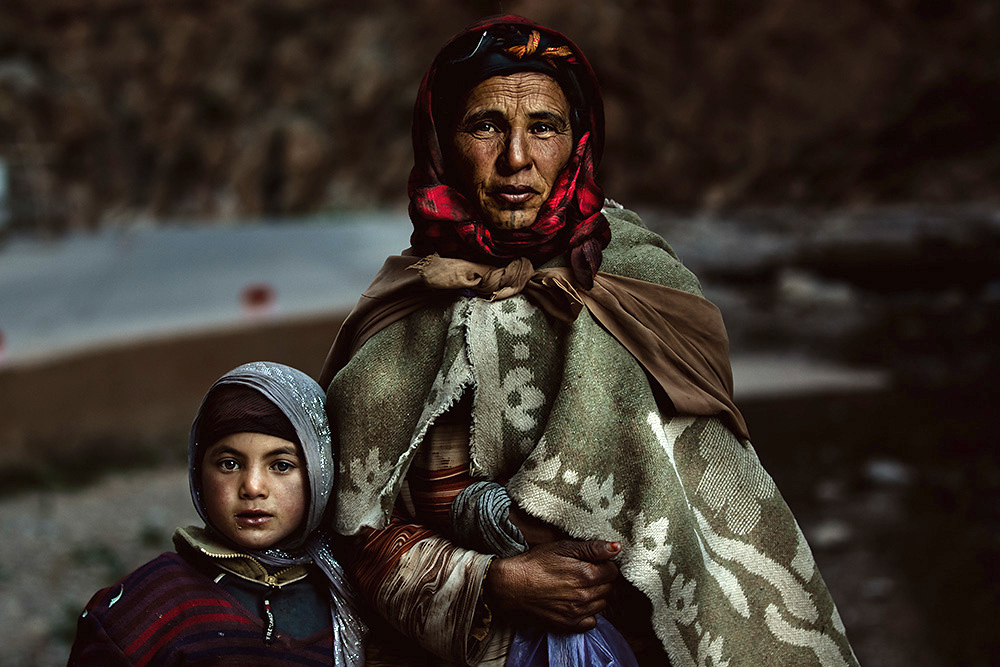
أم رفقة طفل في المنطقة الجبلية للأطلس، وهي من بين المناطق الأكثر فقرًا بالبلاد.

تُعتبر السياسة الاجتماعية أحد الركائز الأساسية التي تعتمدها الدولة لتحقيق التنمية الشاملة وتحسين ظروف العيش للمواطنين؛ أطلَقت الحكومة برنامج «المبادرة الوطنية للتنمية البشرية» الذي يقوم على ثلاث محاور أساسية: التصدي للعجز الاجتماعي بالأحياء الحضرية الفقيرة والجماعات القروية الأشد خصاصًا، تشجيع الأنشطة الخالقة لفرص الشغل والمتيحة للدخل القار، بالإضافة إلى الاستجابة للحاجيات الضرورية للأشخاص في وضعية صعبة. يَحتل المغرب المرتبة 120 عالميًا مع تصنيف «تنمية بشرية مرتفعة» حسب تقرير الأمم المتحدة لسنة 2025.
شهدَت معدلات الفقر انخفاضًا تدريجيًا منذ بداية الألفية الثالثة. تتسم المناطق الريفية باعتماد جزء كبير من السكان على الزراعة التي تعاني من تأثيرات التغيرات المناخية مثل الجفاف مما يؤثر سلبًا على دخلِ الأسر ويزيد من حدة الفقر، أما في المناطق الحضرية تتفاقم مشكلة الفقر بسبب البطالة وضعفِ القطاع غير الرسمي الذي لا يوفِّر الحماية الاجتماعية للعاملين فيه. يَبلغ متوسط الأجر الصافي الشهري 4107 درهم مغربي (459 دولار أمريكي) ويقع بذلك في المرتبة 72 دوليًا حسب مسح البيانات التي أجرته نامبيو المنشور بتاريخ 2021.
يَحتل المغرب المرتبة 91 في مؤشر الازدهار لسنة 2021. تم الإعلان خلال جائحة فيروس كورونا عن حزمة اقتراحات تهدف لمعالجة آثارها الاقتصادية، من بينها تحويل مَبلغ 400 درهم مغربي (44 دولار أمريكي) شهريًا لفائدة من تفوق أعمارهم 65 سنة، على أن يصل هذا المَبلغ إلى 1000 درهم مغربي (110 دولار أمريكي) سنة 2026، مما قد يَجعل المغرب من بين دول العالَم التي تَمنح شكلًا من أشكال الدخل الأساسي لمواطنيها. يَحتل المغرب المرتبة 100 عالميًا في تقرير السعادة العالمي لسنة 2023.

### النزاعات الحدودية

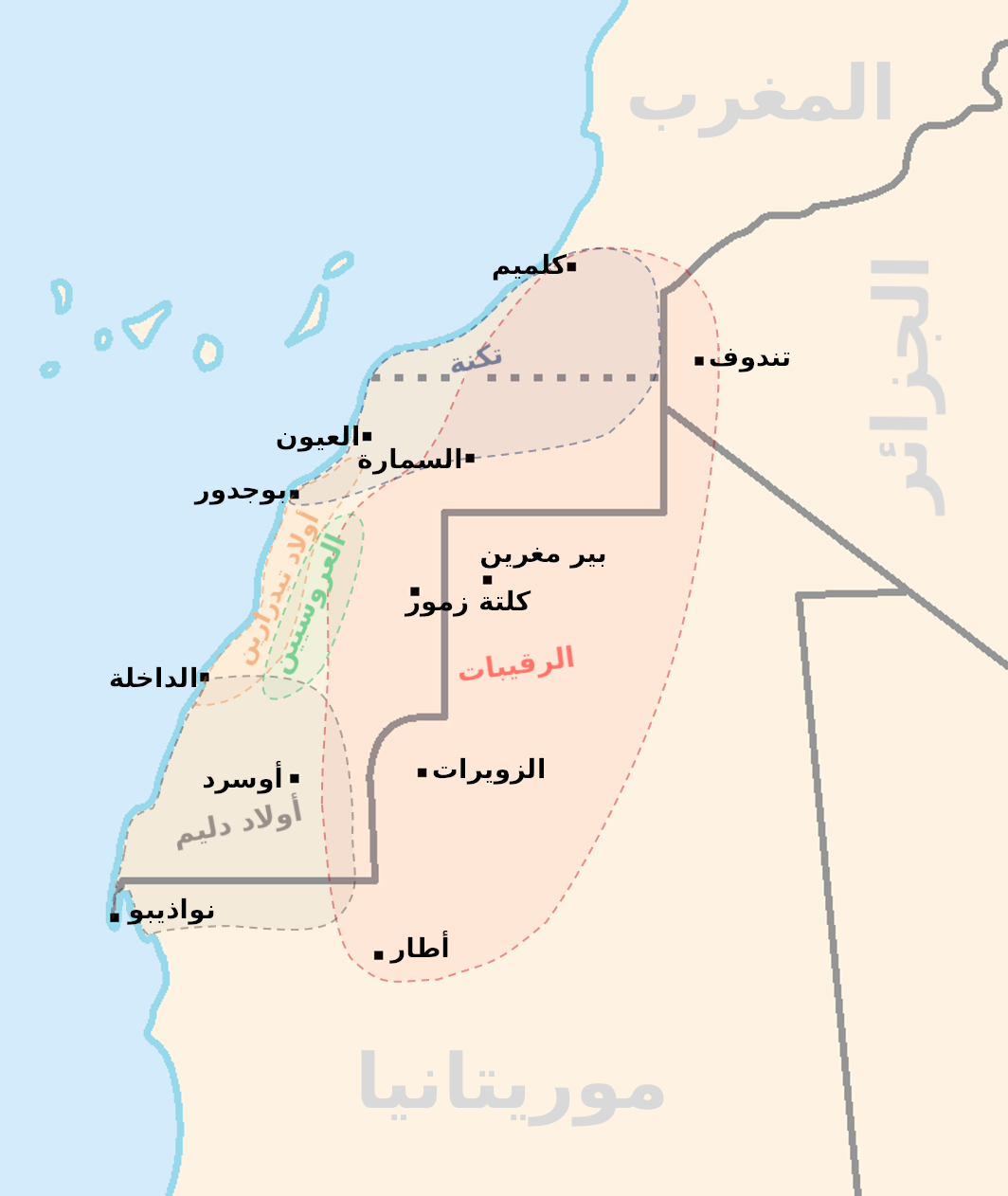
التوزيع التقليدي للقبائل المتواجدة في إقليم الصحراء الغربية.

حسب الحكومة المغربية والجهات المساندة لها فإن إسبانيا تَحتل مدينتي سبتة ومليلية بالإضافة إلى بعض الجُزر، ويسبِّب هذا النزاع أزمة في العلاقات بين البلدين من حين لآخر. كما كان المغرب قد طالَب بمنطقة تندوف بعد استقلال الجزائر ودخل في مناوشات حدودية عُرفت بحرب الرمال سنة 1963 لاسترداد هذا الإقليم الذي بقي تحت السيطرة الجزائرية؛ هناك اتفاقية متعلقة برسم الحدود بين البلدين تم توقيعها بين الطرفين في 15 يونيو 1972، وصادَق عليها البرلمان المغربي سنة 1992.
تراوحَت السيادة المغربية على منطقة الصحراء الغربية خلال القرن الثامن عشر ما بين الاستقرار والتراجع، وقد كانت القبائل الصحراوية تَعترف بسلاطين المغرب كحكامٍ عليهم في نهايات القرن التاسع عشر، هذه الروابط السيادية أكدَتها محكمة العدل الدولية في رأيها الاستشاري. تُعَد المنطقة اليوم ضِمن قائمة الأمم المتحدة للأقاليم غير المحكومة ذاتيًا بعدما قدَّم المغرب طلبًا بهذا الخصوص سنة 1963، كما نظَّم المغرب المسيرة الخضراء بهدفِ الضغط على إسبانيا التي انسحبَت على إثرها من الإقليم سنة 1975. تمردَت «البوليساريو» على السيادة المغربية ودخلَت في حرب لغرضِ إقامة «الجمهورية العربية الصحراوية الديمقراطية» وهي دولة أعلَنت نفسها في وقت لاحق من سنة 1976.
يَلتزم المغرب بالعملية السياسية الأممية لحلِّ النزاع، وفي هذا الصدد كان قد وافَق على مقترحٍ لإجراء استفتاء لم يَتحقق بسبب الخلافات حول تحديدِ هوية الناخبين المؤهَّلين للمشارَكة بالتصويت. في إطار جهوده لكسرِ حالة الجمود السياسي، يَقترح المغرب مَنح حق تقرير المصير للسكان من خلال حكمٍ ذاتي تحت سيادته؛ بدوره يدعو مجلس الأمن الأطراف المعنية إلى استئنافِ المفاوضات بهدفِ التوصل إلى «حلٍّ سياسي واقعي وعملي ودائم ومقبول للطرفين على أساس من التوافق» حسب قرار مجلس الأمن رقم 2602 الصادر سنة 2021.
صادَق المغرب على اتفاقية الأمم المتحدة لقانون البحار؛ كما صادَق مجلس النواب المغربي على مشروعَي قانون ترسيم الحدود البحرية للبلاد سنة 2020، والذي حَدد المنطقة الاقتصادية الخالصة على مسافة 200 ميل بحري من السواحل المغربية، ليَتضمن الترسيم جبل تروبيك على عمقِ 1000 متر تحت مستوى سطح البحر.

### العلاقات الخارجية

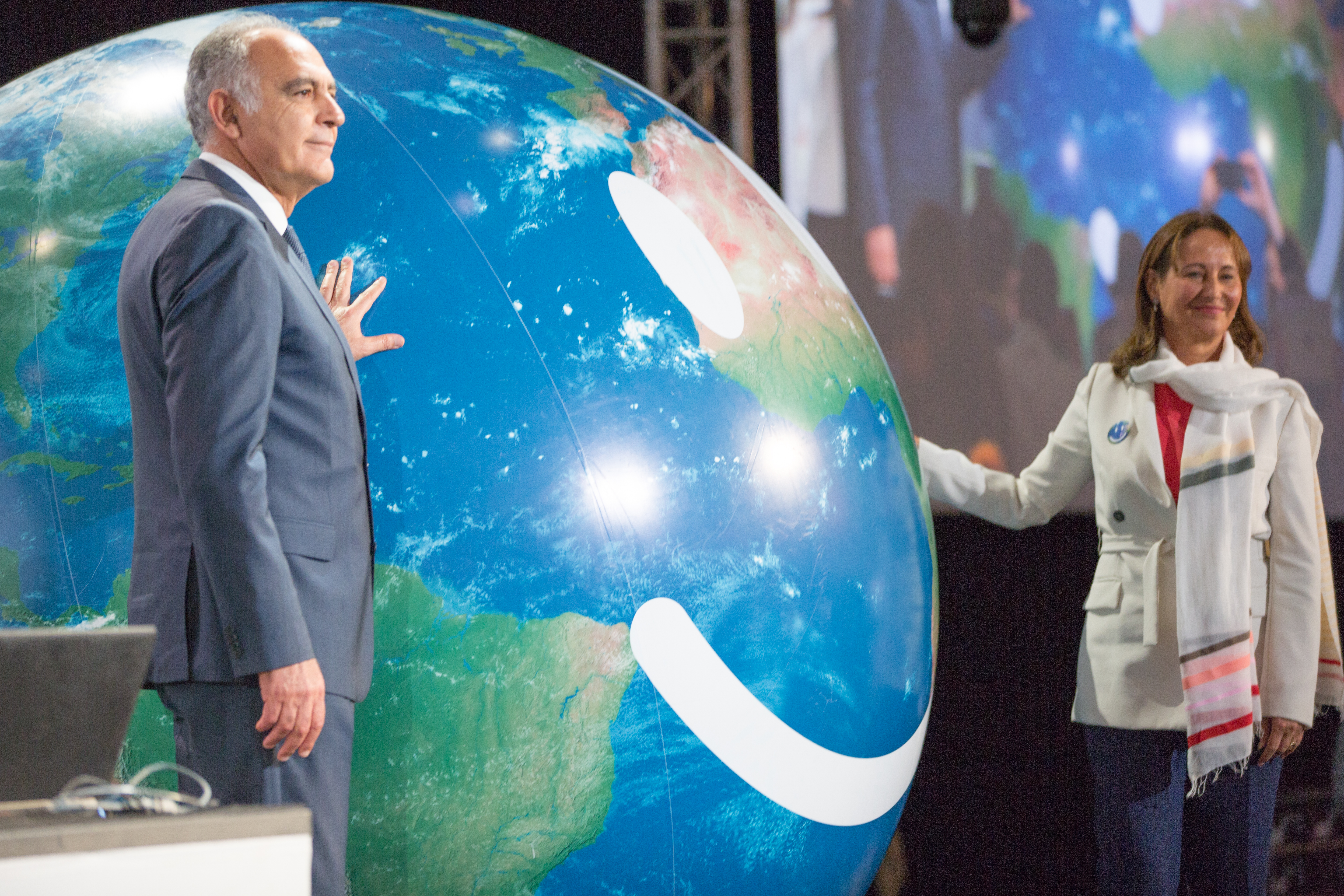
مراسم افتتاح مؤتمر مراكش بشأن الاحتباس الحراري بمشارَكة 196 دولة.

المغرب فعال على المستوى المغاربي، في العالَم العربي، وفي الشؤون الإفريقية. هناك قدر كبير من العلاقات المميَّزة مع بلدان غرب إفريقيا وفي هذا الصدد تقدمت المملكة المغربية بطلب الانضمام إلى المجموعة الاقتصادية لدول غرب إفريقيا سنة 2017. كما أن للمملكة المغربية أيضًا روابط وثيقة وطويلة الأمد مع الولايات المتحدة، إذ تُعَد المملكة أول دولة بالعالَم اعتَرفت باستقلال الولايات المتحدة، وتُعتبر المفوضية الأميركية في طنجة أول الممتلكات الأجنبية التي اشتُريت من قبل حكومة الولايات المتحدة، كما تُعَد معاهدة الصداقة المغربية الأمريكية التي أبرِمت في ديسمبر من سنة 1777 من أقدم المعاهدات المستمرة حتى اليوم.
المغرب عضو في الأمم المتحدة (منذ 1956)، وجامعة الدول العربية (منذ 1958)، واللجنة الدولية الأولمبية (منذ 1959)، ومنظمة التعاون الإسلامي (منذ 1969)، والمنظمة الدولية الفرانكوفونية (منذ 1981)، وهو عضو مؤسس في اتحاد المغرب العربي (منذ 1989)، ومنظمة التجارة العالمية (منذ 1995)، ومجموعة الحوار المتوسطي (منذ 1995)، ومجموعة سبعة وسبعون (منذ 2003)، ومنظمة حلف شمال الأطلسي كحليف رئيس خارجه (منذ 2004)، ثم الاتحاد من أجل المتوسط (منذ 2008)؛ وهو عضو في الاتحاد الإفريقي (منذ 2017) كما يستفيد من الخدمات التي يتيحها بنك التنمية الإفريقي.
مَنح الاتحاد الأوروبي للمغرب الوضع المتقدم في اتفاقيات الشراكة والجوار سنة 2008 والذي يمكِّن المغرب من المشارَكة في بعض الوكالات الأوروبية؛ كما تلقى المغرب دعوة للانضمام تدريجيًا إلى مجلس التعاون الخليجي سنة 2011 قبل أن يتم استبدالها بشراكة استراتيجية بين المغرب والتكتل الخليجي. يَدفع المغرب باتجاه تأسيس التحالف الأفروأطلسي لعدة عوامل، يَطمح من خلال تلبيتها إلى تحقيق أهدافه الجيوسياسية.
تَولى المغرب رئاسة مجلس حقوق الإنسان التابع للأمم المتحدة، تقديرًا على احترام البلاد لاتفاقيات حقوق الإنسان، بعد تصويت للمجلس بهذا الخصوص سنة 2024. كما تَولى رئاسة مجلس السلام والأمن الإفريقي التابع للاتحاد الإفريقي للمرة الثالثة ولمدة ثلاث سنوات، في إطار تعزيز السلم والأمن والاستقرار الإقليمي في إفريقيا، سنة 2024.

## الاقتصاد
المغرب دولة نامية تنتمي إلى الأسواق الناشئة مع اقتصاد متنوع قائم على التحرير الاقتصادي. اتَّبعت الحكومة المغربية سياسة خصخصة لبعض القطاعات العامة منذ سنة 1993 لتزيد من فعاليتها وتزيلَ قسمًا من العبئ الذي تحمِله.
أبرَم المغرب اتفاقية مراكش سنة 1994 والتي تأسسَت بموجبها منظمة التجارة العالمية سنة 1995. يَحتل الاقتصاد المغربي المرتبة الثالثة إفريقيًا والمرتبة 75 عالميًا في تقرير التنافسية العالمي لسنة 2019.
تَجمع المغرب معاهدات ضريبية مع العديد من الدول. يَحتل المغرب المرتبة 54 عالميًا في القيمة التراكمية للاستثمار المباشر الوافد، بينما يَحتل المرتبة 73 عالميًا في القيمة التراكمية للاستثمار المباشر بالخارج، حسب تقرير كتاب حقائق العالَم لسنة 2017.
يحدِّد الميثاق الوطني للاستثمار أهداف السياسة الاستثمارية للبلاد. يَحتل المغرب المرتبة الثانية إفريقيًا والمرتبة 45 عالميًا حسب إجمالي الرسملة السوقية لجميع الشركات المحلية المدرَجة للتداول بقيمة بَلغت 65 مليار دولار أمريكي سنة 2020.
تتوفر بورصة الدار البيضاء على مؤشر مادكس الذي يَتتبع الأسهم الأكثر نشاطًا بالإضافة إلى مؤشر مازي الأوسع نطاقًا. تَحتل البلاد المرتبة 53 عالميًا مع تصنيف «سهل جدًا» في مؤشر سهولة ممارسة الأعمال لسنة 2020.
يحدِّد بنك المغرب قيمة الدرهم المغربي داخل نطاق تقلُّب بنسبة ±2,5% حول سعر الصرف المحوري على أساس سلة العملات المتكونة من اليورو والدولار الأمريكي بنسب 60% و40% على التوالي؛ كما أسَّس لجنة تقيِّم تكاليف ومزايا عملة رقمية يطلقها البنك المركزي.
تتكلف دار السكة بإصدار احتياجات البلاد من النقد الإلزامي كما تَطبع الأوراق البنكية لعدد من البلدان الأجنبية. تُعَد السندات الحكومية المغربية من الدرجة غير الاستثمارية حسب تصنيف ستاندرد آند بورز لسنة 2023.
مشارَكة القطاعات الاقتصادية في الناتج المحلي الإجمالي للبلاد سنة 2017 هي كالتالي: الخدمات 56,5% والصناعة 29,5% والفلاحة 14%. بَلغ الناتج المحلي الإجمالي للبلاد قيمة 138,78 مليار دولار أمريكي حسب تقديرات صندوق النقد الدولي لسنة 2023، بمتوسط 3.750 دولار أمريكي للفرد.
يَهدف مشروع فاس سمارت فاكتوري بإشرافٍ من الجامعة الأورومتوسطية إلى تحسين الإنتاجية من خلال تفعيل مفاهيم الثورة الصناعية الرابعة بالبلاد. يَحتل المغرب المرتبة 107 في إنتاجية القوى العاملة حسب تقرير منظمة العمل الدولية لسنة 2023.

### الأدب والنشر

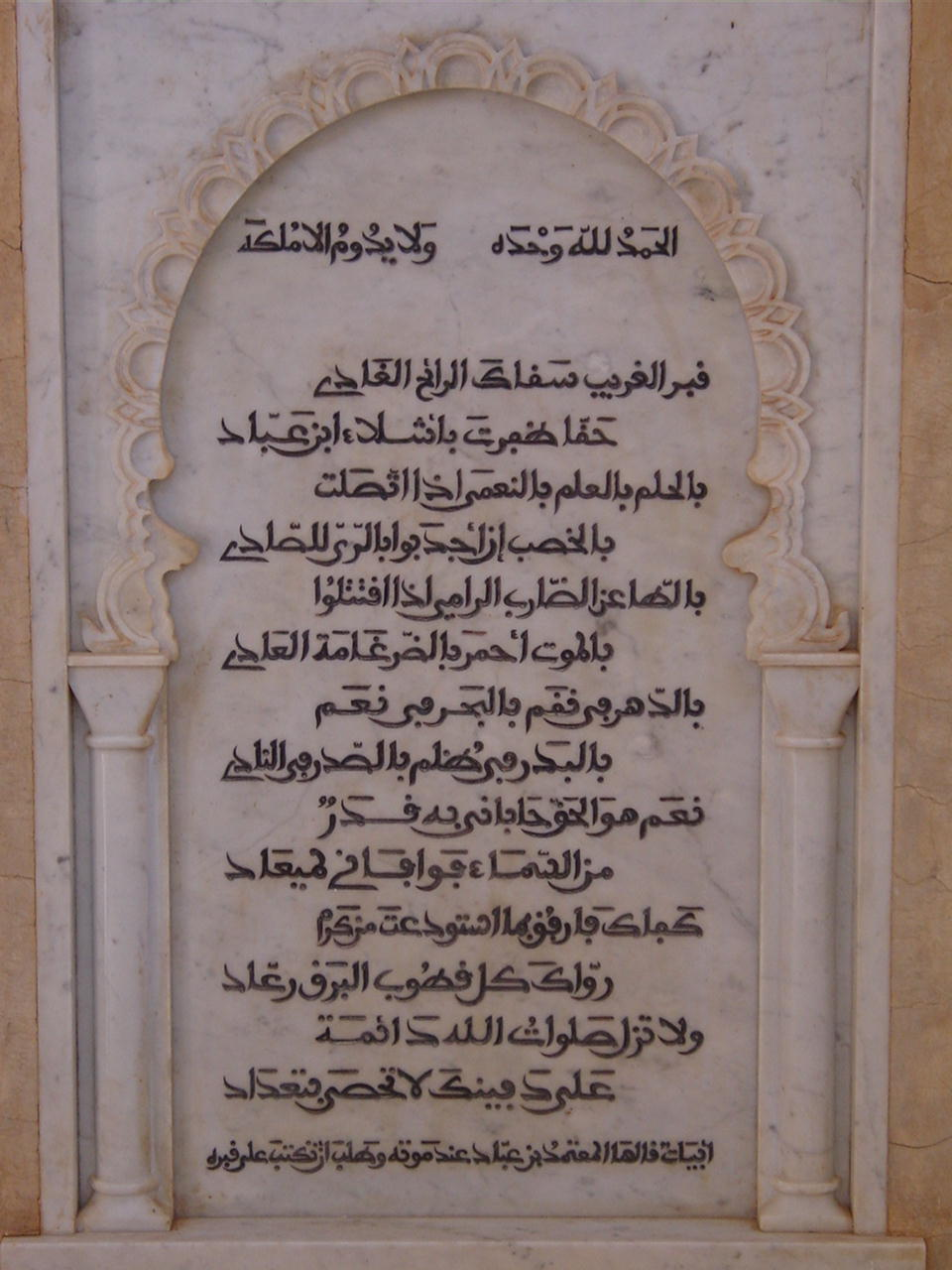
أبياتٌ شعرية كُتبت على ضريح المعتمد بن عباد بطلبٍ منه قبل وفاته سنة 1095.

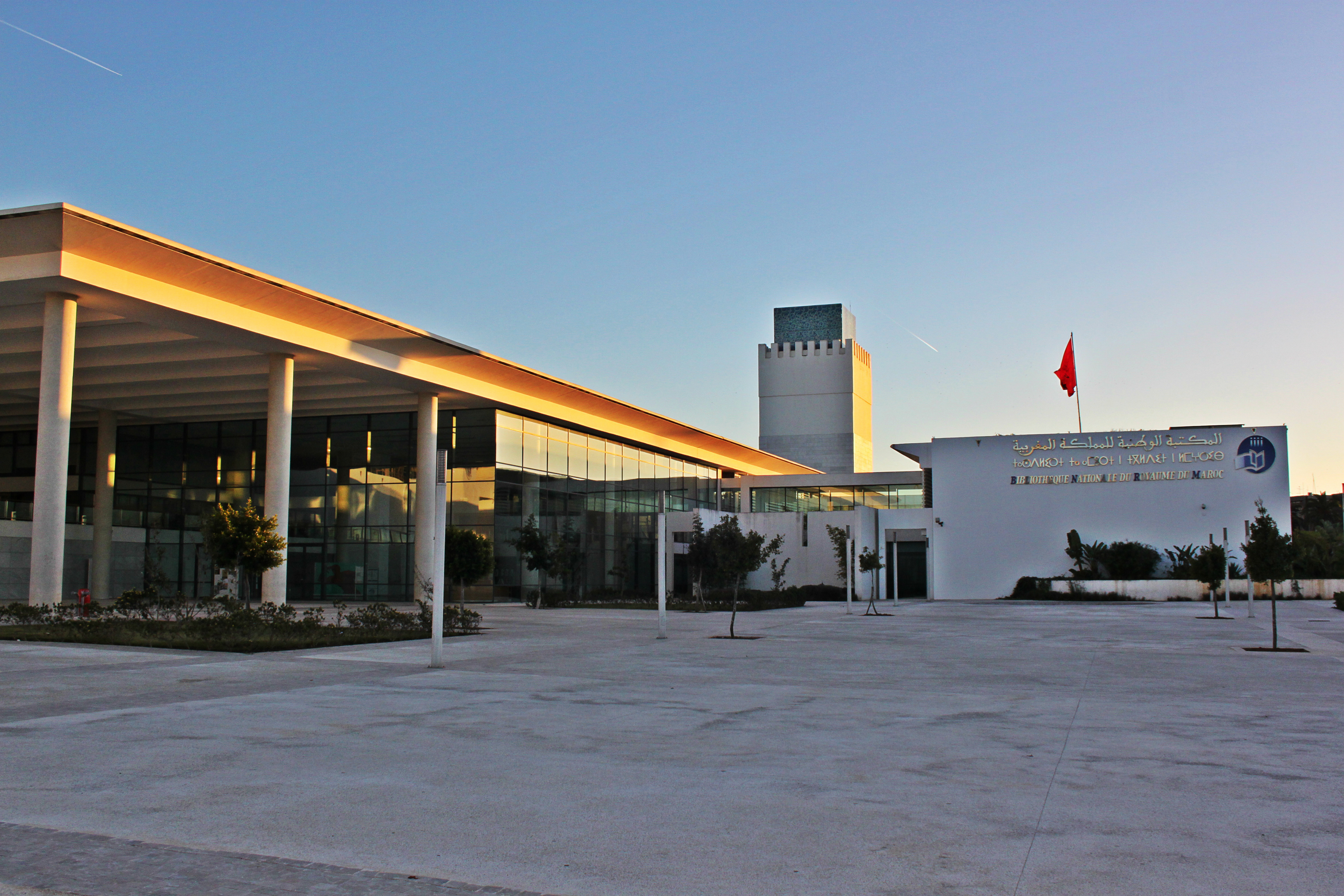
المكتبة الوطنية للمملكة المغربية هي مكتبة وطنية تُعنى بجمعِ ومعالَجة وحِفظ ونَشر الرصيد الوثائقي المغربي.

### البحث والتطوير

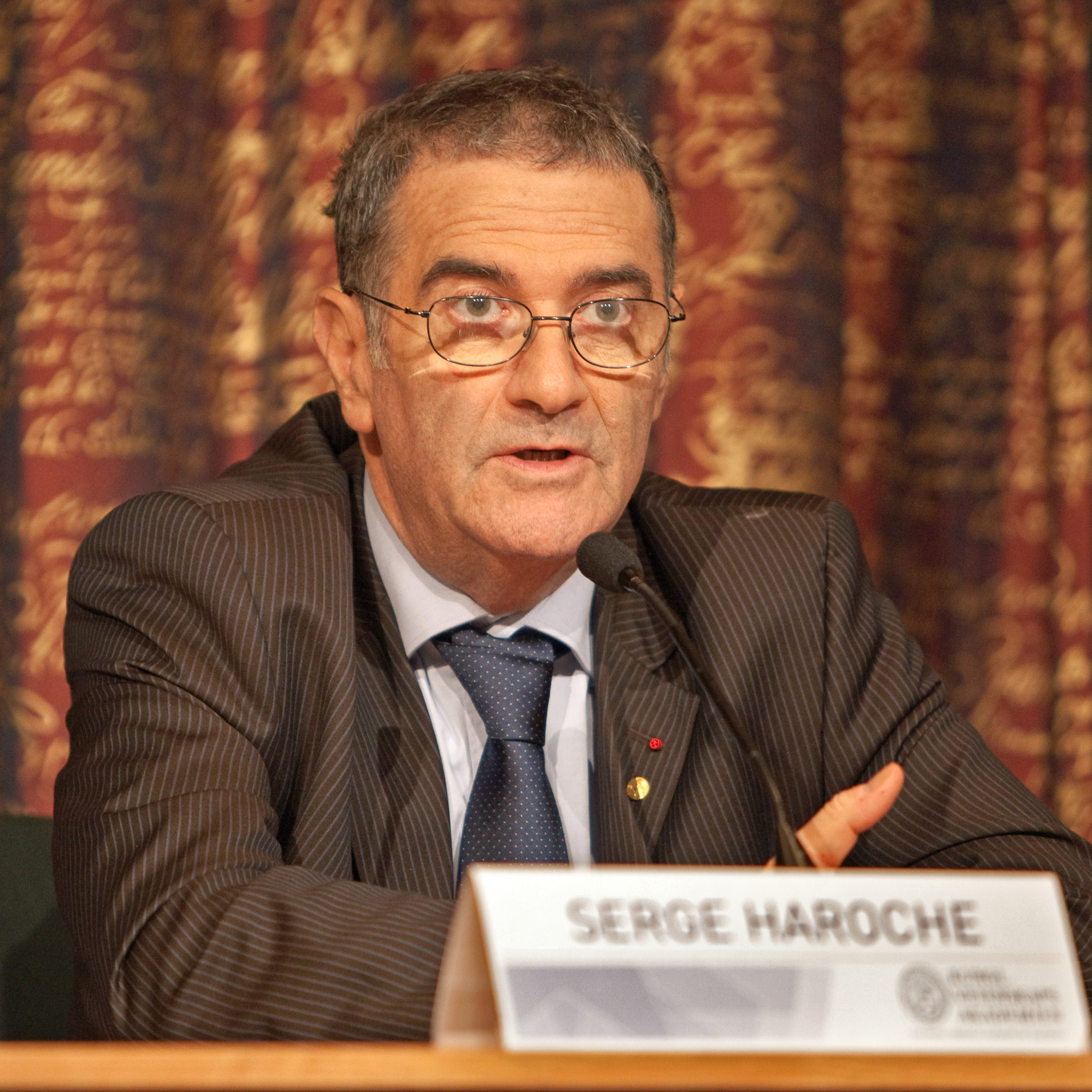
العالِم سيرج حاروش تحصَّل على جائزة نوبل في الفيزياء لأبحاثه حول الفوتون.

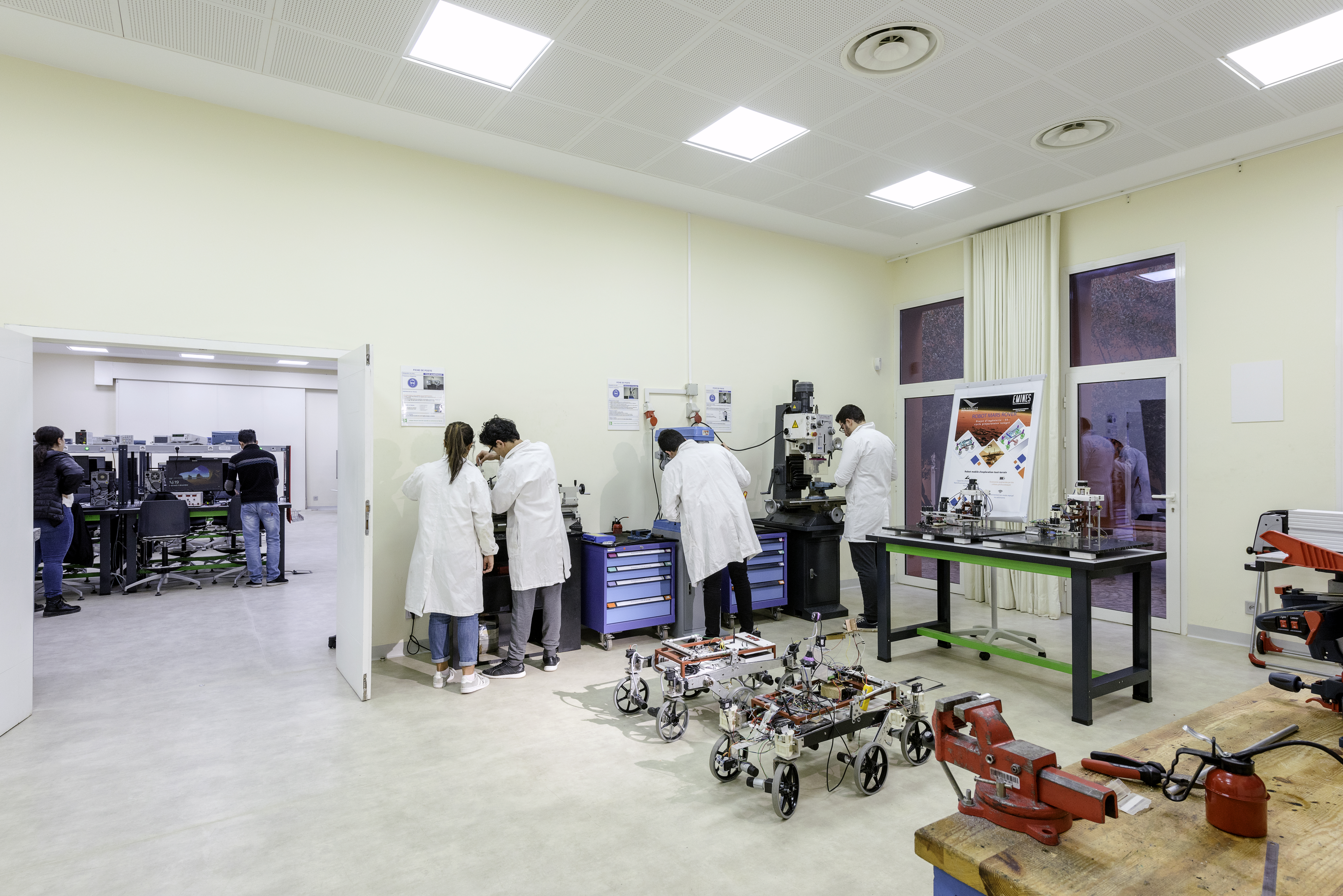
جامعة محمد السادس التقنية تتوفر على حاسوب فائق هو الأقوى في إفريقيا.

### الصناعة التقليدية

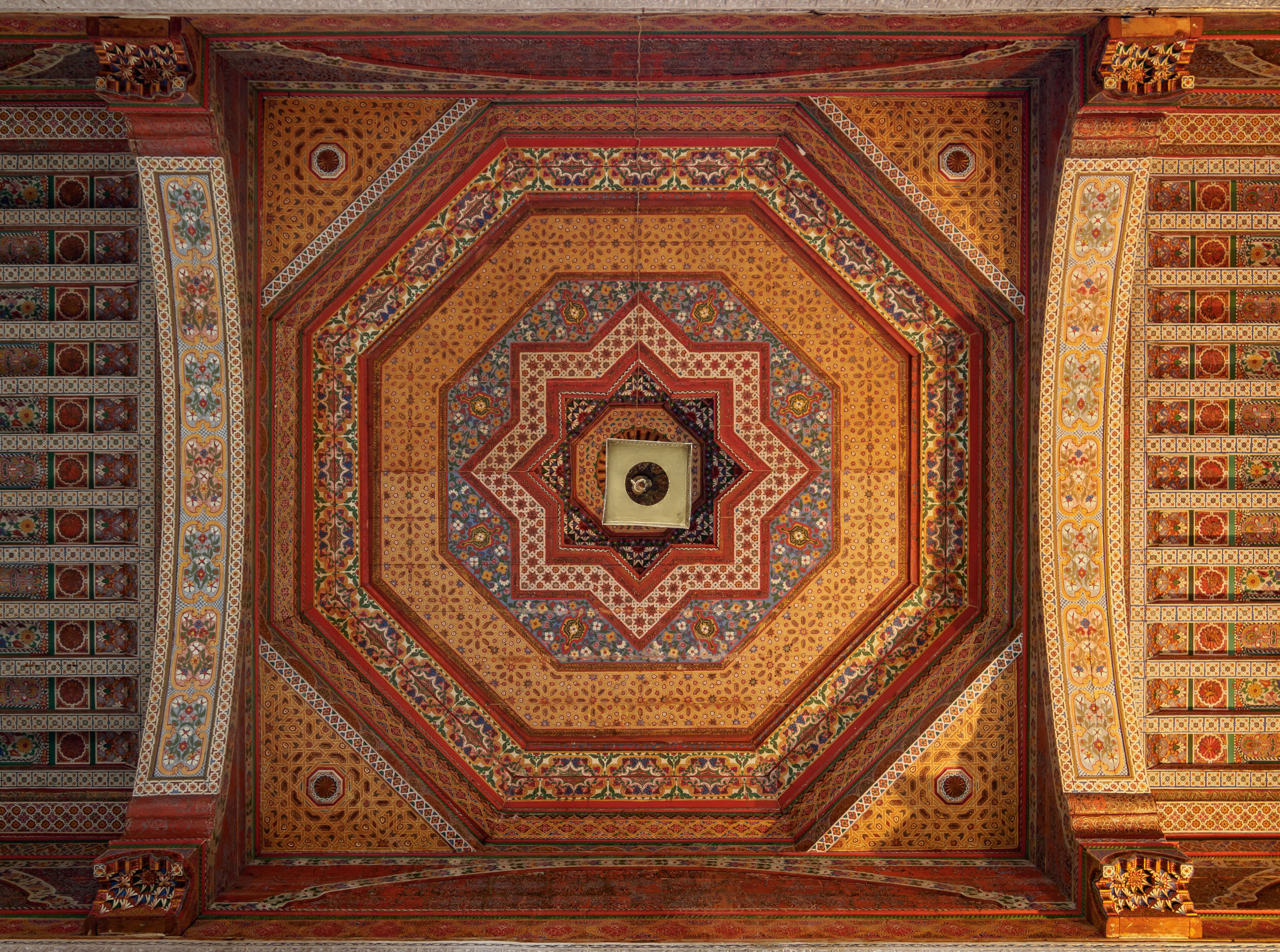
سقف في قصر الباهية الذي تشكِّل الزخرفة ميزته الأكثر شهرة.

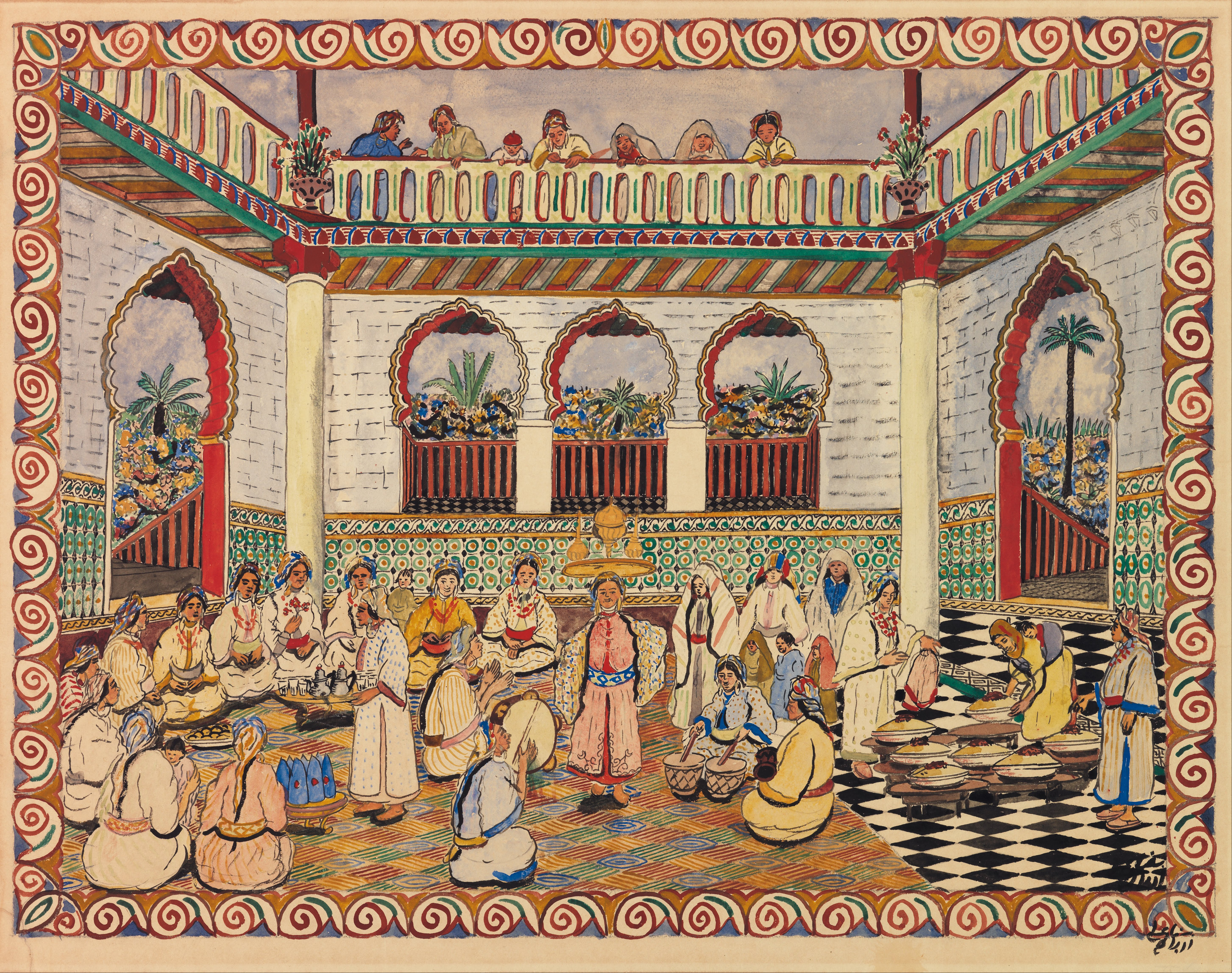
لوحة تُظهر مشهدًا احتفاليًا، للرسام محمد بن علي الرباطي (1861–1939).

### الموسيقى والسينما

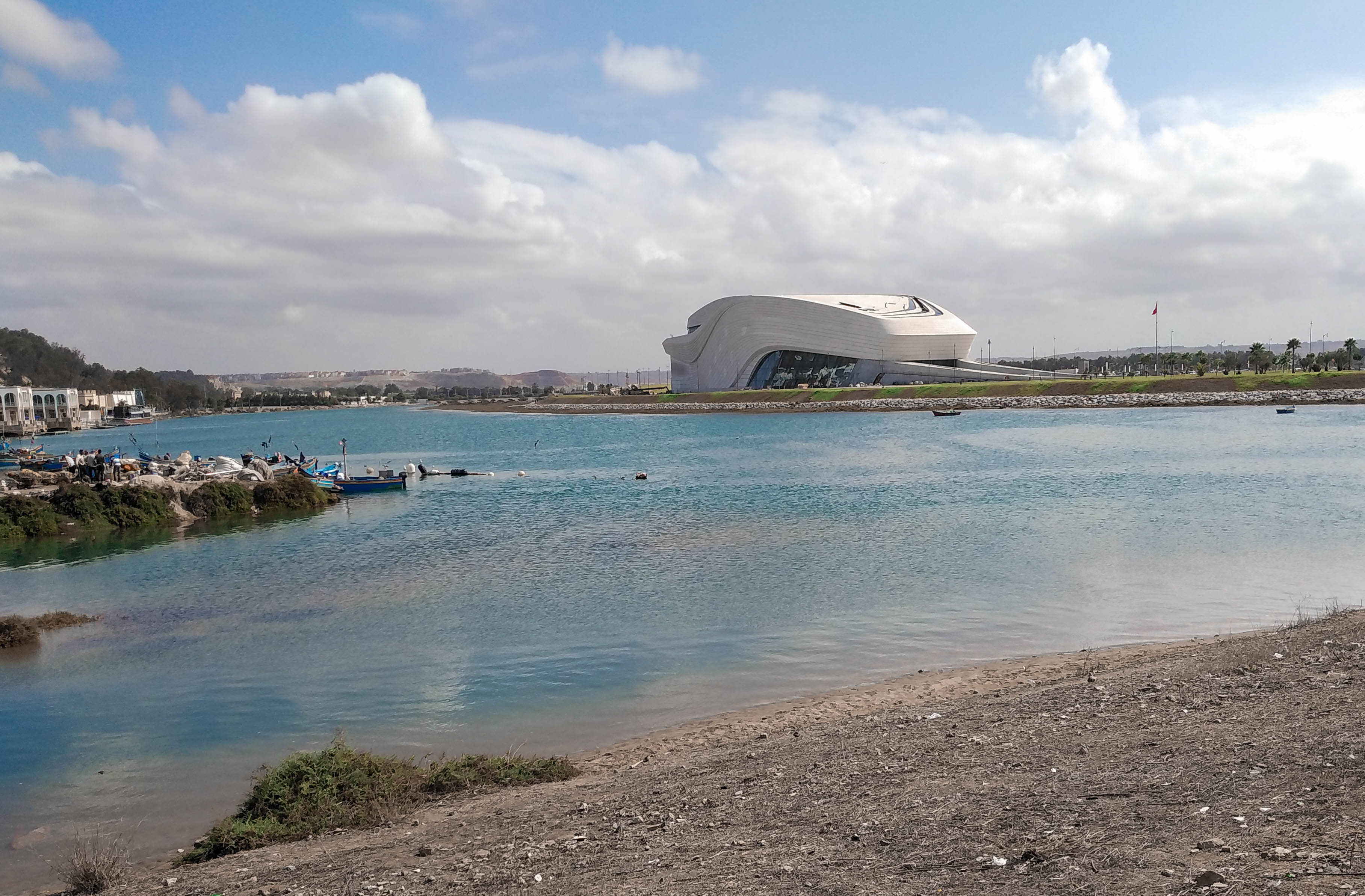
المسرح الكبير للرباط هو الأكبر في إفريقيا.

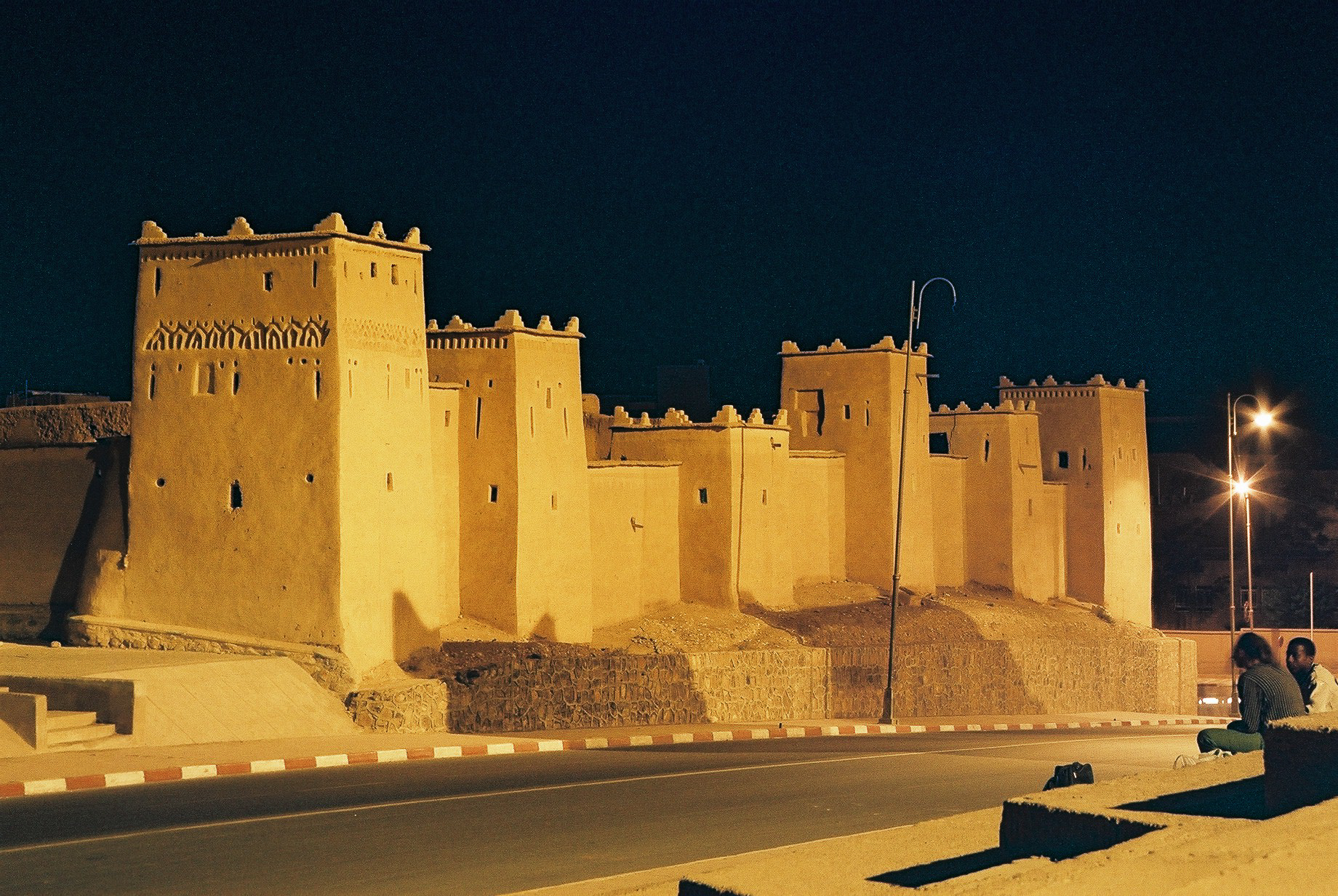
منطقة ورزازات تَضم مواقع تصوير رائدة في صناعة الأفلام العالمية.

### الرياضة والملاعب

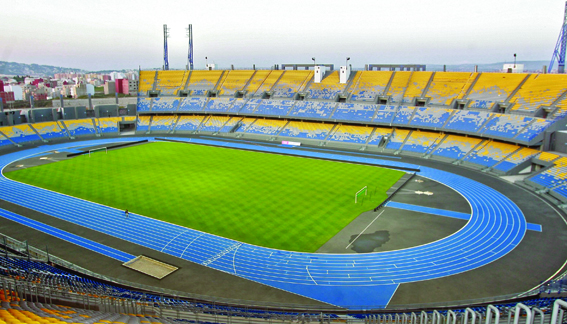
ملعب طنجة استضاف كأس العالَم للأندية 2022.

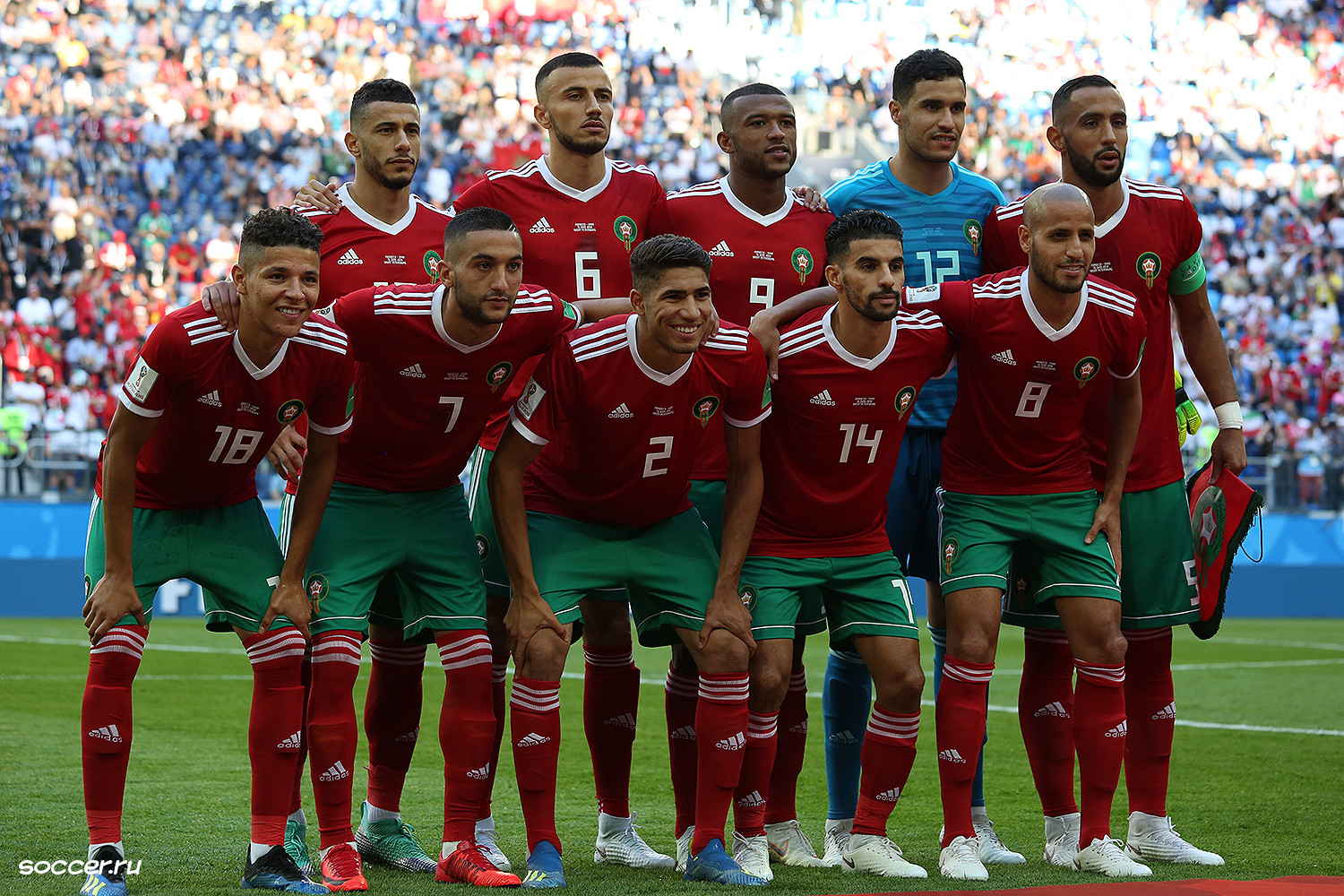
المنتخب المغربي يَحتل المرتبة في تصنيف الفيفا العالمي.

## معرض

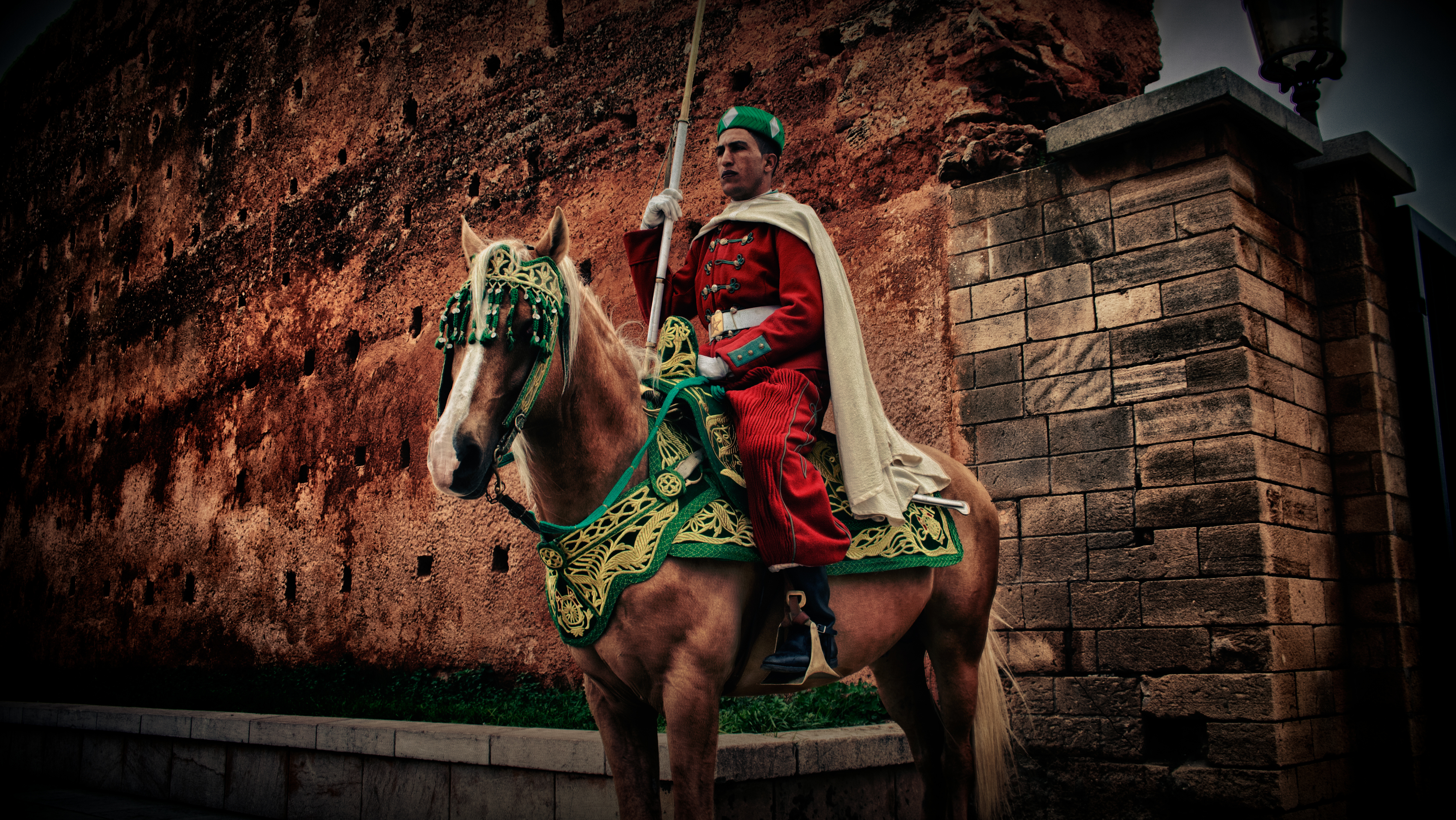
الحرس الملكي
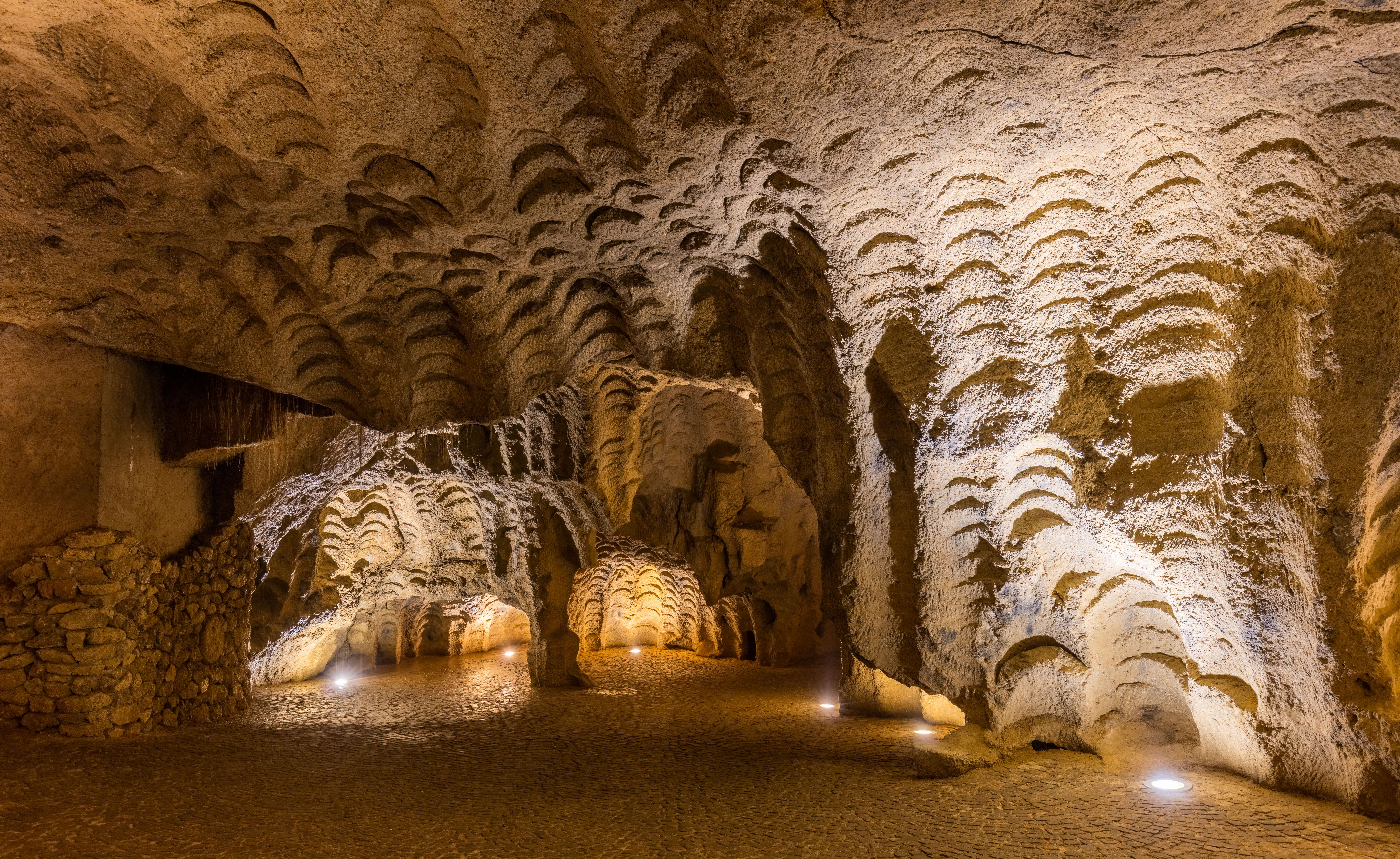
مغارة هرقل
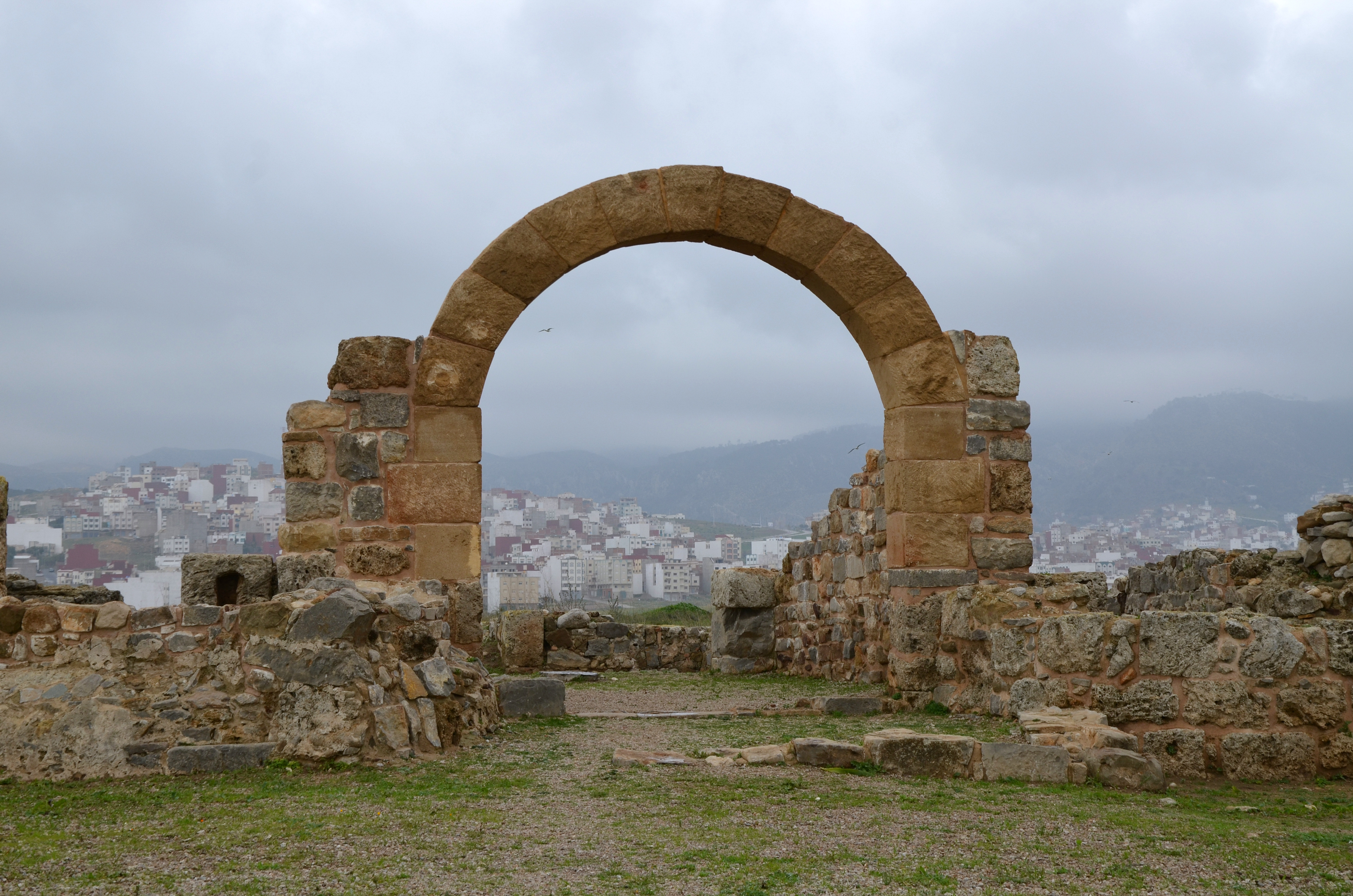
تمودة
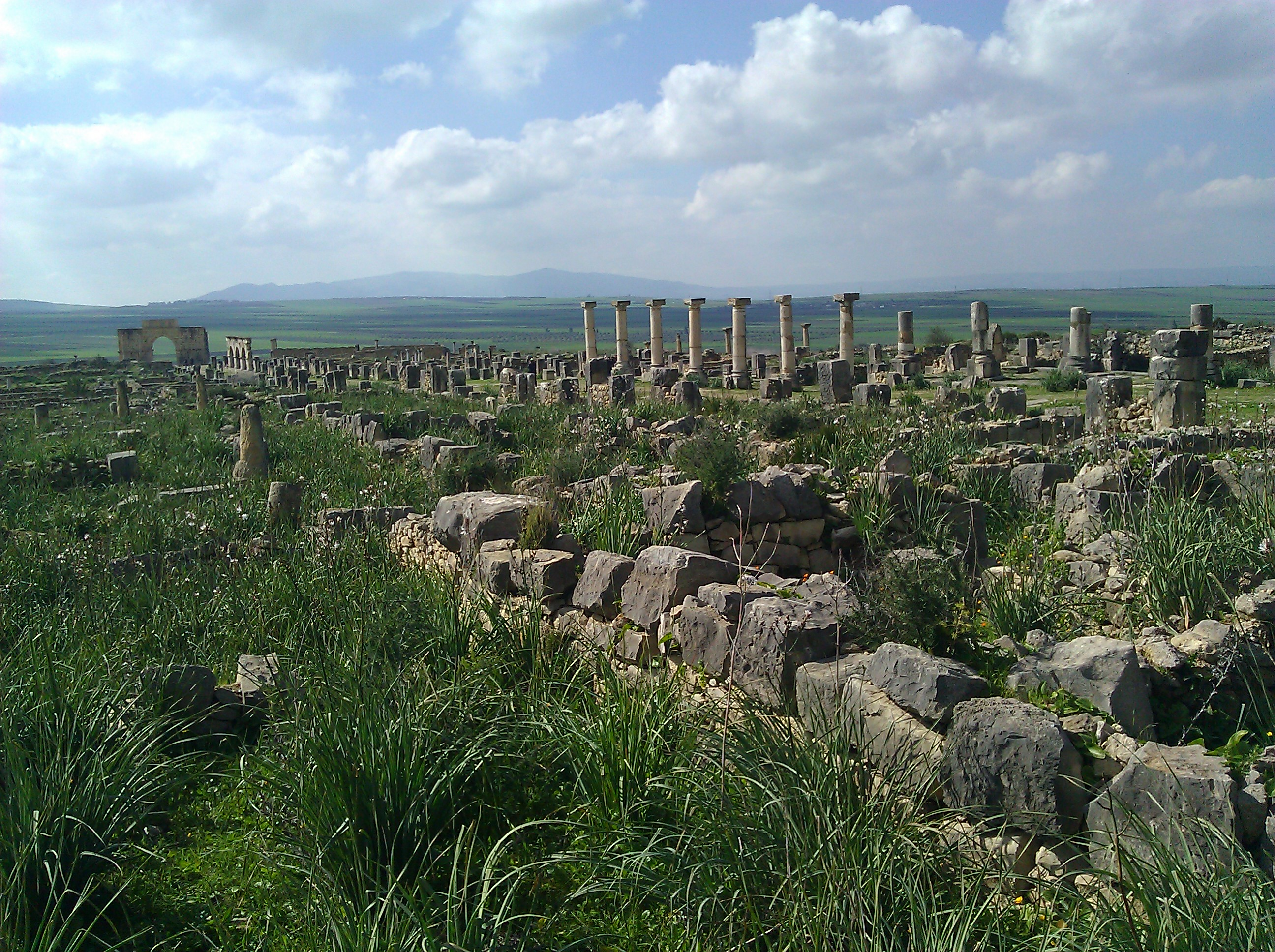
وليلي
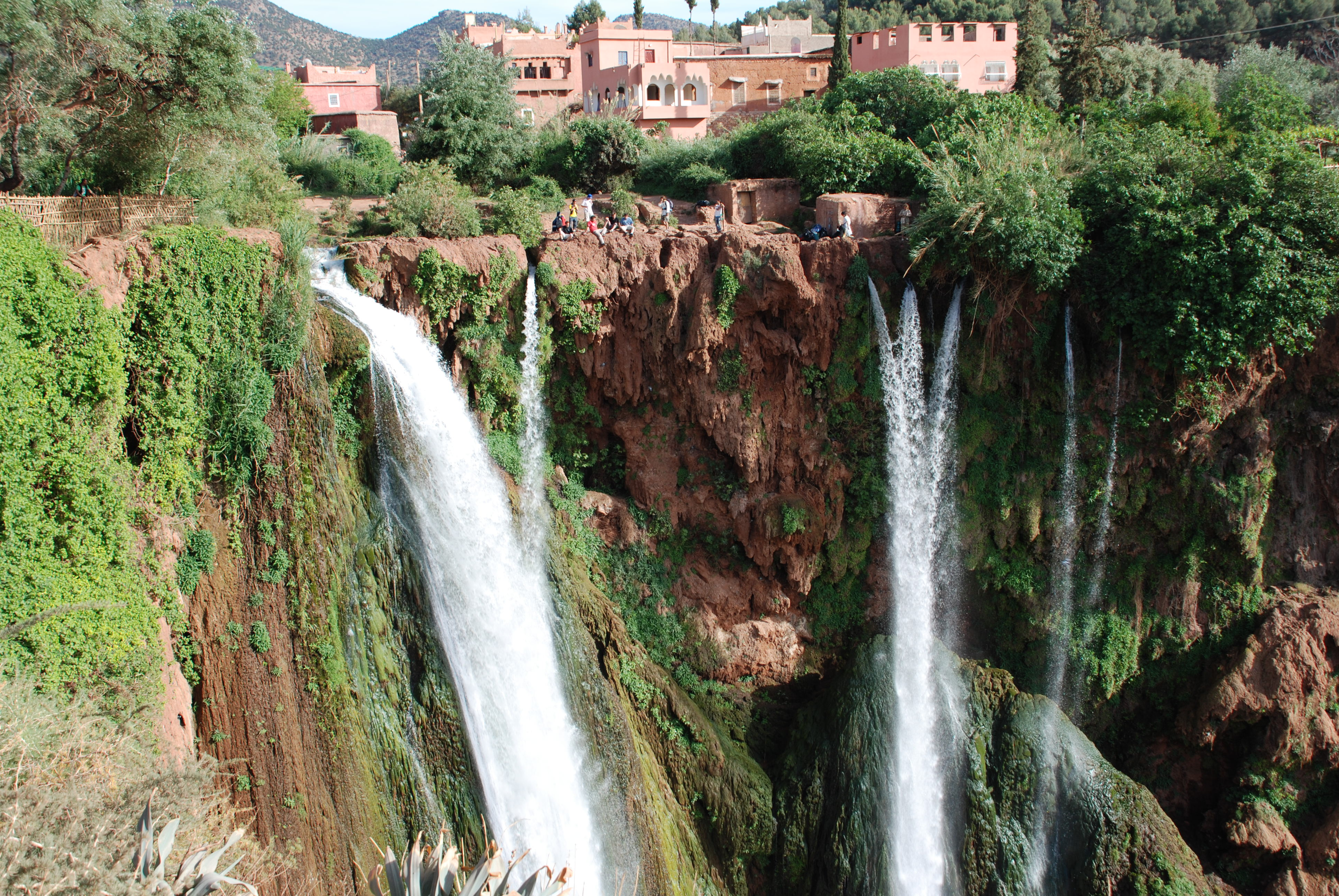
أوزود
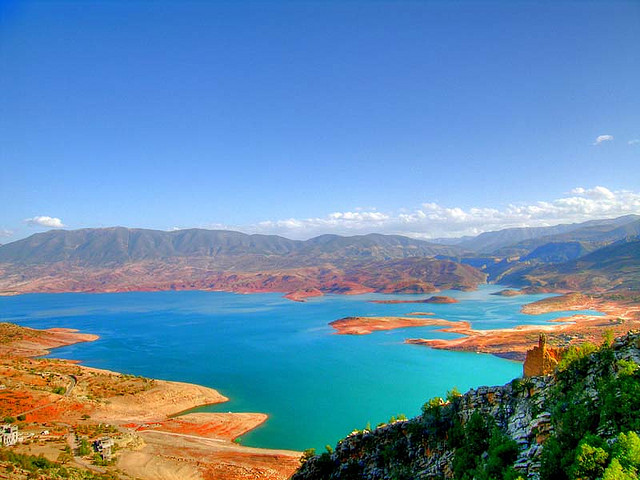
بين الويدان
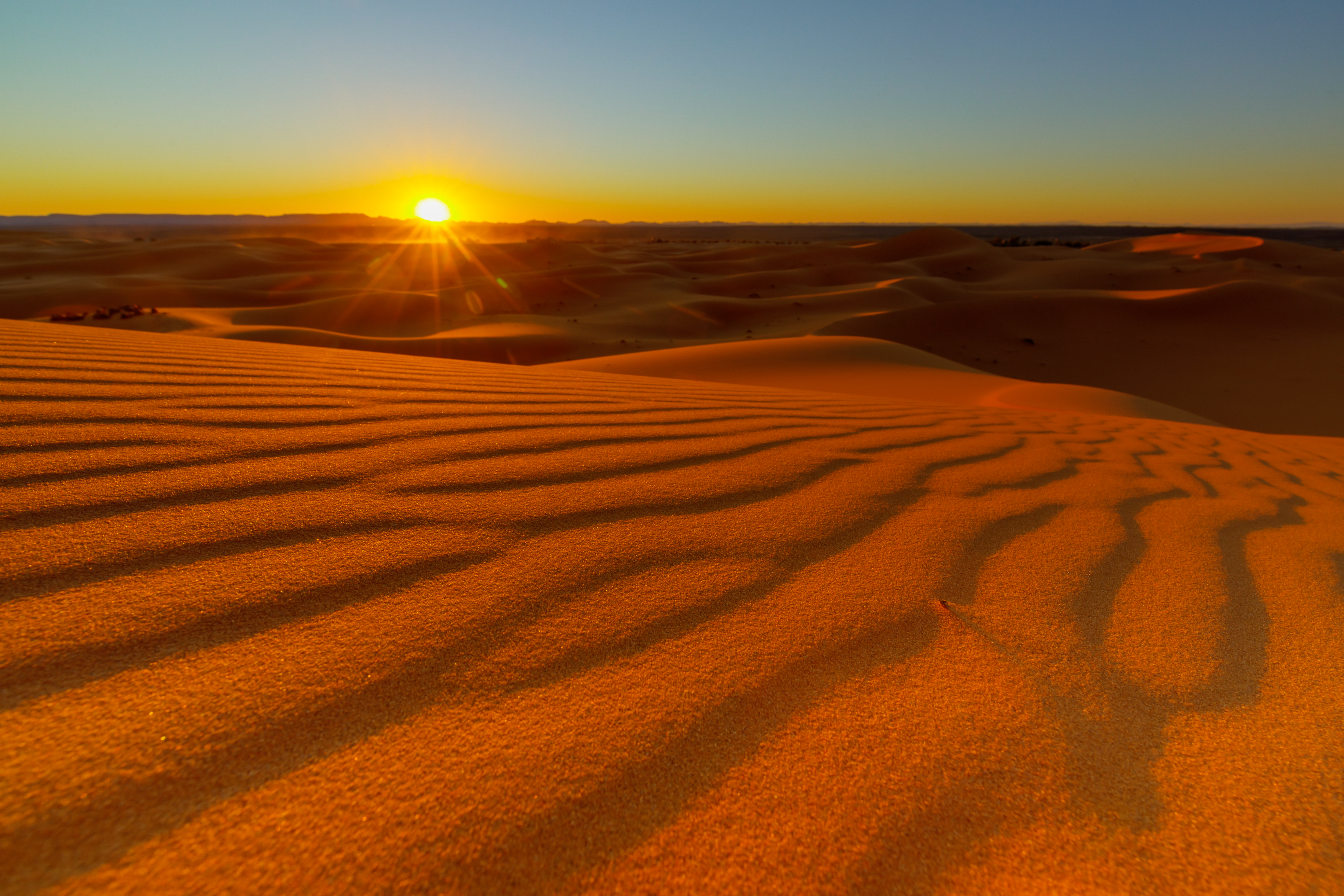
مرزوكة
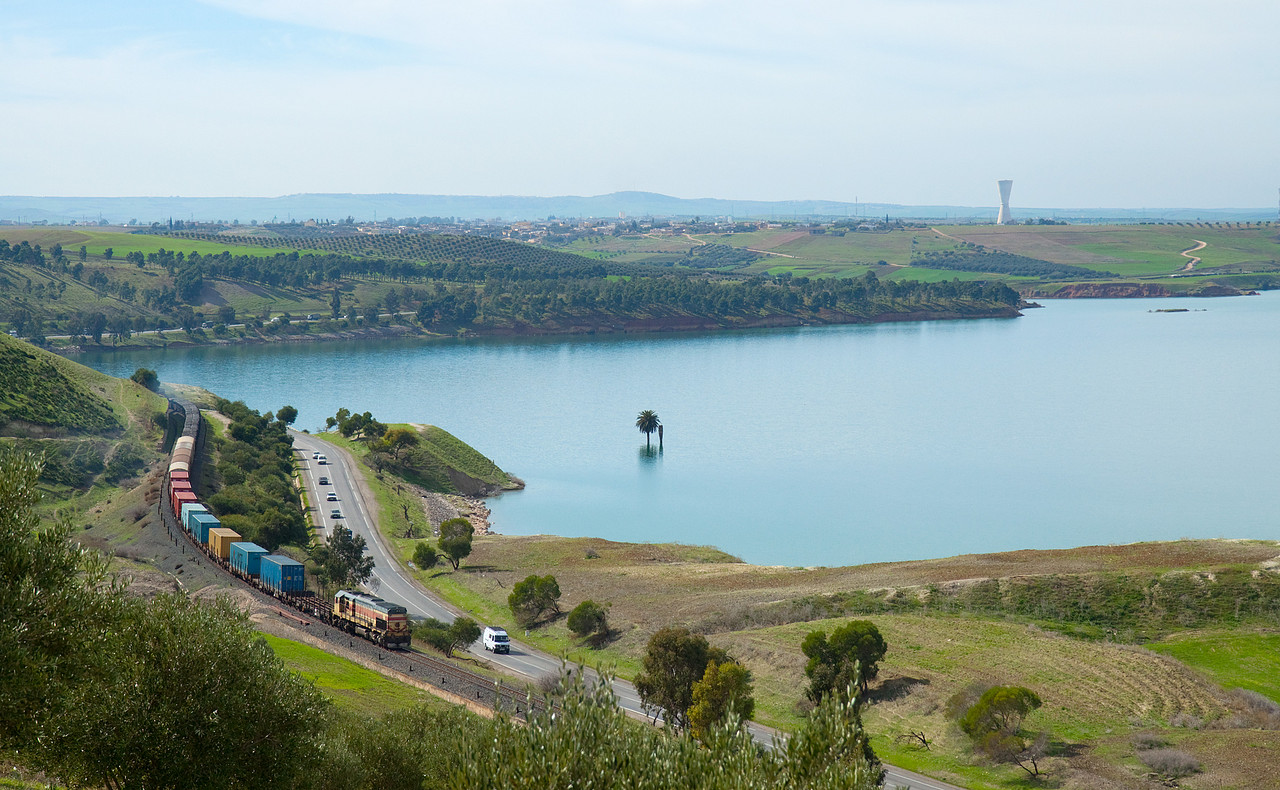
ابن جرير
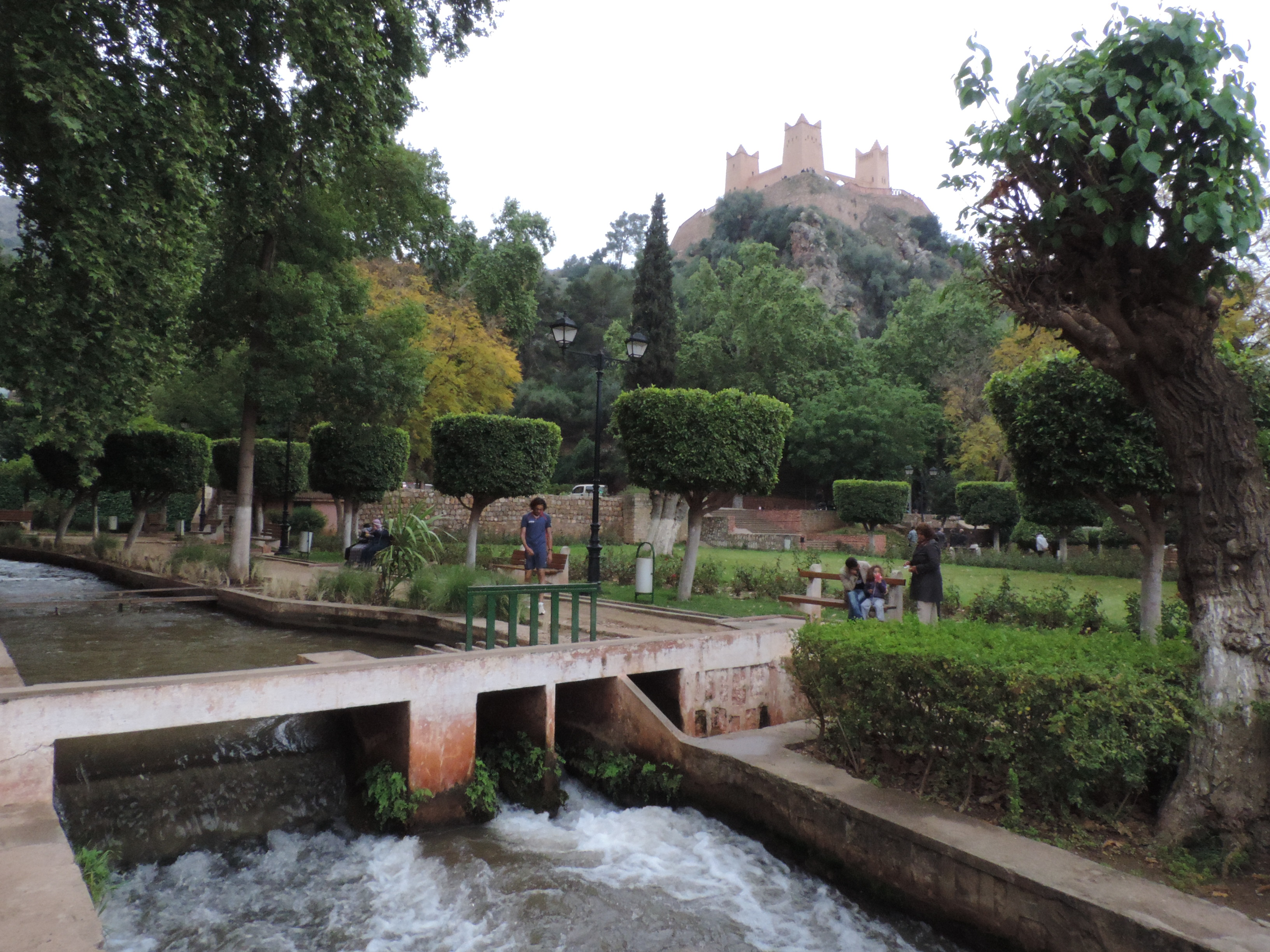
بني ملال
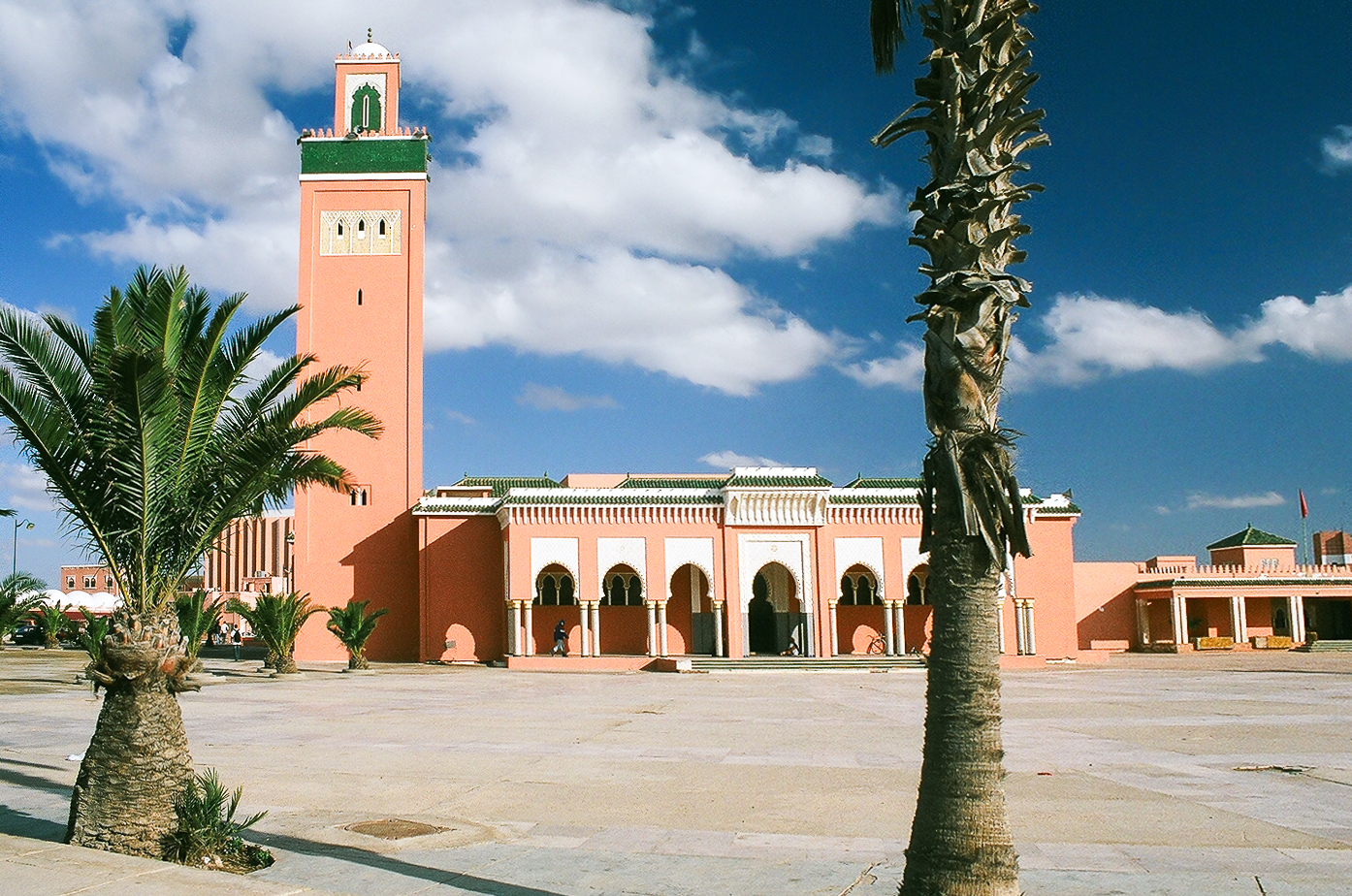
العيون
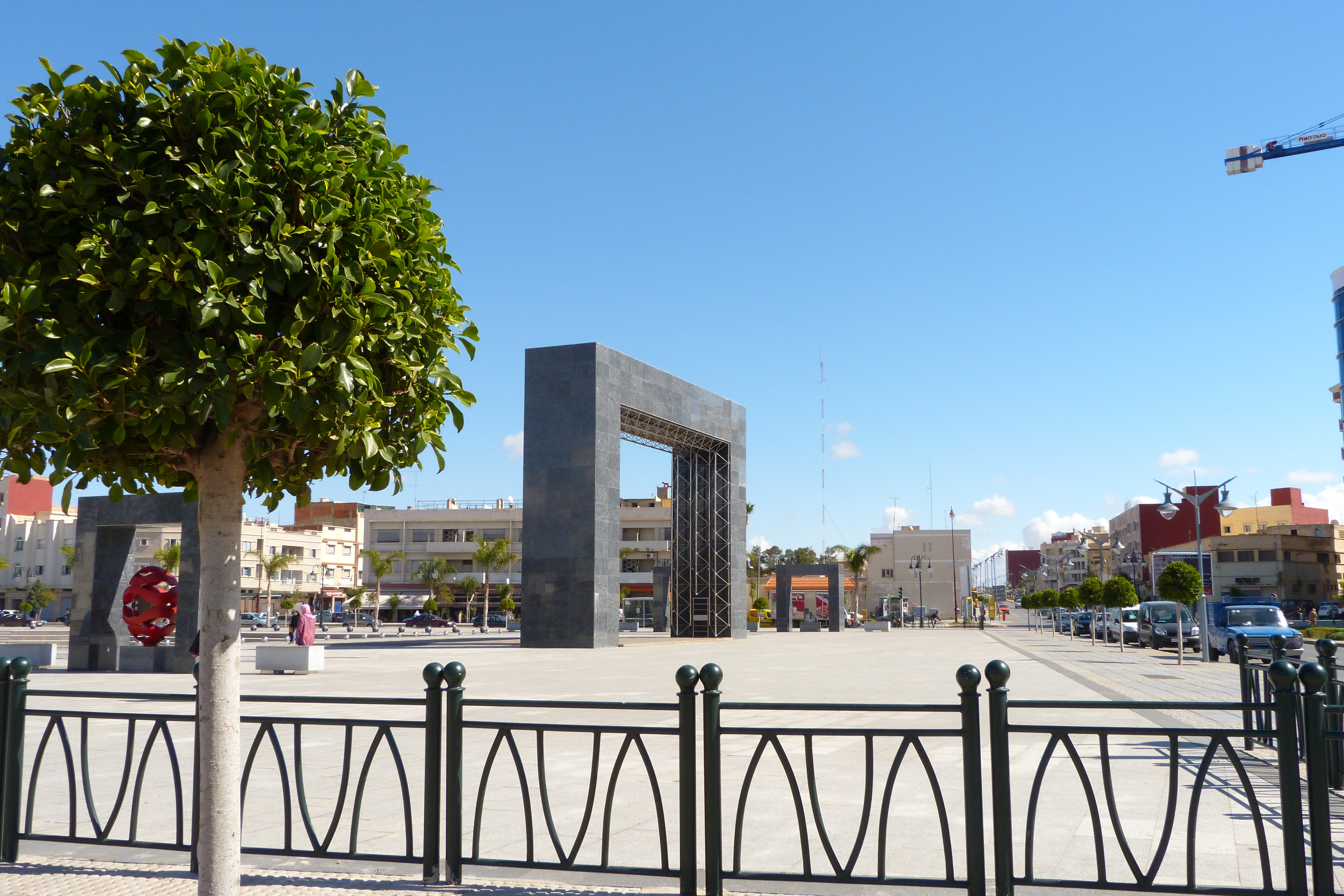
وجدة
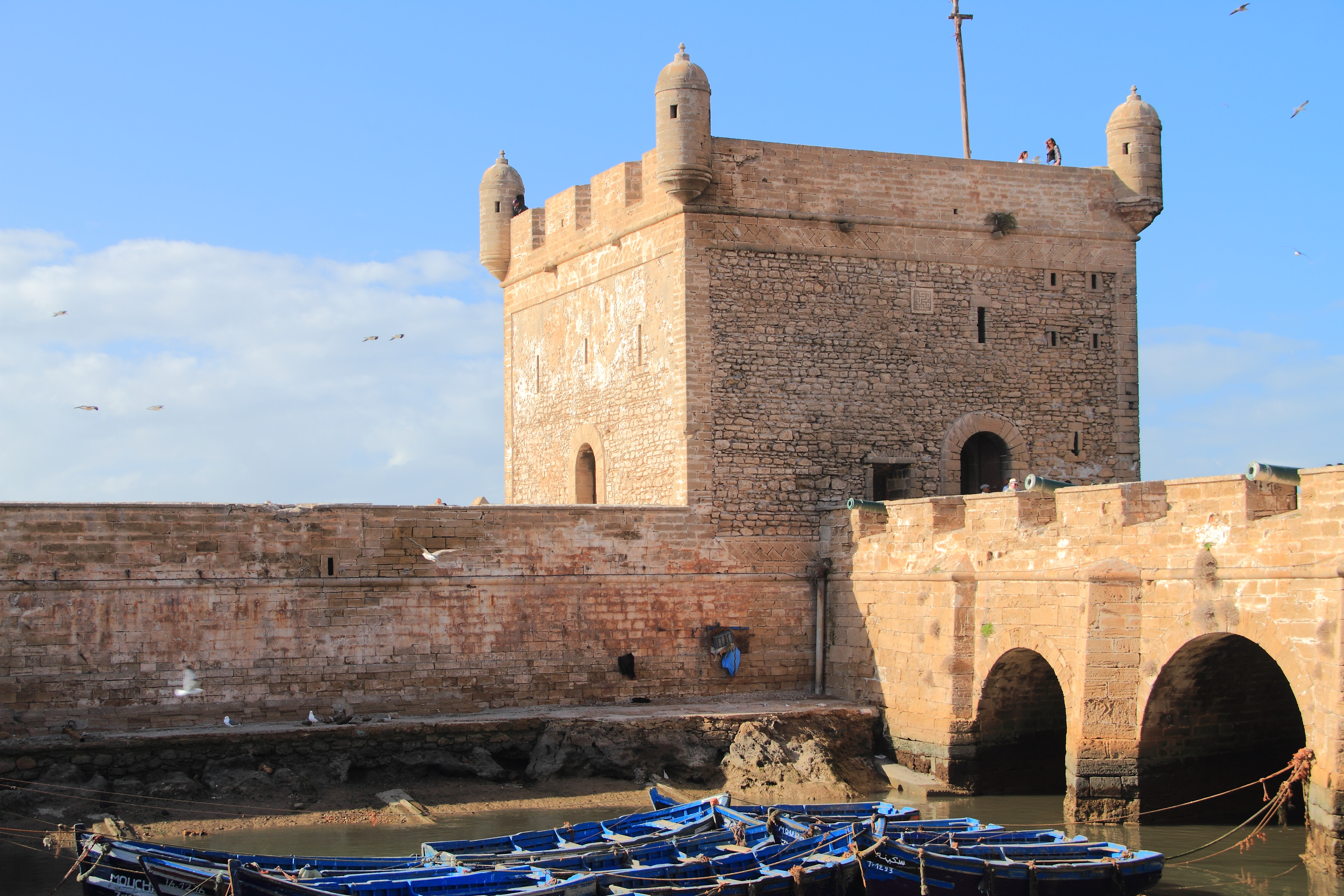
الصويرة
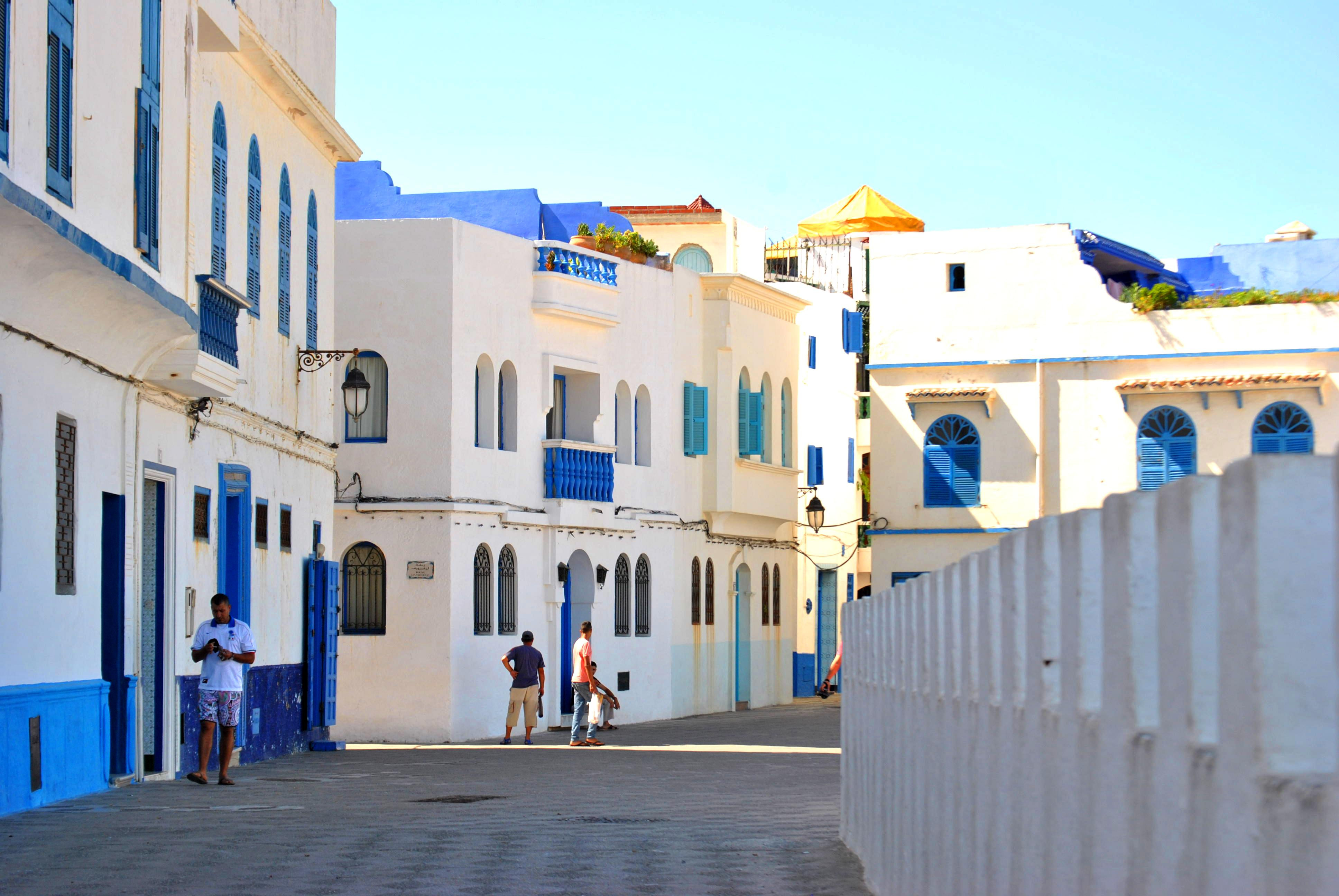
أصيلة
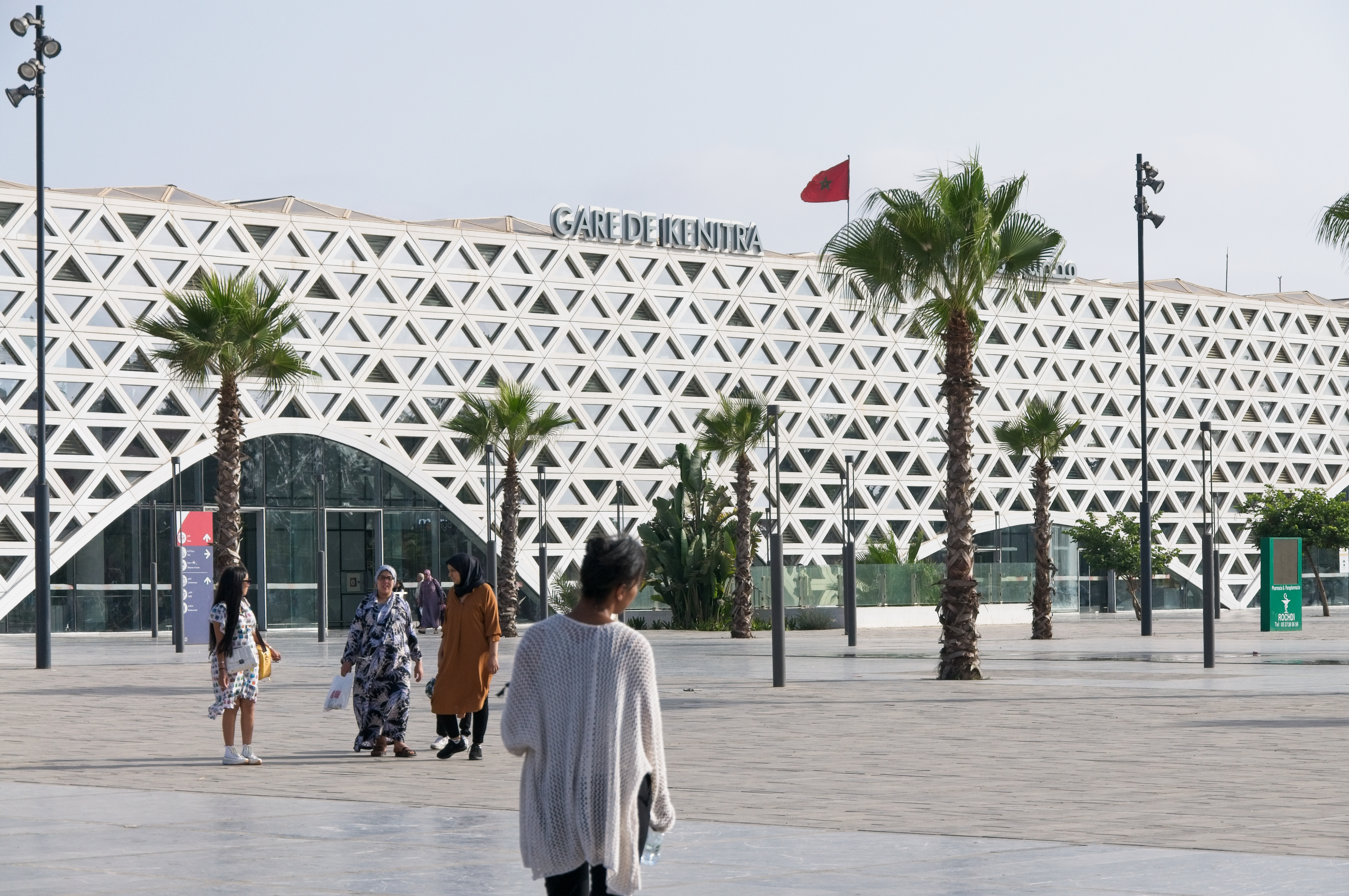
القنيطرة
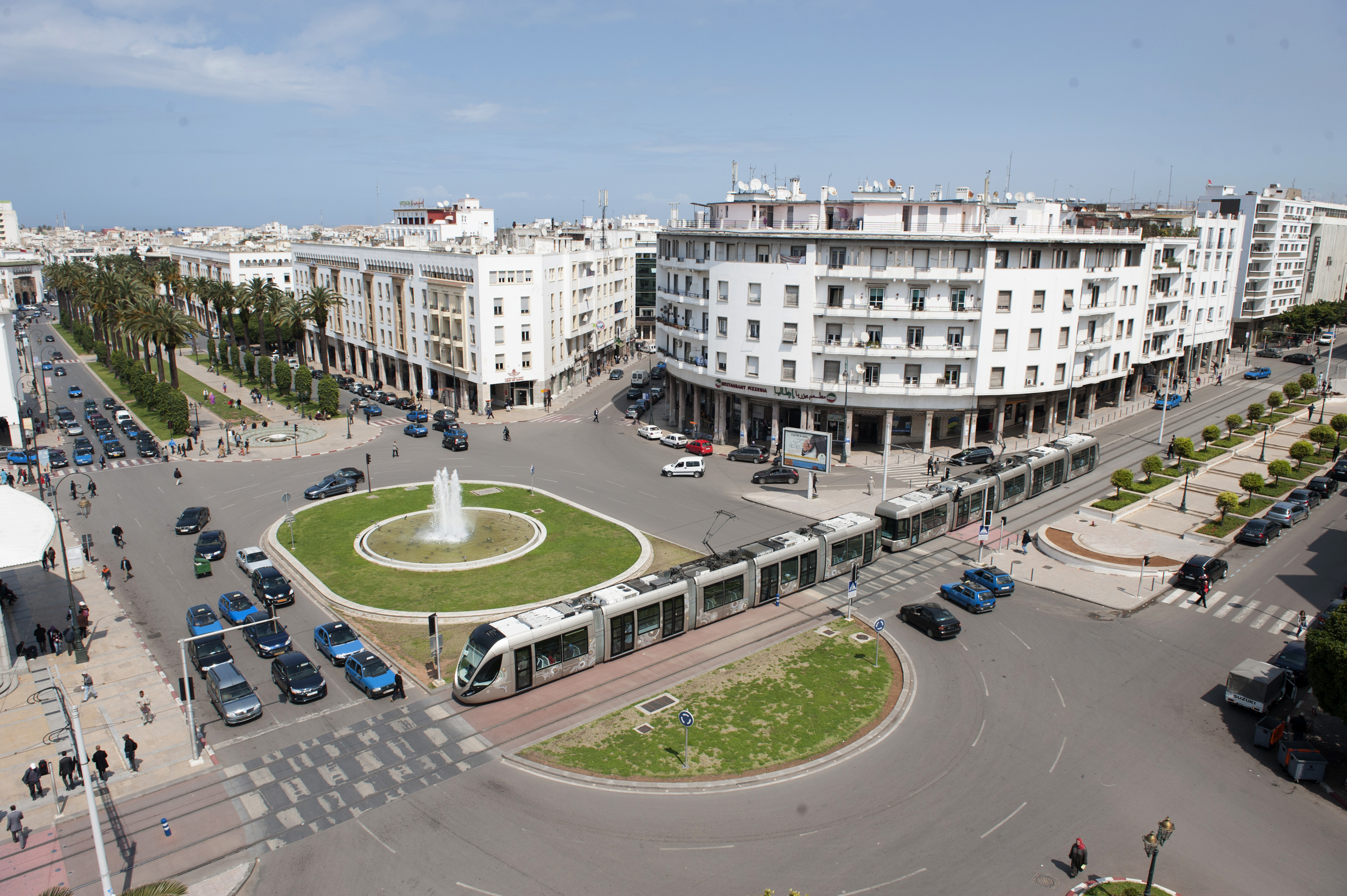
الرباط
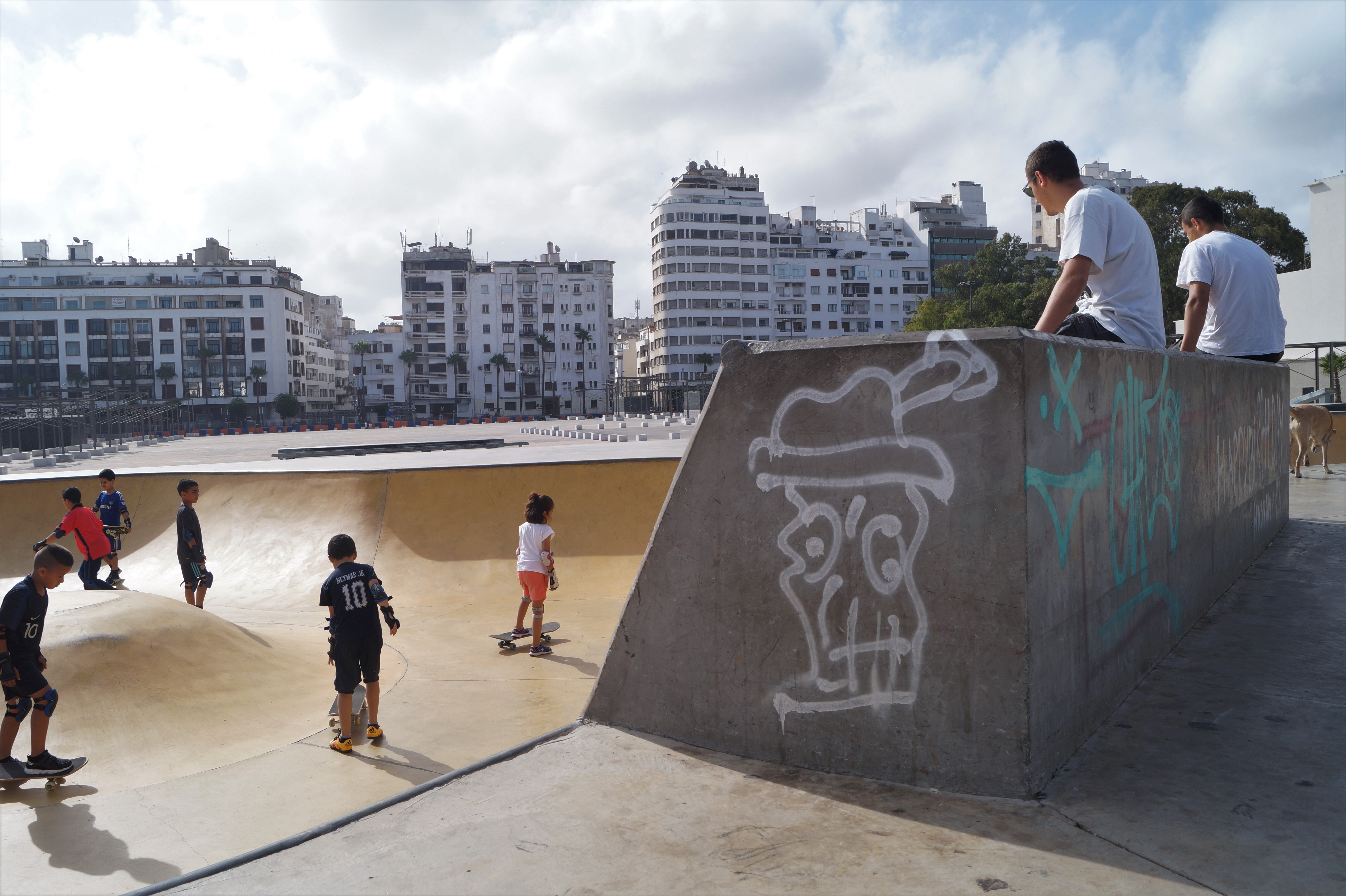
الدار البيضاء
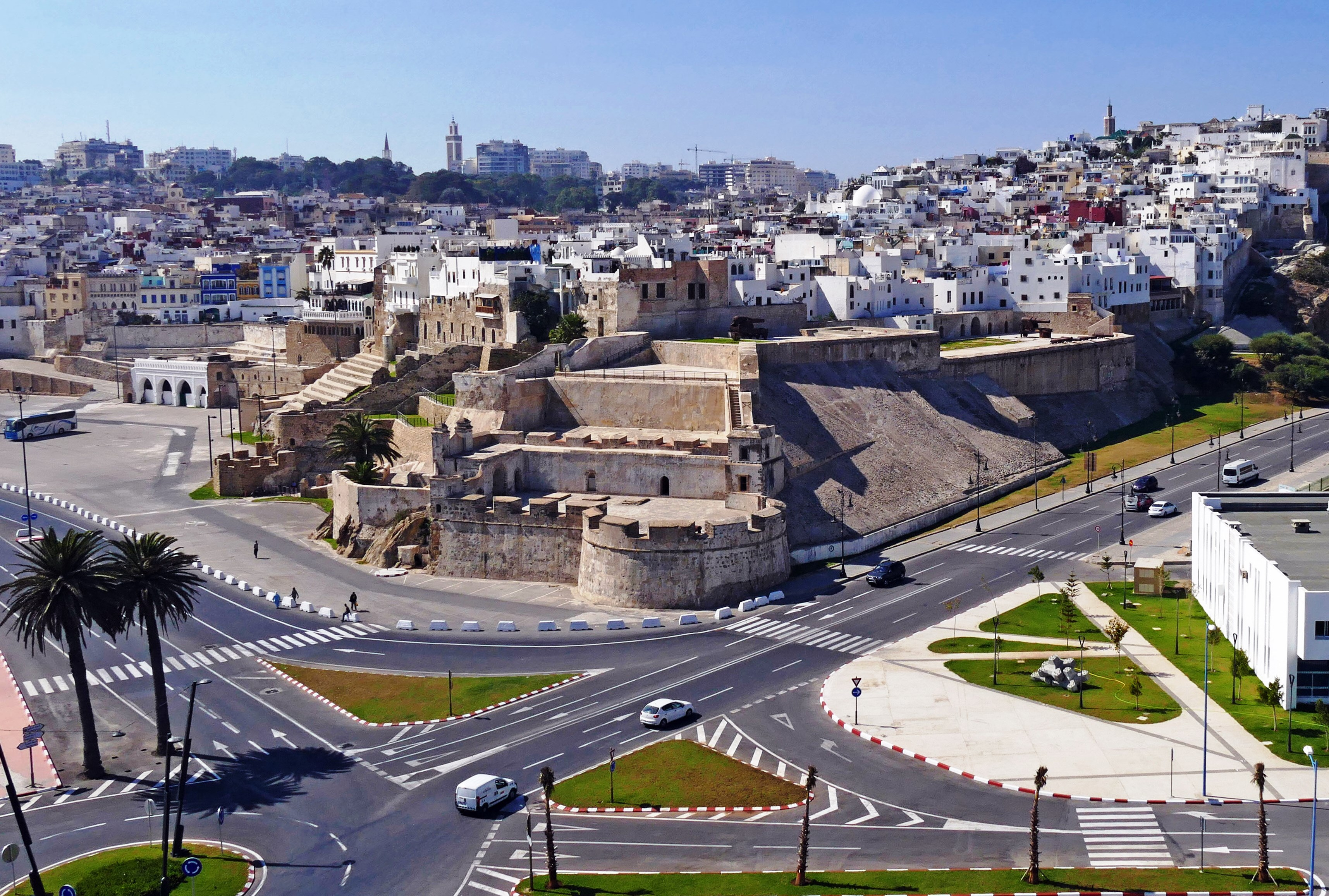
طنجة
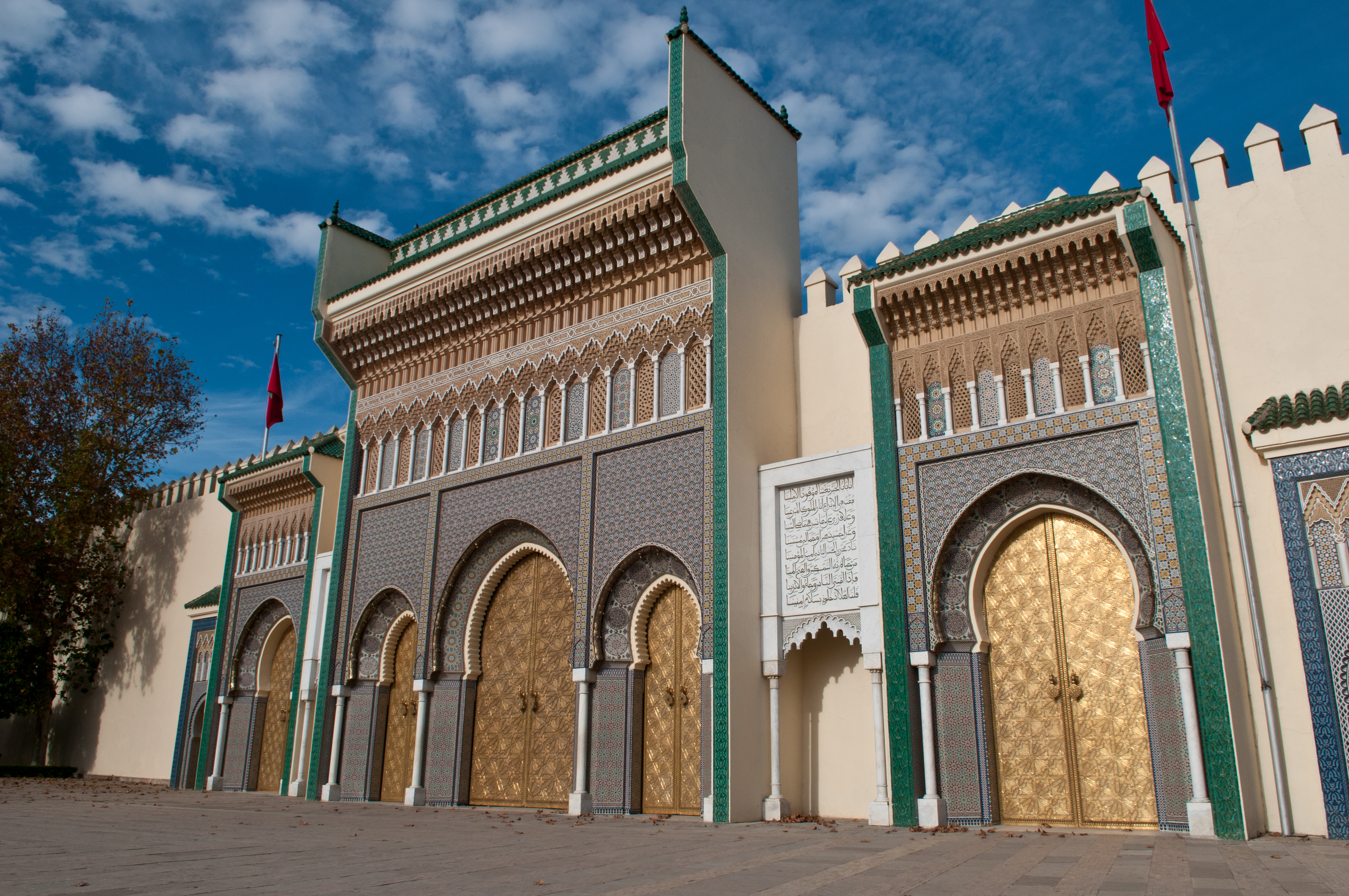
فاس
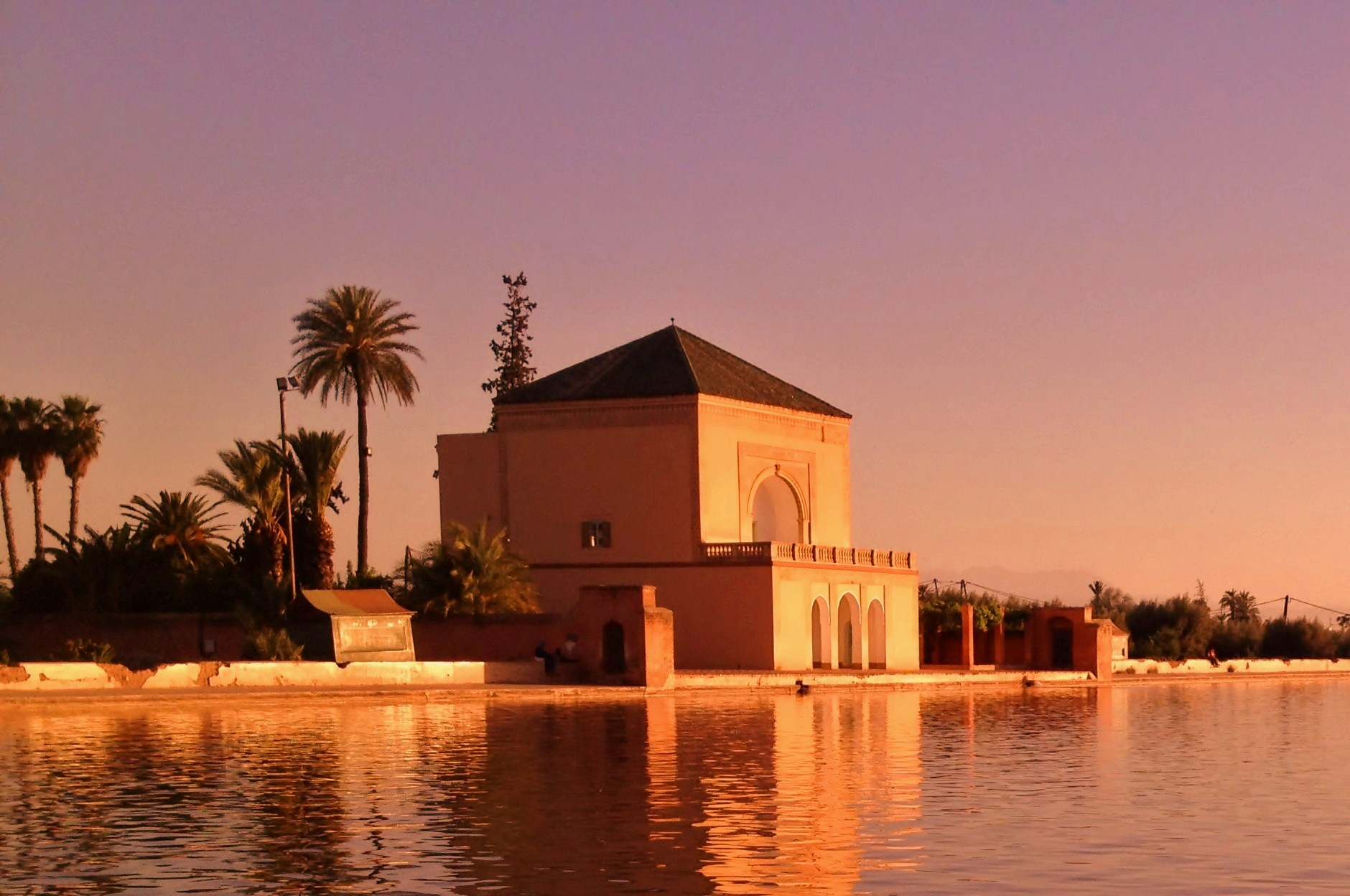
مراكش
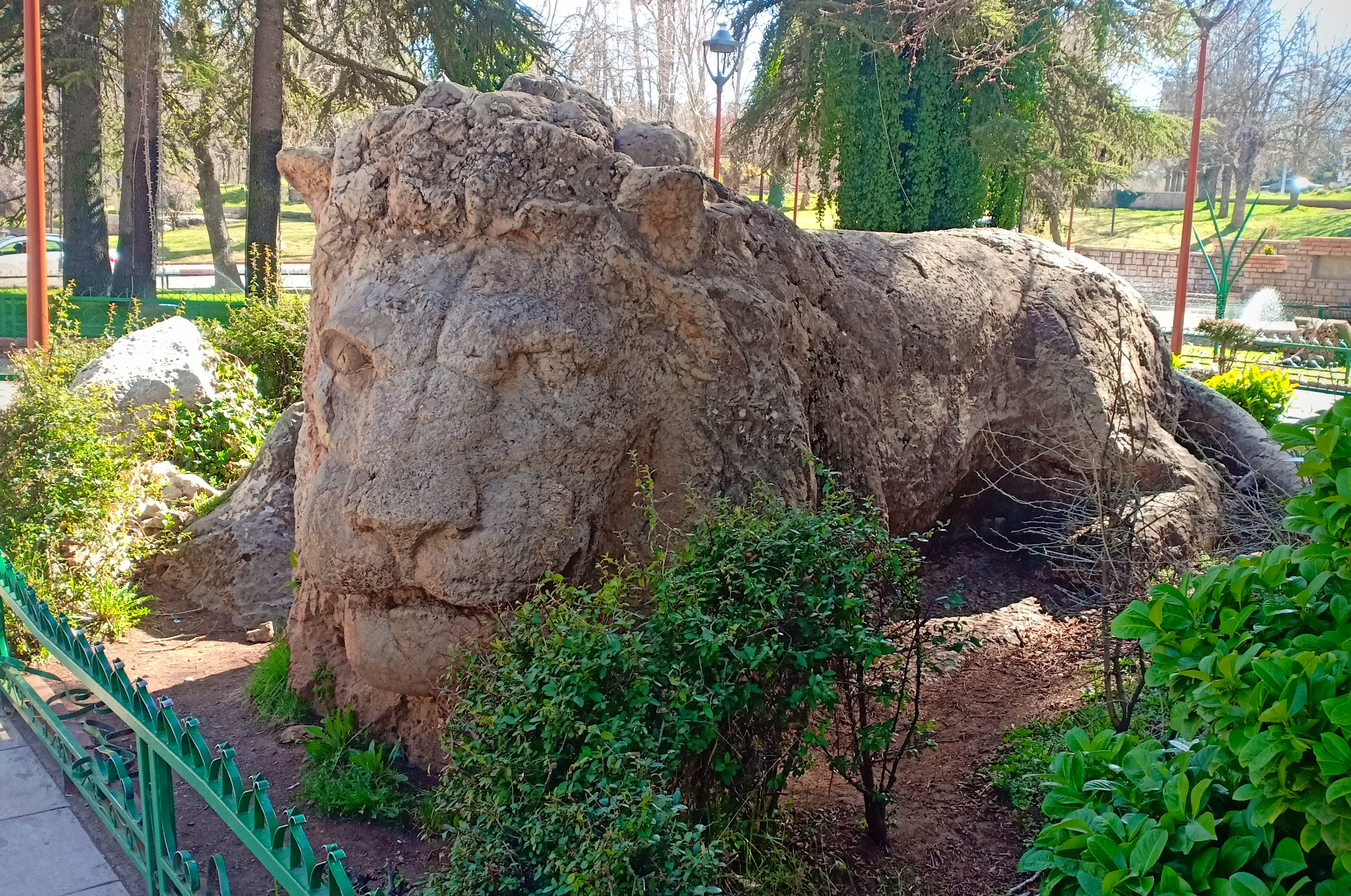
إفران

### قطاع الخدمات
يَشتغل في قطاع الخدمات ما يقارب 44,9% من السكان النشطين خلال 2019؛ موزَّعين بشكل رئيسي على فرع التجارة 34,1%، فرع الخدمة العمومية 12,7%، فرع النقل والتخزين والاتصال 11,6%. أطلَقت البلاد علامة «موروكو تيك» التي تهدف إلى تعزيز إنتاج الخدمات الرقمية داخل البلاد بالإضافة إلى توطين الأفشورينغ، والتسويق الإلكتروني، والتجارة الإلكترونية، والبرمجيات، والألعاب، والنقود المشفرة؛ يَحتل المغرب المرتبة الثانية إفريقيًا والمرتبة 43 عالميًا في صادرات الخدمات سنة 2022.
تنشَط بالبلاد العديد من المؤسسات البنكية، ويَصل الشمول المالي بين السكان إلى نسبة 44% ممن لديهم حسابات بنكية بينما يَستخدم 30% المدفوعات الرقمية حسب تقرير البنك الدولي لسنة 2023. يَهدف القطب المالي للدار البيضاء إلى تعزيز الخدمات المالية في البلاد ويَتمحور حول مؤسسات الخدمات المالية، الخدمات المهنية، وأنشطة المقر العام الإقليمية والدولية؛ مع توسيع تواجدها في مناطق شمال إفريقيا وغربها ووسطها خصوصًا. توجَد خُطط لتنظيم وربما تقنين العملات الرقمية بما في ذلك البيتكوين.
يهيمِن فرع السياحة الثقافية على القطاعات السياحية بالبلاد حيث يمثِّل 69% من إجمالي الطاقة الإيوائية ويستهلكها 84% من السياح الدوليين، مع وجود خُطط لتطوير السياحة البيئية؛ عائدات السياحة بَلغت 8,17 مليار دولار أمريكي خلال 2019؛  المدن الأكثر جذبًا للسياح هي مراكش 30%، وأكادير 16%، والدار البيضاء 8%، وطنجة 5%، وفاس 4%. يَحتل المغرب المرتبة 71 عالميًا في مؤشر تنمية السفر والسياحة لسنة 2021، كما تَحتل البلاد المرتبة الأولى إفريقيًا بـ 17,4 مليون زائر خلال 2024.
تهدف الاستراتيجية اللوجستية للبلاد إلى تقليص التكاليف اللوجستية مما سيؤدي إلى الرفع من نمو الناتج المحلي الإجمالي من خلال الزيادة في القيمة المضافة، فضلًا عن المساهَمة في التنمية المستدامة بالحد من انبعاثات غازات الاحتباس الحراري وتجنُّب اكتظاظ الطرقات والمدن. توجد خُطط لتوفير مخزون إستراتيجي من المواد الأساسية خاصة من الأغذية وكذا من المواد الطاقية. يَحتل المغرب المرتبة 20 بين الأسواق الناشئة في الخدمات اللوجستية حسب مؤشر أجيليتي للأسواق الناشئة لسنة 2023.

### قطاع التصنيع
تَحتل صناعة النسيج مكانة مهمة في قطاع التصنيع، حيث تساهِم بـ 27% من مناصب الشغل و7% من القيمة المضافة في القطاع الصناعي للبلاد، يصل حجم المعاملات الموجَّهة نحو التصدير 39 مليار درهم مغربي (نحو 4 مليارات دولار أمريكي) بتاريخ 2019. يَحتل المغرب المرتبة الثانية إفريقيًا والمرتبة 31 دوليًا في صادرات النسيج بتاريخ 2022.
يوجَد حضور قوي لصناعة السيارات في البلاد، مسجِّلة رقم معاملات يصل إلى 64,3 مليار درهم مغربي (6,4 مليار دولار أمريكي) خلال 2023، بمعدل نمو 22% على أساس سنوي. يَحتل المغرب المرتبة الأولى إفريقيًا والمرتبة 25 دوليًا من حيث إنتاج المَركبات الذي بَلغ 535.825 سيارة ومَركبة خلال 2023.
تتشكل صناعة الطيران في البلاد من صناعة وتركيب أجزاء الطائرات، مسجِّلة رقم معاملات يصل إلى 21 مليار درهم مغربي (2,1 مليار دولار أمريكي) خلال 2022، بمعدل نمو 40% على أساس سنوي. يَحتل المغرب المرتبة الأولى إفريقيًا والمرتبة 15 دوليًا من حيث الاستثمارات في صناعة الطيران بتاريخ 2021.
تشهد صناعة الطاقة الكهربائية في البلاد نشاطًا متزايدًا، حيث كان للبرامج الرامية إلى معالَجة العجز في السكن أثر إيجابي على هذه الصناعة بعدما تمكنَت المقاولات المغربية من تكييف منتجاتها لتُساير احتياجات شرائح اجتماعية مختلفة؛ كما تَفتح الاستراتيجية الوطنية في مجال الطاقات المتجددة آفاقًا جديدة لنموها من خلال الطاقة الشمسية، والطاقة الريحية، والكفاءة الكهربائية.
الصناعة الإلكترونية في البلاد أصبحت تلعب دورًا هامًا كمزوِّد ضروري لكل من صناعة السيارات، والطيران، والسكك الحديدية، والطاقات المتجددة، وصناعة الدفاع؛ كما تستفيد من فرص نَقل جزء منها من أوروبا الغربية إلى المغرب مما يعزِّز تطوير منتجات ذات قيمة مضافة عالية وظهور مناولين أكثر اندماجًا. توجَد خُطط لإنتاج البطاريات وكذا الرقائق الإلكترونية محليًا.
تَضم صناعة الصيدلة في البلاد منشآت صناعية للصيدلة بَلغ عددها 51 ويَحتل المغرب من خلالها المرتبة الثانية إفريقيًا، تغطي منتجات الأدوية المحلية غالبية الطلب الداخلي ويتم تصدير 17% من الإنتاج بتاريخ 2019. كما تسعى البلاد إلى الريادة في مجال التكنولوجيا الحيوية عبر الشروع في إنتاج لقاح كوفيد-19 سنة 2021.
يحدِّد مخطط التسريع الصناعي أهداف السياسة الصناعية للبلاد. وقَّعت البلاد اتفاقية «خطة التنفيذ المشترك لمبادرة الحزام والطريق» تشجِّع الصين بموجبها شركاتها الكبرى على الاستثمار بالمغرب خاصة في صناعة السيارات، وصناعة الطيران، والتكنولوجيا الفائقة، والتجارة الإلكترونية، والصناعة الزراعية، وصناعة النسيج. يَحتل المغرب المرتبة الثانية في مؤشر التصنيع في أفريقيا لسنة 2022.

### قطاع الفلاحة

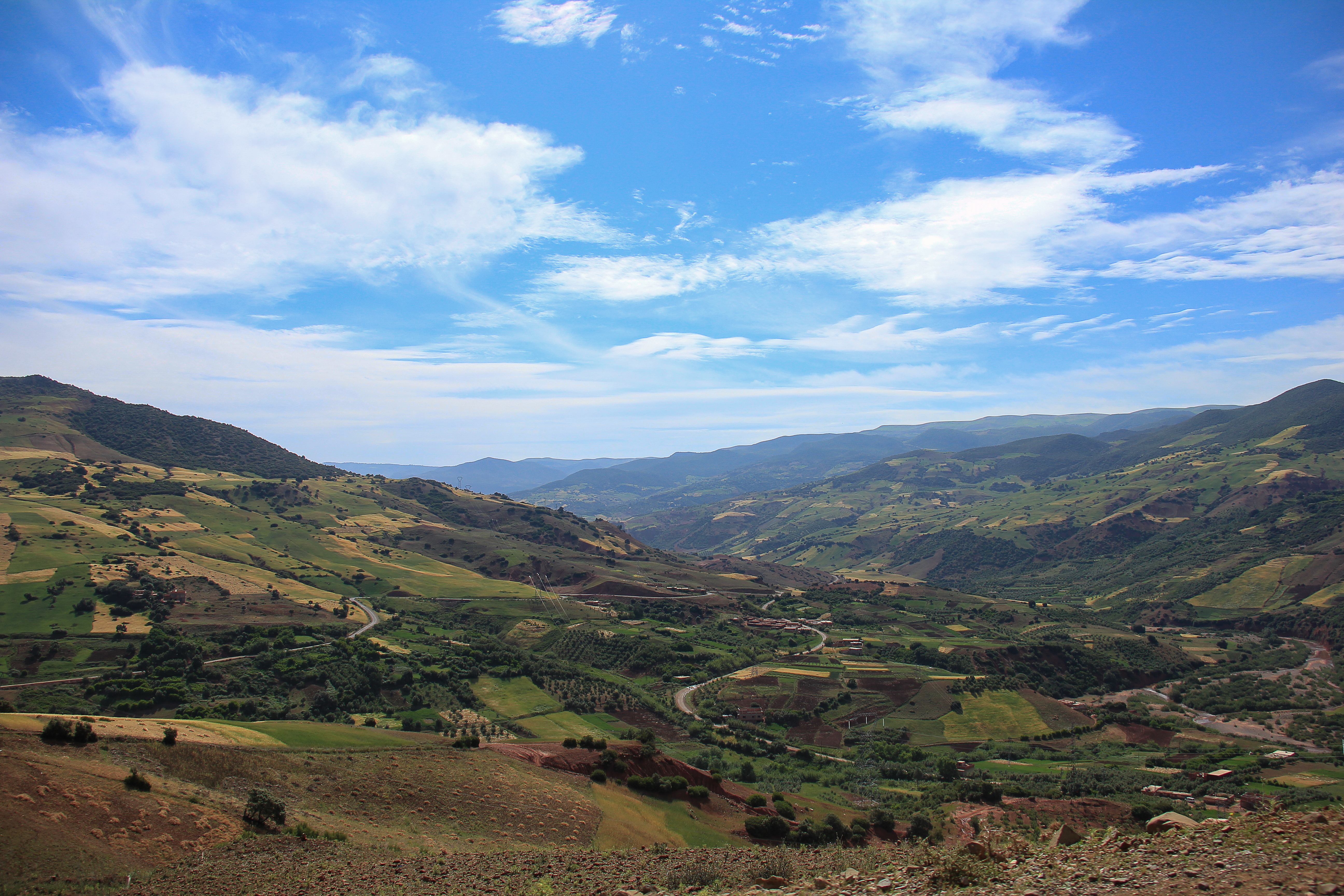
الأطلس المتوسط يَشهد استمطارات صناعية تخفِّف من آثار الجفاف على الموسم الزراعي.

تُقدر المساحة الصالحة للزراعة في المغرب بـ 12% فقط من المساحة الإجمالية للبلاد (71 مليون هكتار)، وتشهد ضغطًا متزايدًا بسبب التوسع العمراني. المحاصيل الرئيسية للبلاد هي البطاطس والطماطم والبصل والبطيخ والدلاح والجزر واللفت، بالإضافة إلى الفلفل والنعناع والقرعة والجلبانة؛ ويُعَد المغرب الثالث عالميًا في إنتاج التين والثالث عالميًا في إنتاج الزيتون خلال 2019. تَستهدف البلاد زيادة إنتاج الحبوب ومواجهة قلة الأمطار من خلال اعتماد تقنية الزرع المباشر؛ بَلغ إنتاج المغرب من القمح حوالي 7,2 مليون طن خلال 2021.
تم تمرير قرار في اجتماع لجنة الأمم المتحدة للمخدرات يوم 5 ديسمبر 2020 والذي صوَّت فيه المغرب لصالح قبول استعمال القنب الهندي في المجال الطبي، مما سيَفتح آفاقًا كبيرة للتنمية الاقتصادية من خلال تصديره بشكل قانوني خاصة وأن البلاد تنتِج حوالي 70% من سوق القنب الأوروبي؛ كما تتوفر البلاد على خبرة متراكمة من تجارب سابقة لإنتاج القنب الصناعي في أكادير، صفرو، سيدي علال التازي، وبني ملال.
يحدِّد مخطط المغرب الأخضر أهداف السياسة الزراعية للبلاد. يُمنع قانونًا الاستهلاك البشري للأغذية المعدلة وراثيًا وذلك كإجراء احترازي إلى حين معرفة تأثيرها على الصحة العامة؛ في المقابل تركِّز البلاد على  ثم انتقاء الأصناف الأكثر مقاومة للجفاف. يتشكل قطاع تربية المواشي بالبلاد من حوالي 21,6 مليون رأس من الأغنام، و6 ملايين رأس من الماعز، و3,3 مليون رأس من الأبقار، و192 ألف رأس من الإبل بتاريخ 2021. يَحتل المغرب المرتبة 57 في مؤشر الأمن الغذائي العالمي لسنة 2021.

### قطاع الأسماك

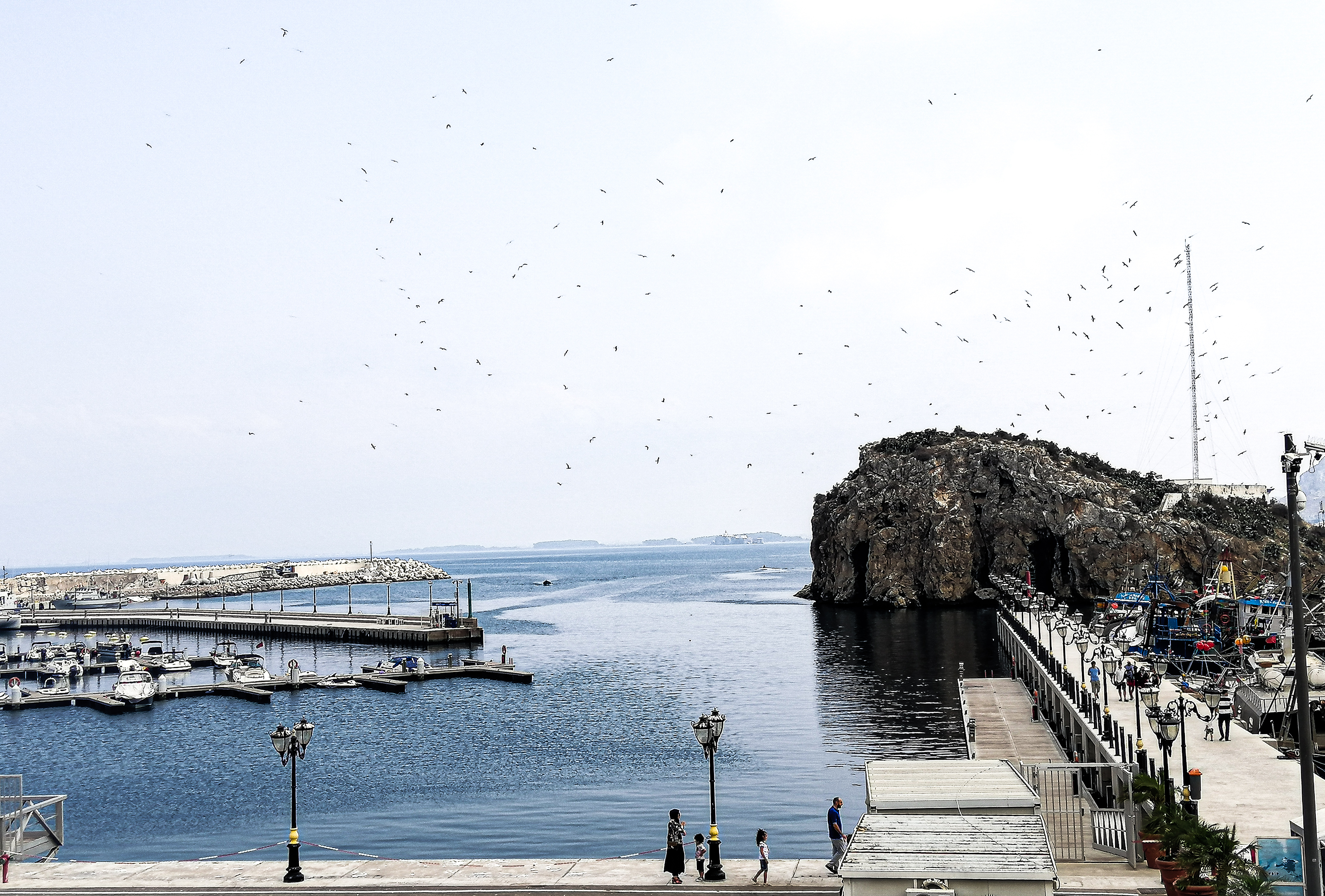
ميناء الحسيمة يَشهد تجربة لقياس فاعلية شِباك صيد للأسماك مقاوِمة لهجمات الدلافين.

يساهِم قطاع الصيد البحري بشكل مهم في الاقتصاد المحلي، حيث بَلغت صادرات المنتوجات البحرية 22 مليار درهم مغربي (حوالي 2,46 مليار دولار أمريكي) سنة 2017. يَتوفر المغرب على منطقة بحرية تمتد على حوالي 1,12 مليون كلم مربع، وتُعَد من أغنى المناطق عالميًا فيما يتعلق بالثروة السمكية. يَحتل المغرب المرتبة الأولى عالميًا في تصدير سمك السردين المعلَّب، بكمية تصل إلى 116 ألف و850 طنًا سنة 2020.
يَتوفر المغرب على 21 مزرعة لتربية الأحياء المائية بتاريخ 2016، بينما بَلغ إنتاجها 537 طن خلال 2017؛ وفي هذا الصدد تم تأسيس «الوكالة الوطنية لتنمية تربية الأحياء البحرية» والتي مهمتها تنمية الأنشطة المرتبطة بالقطاع سواء في مجال التصدير أو استهلاك السوق الداخلي، وكذلك مساعدة المستثمرين من خلال تزويدهم بمساعدة تقنية متطورة. يَهدف الشعاب الاصطناعي في مرتيل إلى تحسين كميات الأسماك المصطادة، بالإضافة إلى حماية الموائل البحرية وحِفظ التنوع البيولوجي.
تَحتل صناعة صيد الأسماك مكانة متميزة في اقتصاد المغرب، حيث تشهد معالجة ما يقارب 70% من إفراغات الصيد الساحلي وتصدير ما يناهز 85% من إنتاجها، كما تتميز بتنوع تخصصاتها. تتوفر البلاد على 397 وحدة صناعية خاصة بالصيد البحري بتاريخ 2013، ويُعَد التجميد النشاط الأبرز يليه تصبير السمك ثم توضيب السمك الطري. يَهدف مشروع ميناء الداخلة الأطلسي إلى دعم الصناعة السمكية بالبلاد من خلال إنشاء رصيف مخصص للتجارة، رصيف مخصص للصيد البحري، وأرصفة مخصصة لإصلاح السفن.

### قطاع التعدين

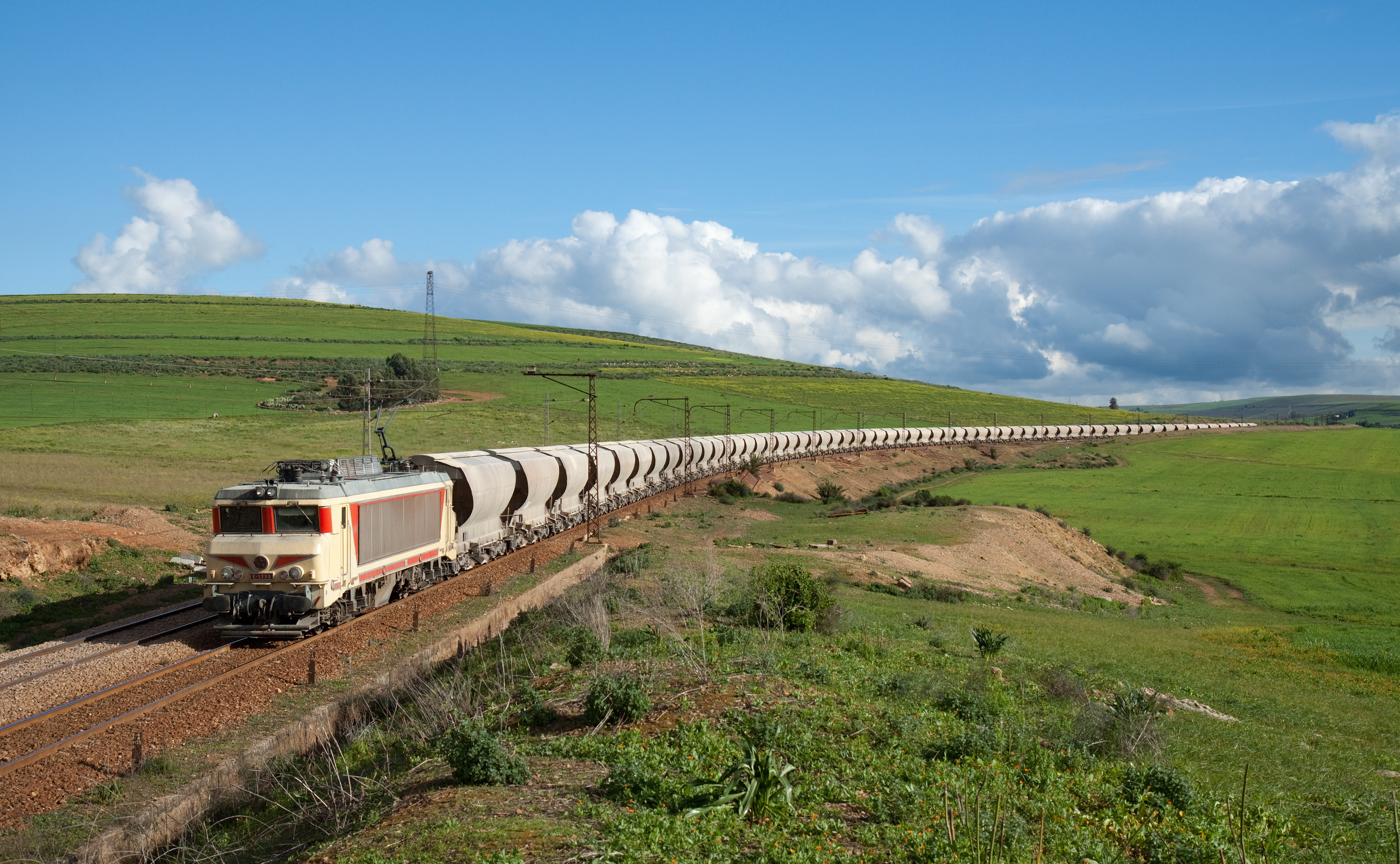
قطار محمَّل بالفوسفاط، تتوفر البلاد على 70% من احتياطياته التجارية الصخرية عالميًا.

يَلعب قطاع التعدين في المغرب دورًا أساسيًا في الاقتصاد نظرًا لمساهمته بنسبة 10% من الناتج المحلي الإجمالي و20% في قيمة الصادرات، فضلًا عن توفيره نحو 40 ألف فرصة عمل مباشرة وغير مباشرة حسب دراسات لسنة 2023. تَحتل البلاد المرتبة الأولى إفريقيًا والثانية عالميًا في إنتاج الفوسفاط، والذي يُعد عنصرًا أساسيًا لاستقرار الأمن الغذائي نظرًا لأهميته في صناعة الأسمدة، مع احتياطيات تَبلغ 50 مليار طن.
عُثِر على الفوسفاط، الرصاص، الفلور، والأنتيمون في ساحل المحيط الأطلسي على امتداد 60–120 كيلومتر، وكذلك في وسط المغرب. يحتوي الأطلس الصغير على احتياطيات من النحاس، المنغنيز، الذهب، الفضة، الكوبالت، القصدير، التيتانيوم، والتنجستن. يحتوي الأطلس الكبير على احتياطيات من الرصاص، الزنك، النحاس، المنغنيز، الحديد، والباريت؛ بينما يتم الحصول من الريف على الزنك، الأنتيمون، المعادن الاستراتيجية، وطين السميكتايت. تشتهر جهة الشرق بالرصاص، الزنك، والفحم.
المعادن الأخرى المستخرجة مع معدل إنتاج متسارع هي الباريت، الطين، الكوبالت، النحاس، الفلورسبار، خام الحديد، الرصاص، الملح، الفضة، التالك، والزنك؛ إنتاج الفضة والرصاص في المغرب هو الأعلى في إفريقيا. تتوفر البلاد على المواد الأولية وبراءة ابتكار تؤهلها لإنتاج كاتود الكوبالت عالي النقاوة، تغطي من خلاله الطلب المتصاعد في صناعة البطاريات.

### التجارة الخارجية

تمثيل نسبي لصادرات المغرب سنة 2019.

وقَّع المغرب 54 اتفاقية تبادل حر تتيح لمنتَجات البلاد الوصول إلى حوالي مليار مستهلِك حول العالَم. من بينها اتفاقية تجارة حرة مع آيسلندا وليختنشتاين والنرويج وسويسرا، اتفاقية تجارة حرة مع الاتحاد الأوروبي، اتفاقية تجارة حرة مع مصر والأردن وتونس، اتفاقية تجارة حرة مع الإمارات، اتفاقية تجارة حرة مع تركيا، اتفاقية تجارة حرة مع الولايات المتحدة، اتفاقية تجارة حرة مع المملكة المتحدة؛ كما وقَّع على اتفاقية إنشاء منطقة التجارة الحرة القارية الإفريقية.
تتكون صادرات البلاد سنة 2017 من السلع التالية: الملابس والمنسوجات، والسيارات، والمكونات الكهربائية، والمواد الكيميائية غير العضوية، والترانزستورات، والمعادن الخام، والأسمدة (بما في ذلك الفوسفاط)، والمنتجات البترولية، والحمضيات، والخضروات، والأسماك. البلدان الرئيسية التي يتم التصدير إليها هي: إسبانيا 23,2%، وفرنسا 22,6%، وإيطاليا 4,5%، والولايات المتحدة 4,2%.
تتكون واردات البلاد سنة 2017 من السلع التالية: البترول الخام، والنسيج، ومعدات الاتصالات، والقمح، والغاز والكهرباء، والترانزستورات، والبلاستيك. البلدان الرئيسية التي يتم الاستيراد منها هي: إسبانيا 16,7%، وفرنسا 12,2%، والصين 9,2%، والولايات المتحدة 6,9%، وألمانيا 6%، وإيطاليا 5,9%، وتركيا 4,5%.
بَلغت قيمة صادرات البلاد 24,5 مليار دولار أمريكي بينما بَلغت قيمة الواردات 44,13 مليار دولار أمريكي سنة 2017؛ يتم تخفيف العجز التجاري الهيكلي عن طريق عائدات السياحة، والتدفقات الكبيرة لتحويلات المغتربين، وتدفقات الاستثمار الأجنبي المباشر. بَلغت التجارة الخارجية نسبة 74,9% إلى الناتج المحلي الإجمالي سنة 2021.

## البنية التحتية

### النقل والمواصلات
تُعَد البنية التحتية بالمغرب من بين الأكثر تطورًا بإفريقيا وتشهد خُطط عصرنة قيد التنفيذ. تتواجد بالبلاد شبكة طرق يَبلغ طولها حوالي 57.334 كيلومتر، وشبكة طرق سيارة يَبلغ طولها 1.588 كيلومتر حسب معطيات سنة 2015؛ كما تتواجد طرق تحت أرضية أبرزها نفق الموحدين الذي يُعَد من بين الأطول في إفريقيا. يَعبر المغرب الخط السريع القاهرة–دكار، وهو جزء من شبكة الطرق السريعة عبر إفريقيا التي تهدف إلى تعزيز الربط البري بين بلدان القارة.
تُوصف سوق السيارات في المغرب بأنها واحدة من الأسواق المهمة بـ 133.315 سيارة مباعة سنة 2020، وفي هذا الصدد تتوفر السيارات الكهربائية على محطات للشحن موزَّعة على أهم المحاور الطرقية. تستوفي المَركبات الأجنبية إجبارية التأمين في حال تغطيتها بتأمين دولي صالح من حيث المدة ومدرِج للمغرب في نطاق الضمان. تَبلغ الوفيات في حوادث المرور معدل 17 حالة لكل 100 ألف نسمة، حسب إحصائيات منظمة الصحة العالمية لسنة 2019.
اعتَمد المغرب استثمارات مالية ضخمة لإعادة تجديد وتطوير السكك الحديدية وبناء محطات قطار جديدة وعصرية واقتناء قطارات فائقة السرعة وتشييد خطوط سكك حديدية خاصة بها، وإلى غاية سنة 2018 وصَل طول السكك الحديدية بالمغرب إلى 3.815 كيلومتر منها 64% سكك مكهربة، و585 عربة لنقل المسافرين. فيما وصَل عدد المسافرين إلى 35 مليون مسافر، وعدد محطات القطار إلى 137 محطة. تتوفر البلاد على أنظمة للنقل السريع من خلال طرامواي الرباط الذي يَجمع الرباط وسلا، وكازا طرامواي في الدار البيضاء.
وقَّعت البلاد اتفاقية للأجواء المفتوحة مع الاتحاد الأوروبي، يُسمح بموجبها لشركات النقل الجوي التابعة للطرفين بالعمل باتجاه وانطلاقًا من أي نقطة في المغرب والاتحاد الأوروبي بدون قيود على الأسعار أو السعة. سَجلت المطارات المغربية حوالي 25 مليون مسافر سنة 2019 بزيادة 11,18% مقارنة مع السنة السابقة؛ تتواجد المطارات العشرة الأكثر ازدحامًا بالمغرب في المدن التالية: مطار الدار البيضاء (10 مليون و306 ألف مسافر)، مطار مراكش (6 مليون و396 ألف مسافر)، مطار أكادير (2 مليون و8 ألف مسافر)، مطار فاس (1 مليون و417 ألف مسافر)، مطار طنجة (1 مليون و353 ألف مسافر)، مطار الرباط (1 مليون و100 ألف مسافر)، مطار الناظور (772 ألف مسافر)، مطار وجدة (701 ألف مسافر)، مطار الداخلة (256 ألف مسافر)، مطار العيون (255 ألف مسافر).
يَتوفر ميناء طنجة المتوسط على منطقة صناعية، بينما يَهدف مشروع ميناء الناظور غرب المتوسط إلى دعم الصناعة البتروكيميائية وتأمين إمدادات المغرب من منتجات الطاقة. بَلغ النشاط المينائي المغربي قيمة 115 مليون طن سنة 2014 بزيادة 14,3% مقارنة مع السنة السابقة، وهي موزعة على ميناء طنجة المتوسط (39 مليون طن)، ميناء الدار البيضاء (25 مليون طن)، ميناء الجديدة - الجرف الأصفر (22 مليون طن)، ميناء المحمدية (11,5 مليون طن)، ميناء آسفي (6,2 مليون طن)، ميناء أكادير (4,2 مليون طن)، ميناء العيون (3,2 مليون طن)، والموانئ الأخرى (0,5 مليون طن). يَحتل المغرب المرتبة الأولى إفريقيًا في مؤشر ربطِ الشحن البحري حسب تقرير مؤتمر الأمم المتحدة للتجارة والتنمية لسنة 2021.

### الغطاء النباتي

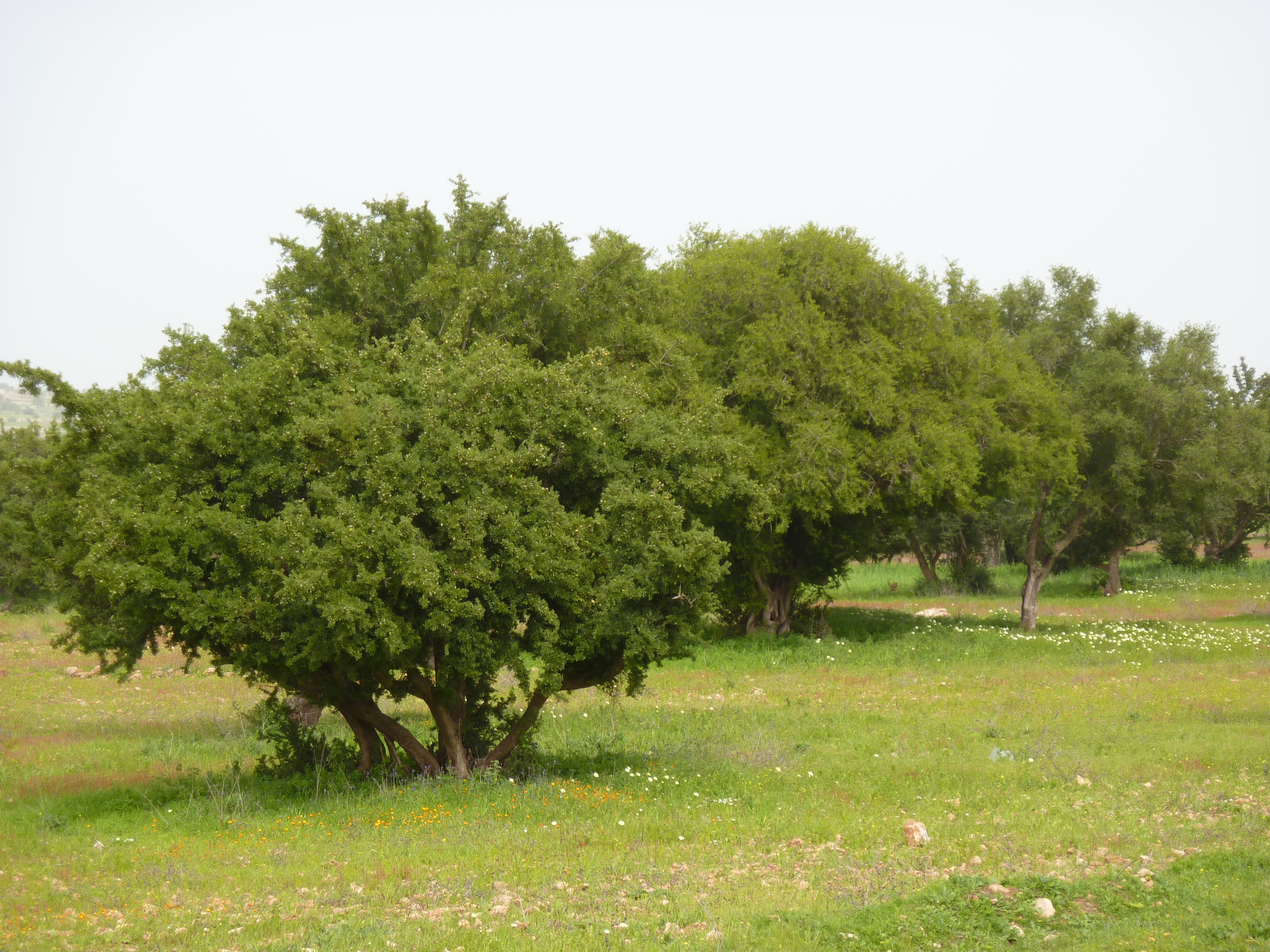
شجرة الأركان التي يُستخرج زيت الأركان من ثمارها.

### الموارد المائية

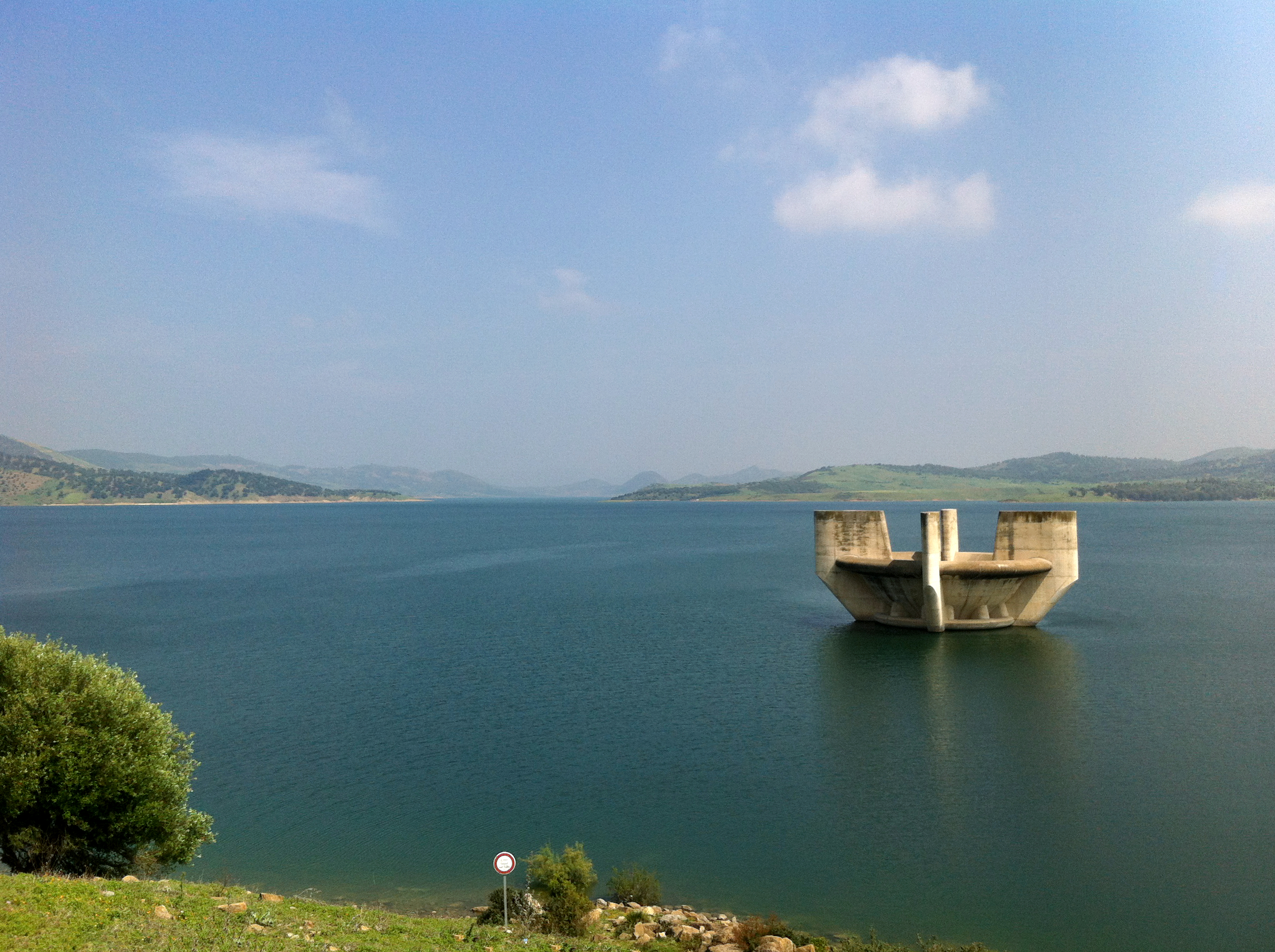
خزانات السدود تتوفر على مسطَّحات مائية تُستخدم في عمليات الإطفاء الجوي.

### الحياة البرية

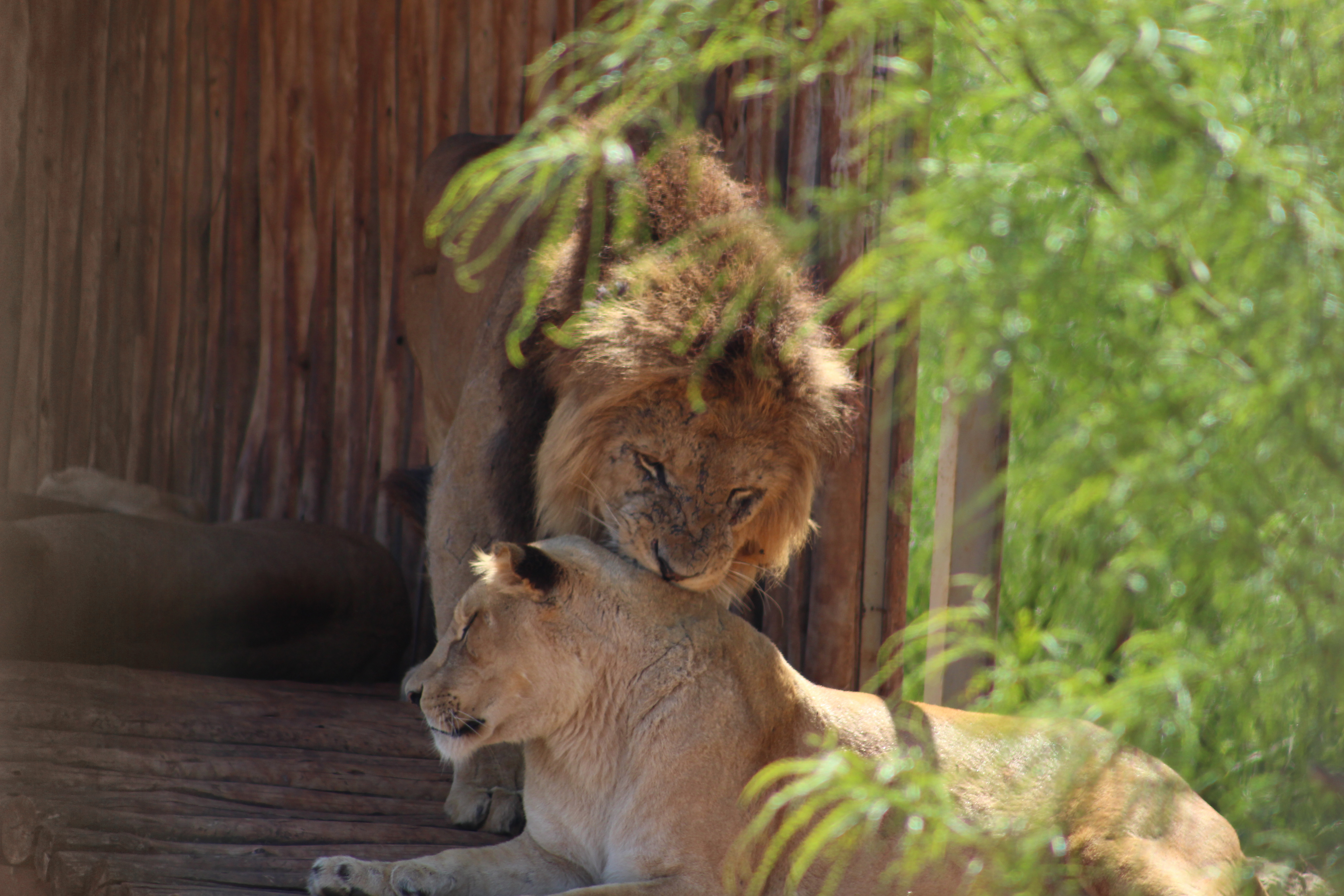
أسد يُحتمل أنه بربري، في حديقة الحيوانات بالرباط.

### التقسيم الإداري

يتشكل التقسيم الإداري من 12 جهة.

ترتيب التقسيم الإداري للمغرب.

### الإعلام والتواصل

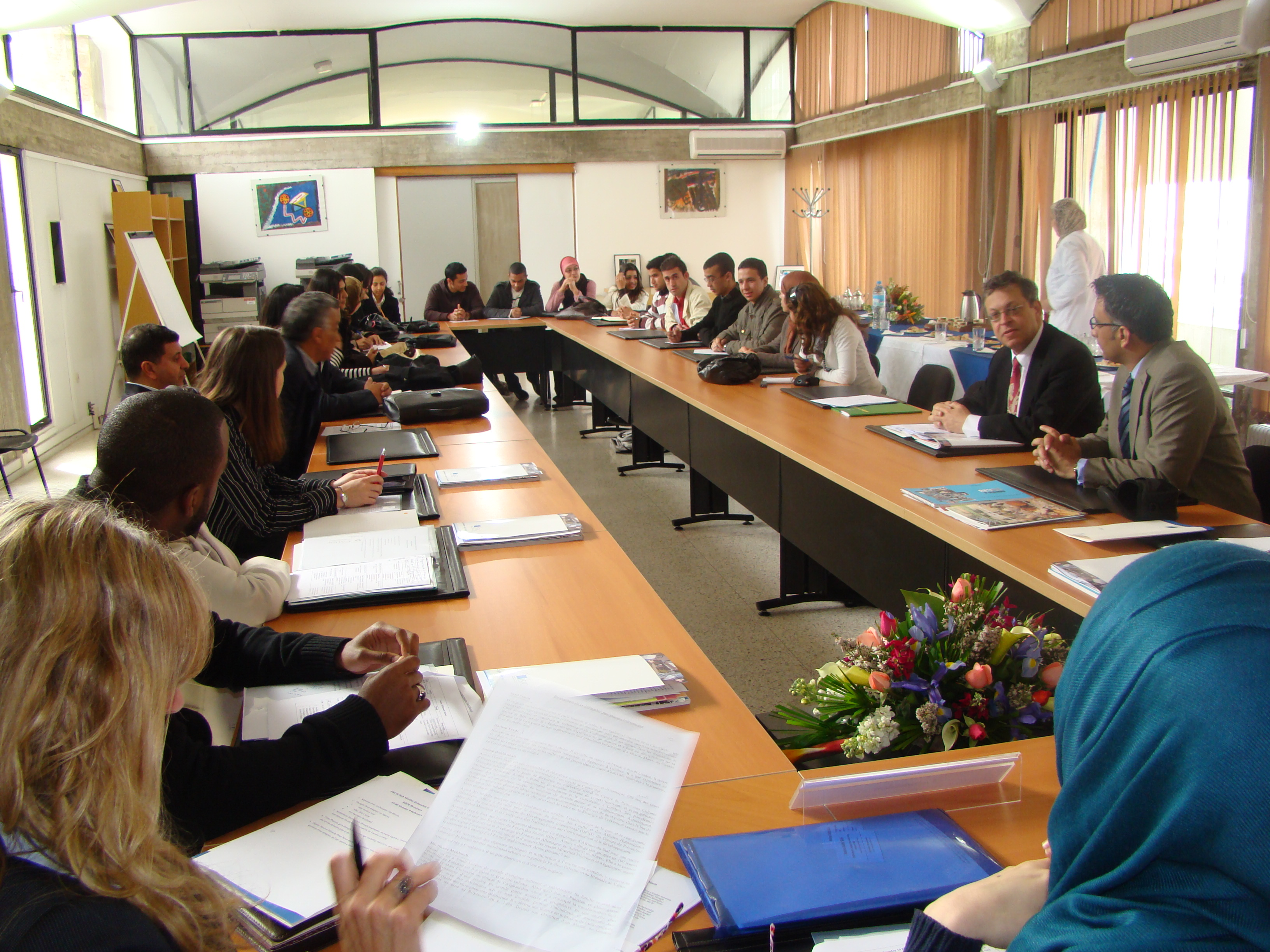
صحفيون يَجتمعون بوفد الخارجية البريطانية في مقر المعهد العالي للإعلام والاتصال.

### الاتصالات والتكنولوجيا

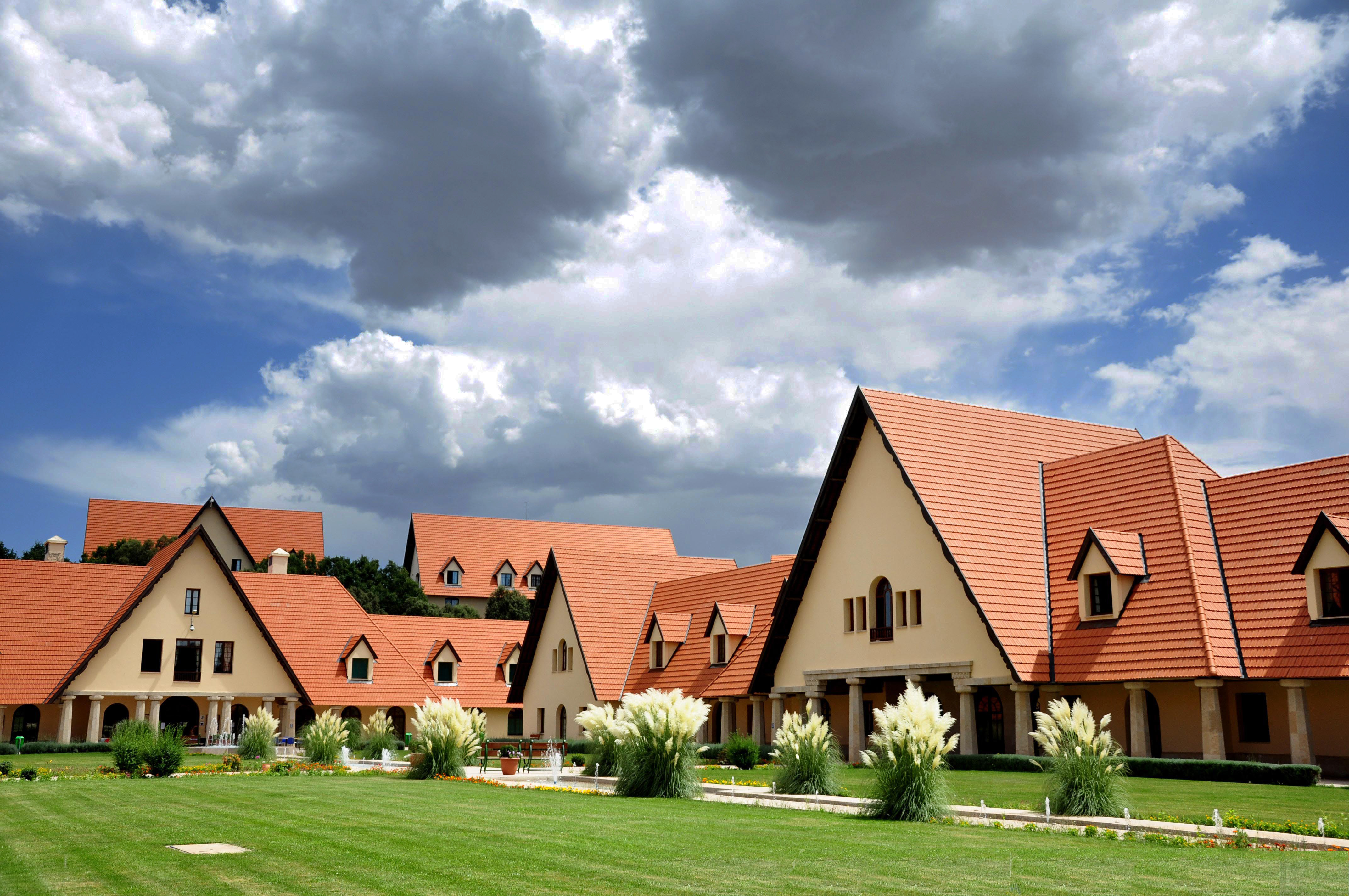
جامعة الأخوين تعزِّز الرقمنة عبر تكوينٍ متخصص في الذكاء الاصطناعي والروبوتية.